# Hodonímia de Barcelona

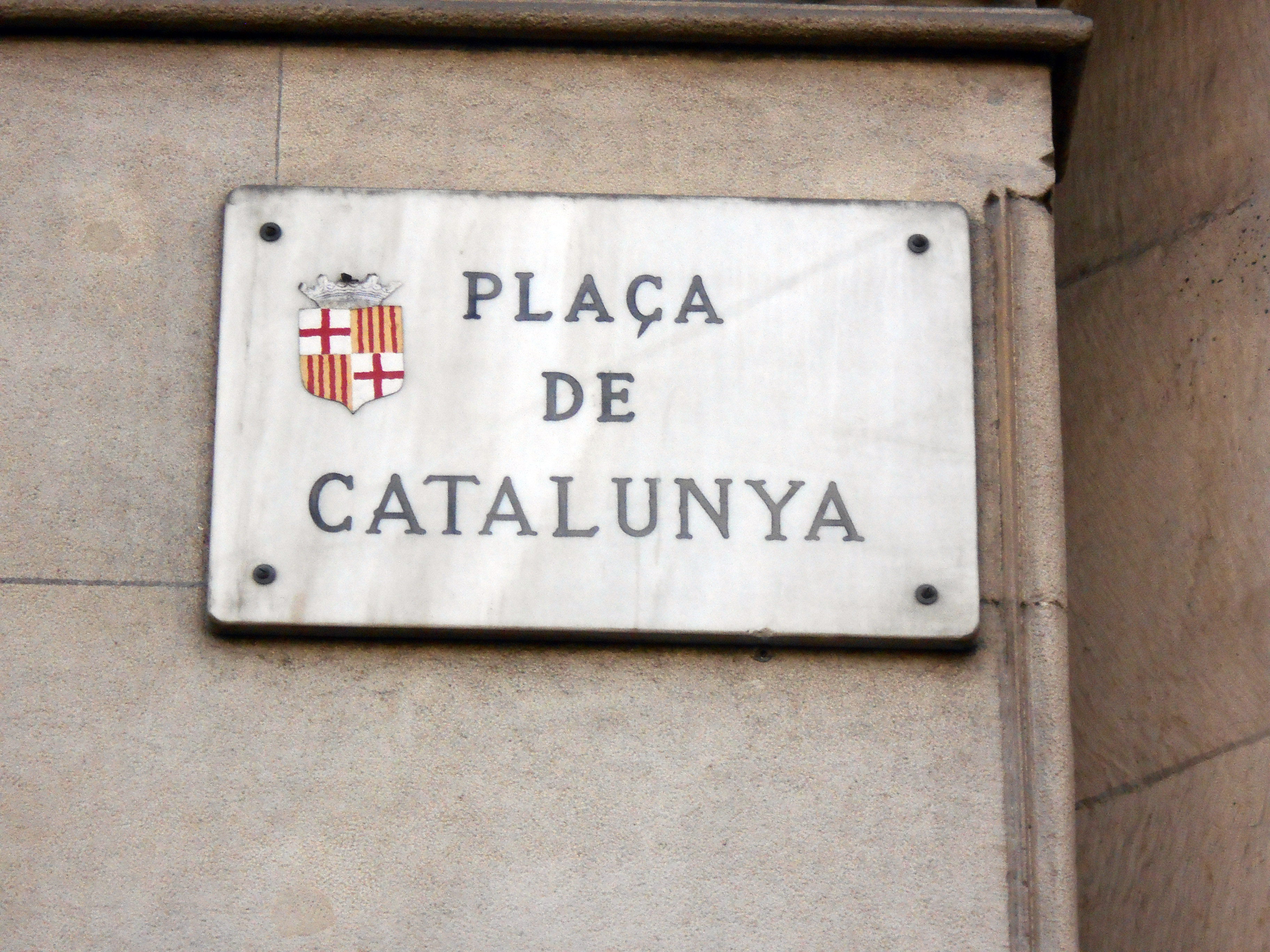
Rètol de la plaça de Catalunya. Des de finals del és el centre neuràlgic de Barcelona.

Els hodònims de Barcelona estan regulats per la Ponència de Nomenclàtor dels Carrers de Barcelona, una comissió depenent de la regidoria de Cultura de l'Ajuntament de Barcelona. Els noms de carrers i vies públiques de la Ciutat Comtal han canviat amb el temps, i han estat el reflex dels diversos esdeveniments tant històrics com socials, polítics, econòmics i culturals esdevinguts a la ciutat. La seva evolució ha estat marcada igualment per diversos factors, com l'urbanisme i els canvis físics i territorials ocorreguts en la fisonomia de la ciutat, derivats principalment de la seva expansió geogràfica al llarg del pla de Barcelona, amb dues fites principals: el Pla d'Eixample elaborat per Ildefons Cerdà i l'agregació de municipis limítrofs, entre els segles xix i xx.
Els noms de carrers més antics existents encara a Barcelona són d'origen medieval. No obstant això, la seva regulació no es va iniciar fins al segle xix, i fins a mitjans d'aquest segle no va començar la col·locació de rètols als carrers amb el seu nom. D'altra banda, si bé fins a aquest segle els hodònims provenien primordialment de la tradició, des de llavors es va iniciar una freqüent alternança de la nominació de carrers per motius polítics, amb diversos fets transcendentals: el Trienni Liberal de 1820-1823, els períodes liberals de 1840 i 1854, el Sexenni Democràtic (1868-1874), la dictadura de Primo de Rivera (1923-1929), la Segona República (1931-1939), la dictadura franquista (1939-1975) i la restauració democràtica.
A Barcelona existeixen diversos tipus de vies públiques, les més comunes de les quals són: carrer, carreró, pla, plaça, placeta, passeig, avinguda, rambla, via, ronda, pas, passatge, baixada, escales, travessera, mirador, camí i carretera, a més a més de molls, espigons, platges, parcs i jardins. El 2016 hi havia comptabilitzats 4518 carrers, que suposaven un total de 1300 quilòmetres lineals.

## Geografia i localització

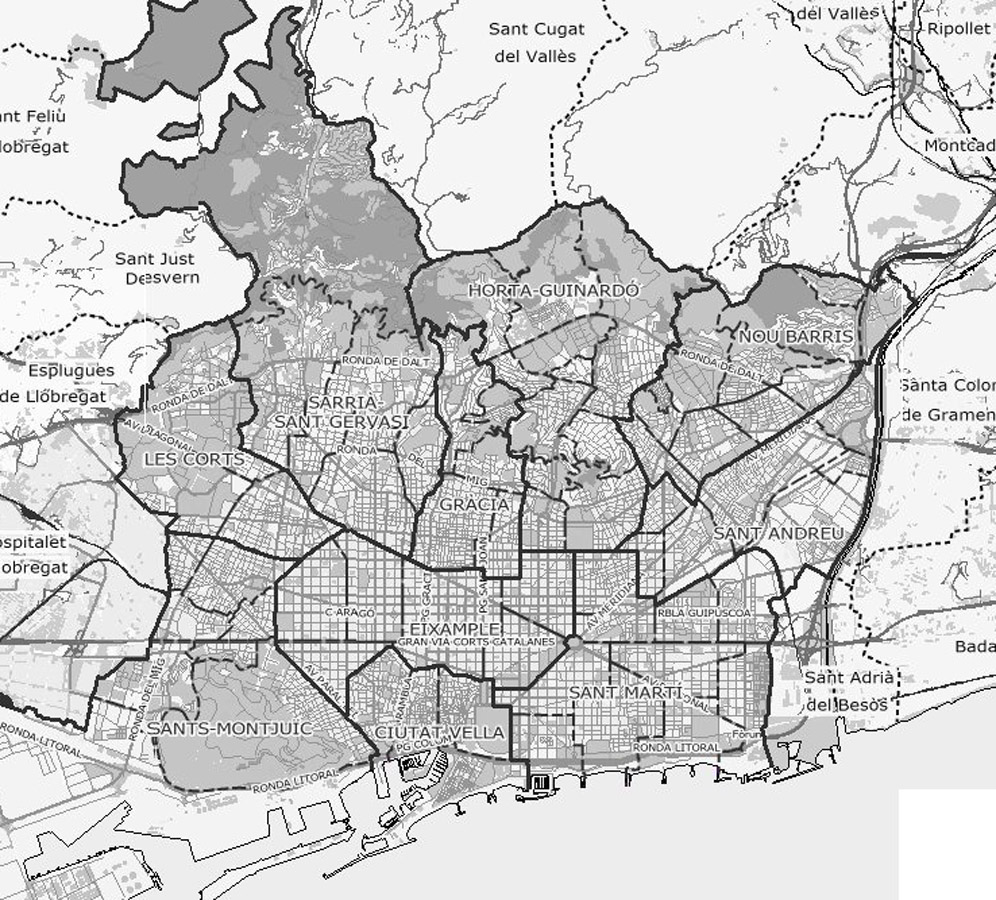
Plànol de Barcelona.

Barcelona, capital de Catalunya, es troba al sud-oest d'Europa, en la costa mediterrània. La seva situació geogràfica se situa entre els 41° 16' i 41° 30' Nord de latitud i entre els 1° 54' i 2° 18' Est de longitud. Amb una superfície de 102,16 km², està situada en una plana d'uns 11 km de llarg i 6 d'ample, limitada en els seus costats pel mar i per la serra de Collserola —amb el cim del Tibidabo (516,2 m) com a punt més alt—, així com pels deltes dels rius Besòs i Llobregat. Per sobre de la línia de la costa i separant la ciutat del delta del Llobregat es troba la muntanya de Montjuïc (184,8 m).
Barcelona és també capital de la comarca del Barcelonès i de la província de Barcelona, i és el nucli urbà més important de Catalunya en l'àmbit demogràfic, polític, econòmic i cultural. És la seu del Govern de Catalunya i del Parlament de Catalunya, així com de la Diputació provincial i de l'arquebisbat, i compta amb un port, un aeroport i una important xarxa de ferrocarrils i carreteres. Amb una població d'1.604.555 habitants el 2015, és la segona ciutat més poblada d'Espanya després de Madrid, i l'onzena de la Unió Europea.

## Divisions administratives

Districtes de Barcelona.

Barcelona està dividida en 10 districtes i 73 barris:
- Ciutat Vella (4,49 km², 100.685 habitants): es correspon amb el nucli antic de la ciutat, el derivat dels períodes romà i medieval, més el barri de la Barceloneta, creat al segle xviii.[10]

- Eixample (7,46 km², 263.565 habitants): aquest districte va sorgir de l'ampliació de la ciutat antiga després de l'enderrocament de les muralles, gràcies al pla elaborat per Ildefons Cerdà.[11]

- Sants-Montjuïc (21,35 km², 180.824 habitants): aglutina l'antiga població de Sants, annexionada a Barcelona el 1897, a més dels terrenys de la muntanya de Montjuïc, fet que ho converteix en el districte més gran de la ciutat; inclou també la Zona Franca.[12] L'antic topònim procedeix de l'església de Santa Maria dels Sants, i està present al carrer i la plaça de Sants, mentre que Montjuïc («muntanya jueva») té un parc, un passeig i una carretera amb aquest nom.[13]

- Les Corts (6,08 km², 81.200 habitants): prové de l'antiga població de Les Corts de Sarrià, agregada a la ciutat el 1897, amb un probable origen en una masia medieval, d'aquí el nom (del llatí cohors, casa de camp).[14] Era una zona eminentment agrària, que a mitjan segle xix va experimentar un notable augment urbanístic amb la construcció de la zona anomenada Corts Noves.[15] Es troba en el nomenclàtor en un carrer, una plaça i una travessera que porten el nom de les Corts.[16] Inclou la zona de Pedralbes, anteriorment pertanyent a Sarrià; hi ha una plaça i una avinguda amb aquest nom, provinent del monestir de Santa Maria de Pedralbes, del vocable llatí petras albas («pedres blanques»).[17]

- Sarrià-Sant Gervasi (20,09 km², 145.761 habitants): procedeix de la unió de dos antics municipis, Sarrià i Sant Gervasi de Cassoles. És un dels districtes més extensos, sobretot perquè comprèn bona part de la serra de Collserola.[18] El topònim Sarrià procedeix del llatí Serrianum, probablement derivat del patronímic Serrius;[19] ha romàs a la plaça i l'avinguda homònimes, així com als carrers Major i Menor de Sarrià, el camí Vell de Sarrià i la carretera de Sarrià a Vallvidrera.[20] Per la seva banda, Sant Gervasi de Cassoles (una cassola és un pas estret entre barrancs)[21] es troba al carrer de Sant Gervasi de Cassoles i el passeig de Sant Gervasi.[22] Inclou el que va ser també antic municipi de Vallvidrera (del llatí Vallis Vitrariae), incorporat a la vila de Sarrià el 1892; aquest topònim consta amb una avinguda, una plaça, un camí i una drecera amb aquest nom, a més del camí de Vallvidrera al Tibidabo i les carreteres de Vallvidrera a Barcelona, les Planes i el Tibidabo.[23]

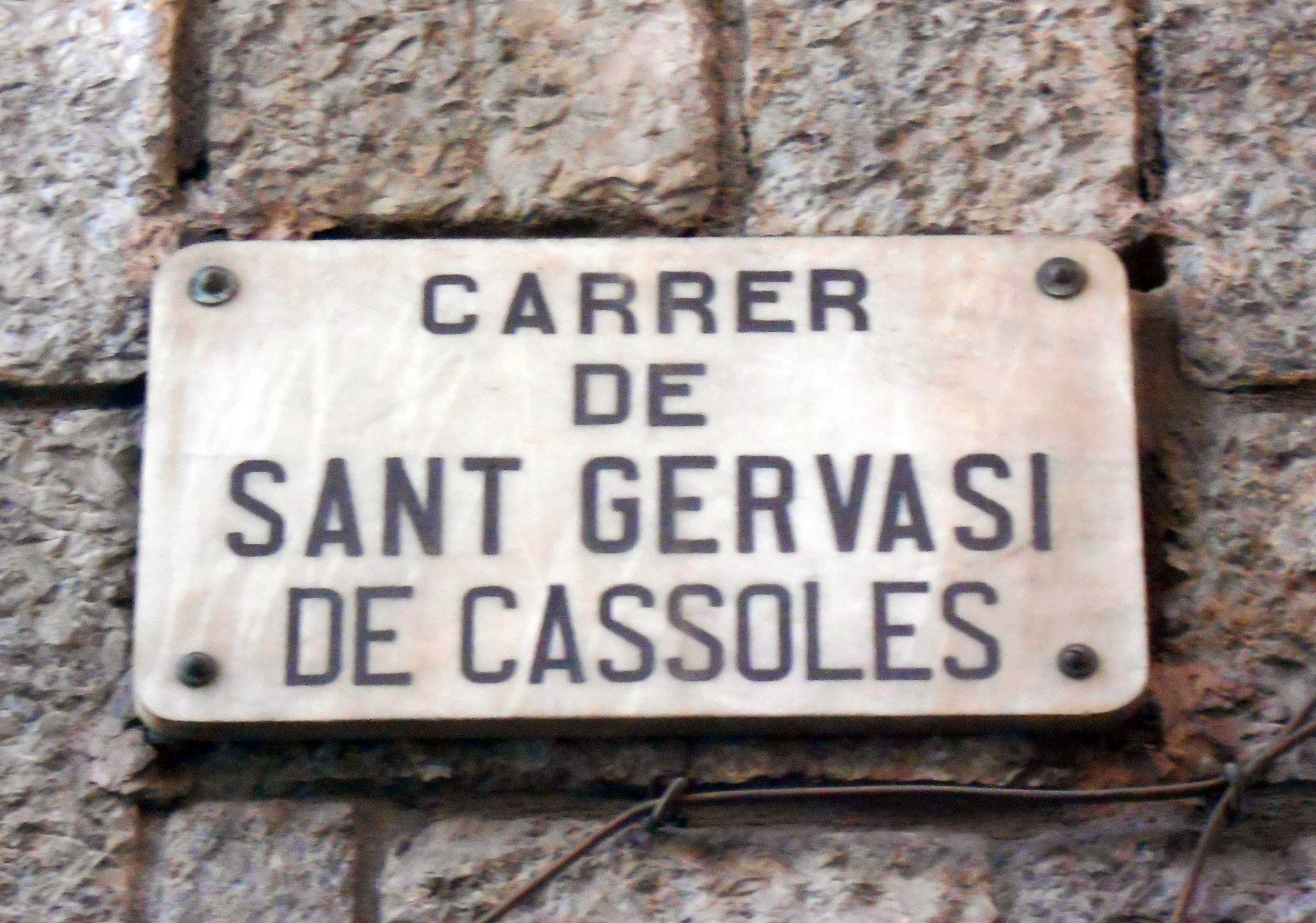
Carrer de Sant Gervasi de Cassoles.

- Gràcia (4,19 km², 120.273 habitants): té el seu origen en l'antiga vila de Gràcia, incorporada a la ciutat el 1897. Era una zona agrícola, que a començaments del segle xix va començar a forjar un entramat urbà i industrial.[24] Té el seu origen en l'església de la Mare de Déu de Gràcia i Sant Josep, fundada al segle xvii. El seu nom ha perdurat al carrer, el passeig i la travessera de Gràcia, així com al carrer Gran de Gràcia i la plaça de la Vila de Gràcia.[25]

- Horta-Guinardó (11,96 km², 166.950 habitants): prové de l'antiga localitat d'Horta, agregada el 1904, a la qual es va afegir administrativament el barri del Guinardó, abans pertanyent a Sant Martí de Provençals.[26] L'antic municipi figura en el nomenclàtor al carrer d'Horta i la carretera d'Horta a Cerdanyola.[27] Per la seva banda, el Guinardó té dedicat un carrer, una plaça, una ronda i un parc.[28]

- Nou Barris (8,04 km², 164.516 habitants): és el districte de més recent creació, en uns terrenys segregats de Sant Andreu de Palomar.[29] El seu nom prové del fet que en origen eren «nou barris», encara que actualment són 13. Va entrar en la llista de carrers el 1982 amb el carrer de Nou Barris i el 2001 amb la plaça homònima, a més de la plaça Major de Nou Barris el 2008.[30] El seu barri més antic és el de Vilapicina, un antic poblet sorgit al voltant del santuari de Santa Eulàlia de Vilapicina, del segle x; el terme procedeix de vila i la pega de pi negre anomenada en llatí pix, el lloc de producció del qual era una pixina o picina, i es recorda al carrer de Vilapicina.[31]

- Sant Andreu (6,56 km², 145.983 habitants): correspon a l'antic municipi de Sant Andreu de Palomar, annexionat el 1897. Va ser una zona agrícola i molinera fins a mitjan segle xix, en què van començar a assentar-se nombroses indústries.[32] La seva memòria es recorda en la riera de Sant Andreu, el carrer Gran de Sant Andreu i al carrer de Palomar.[33]

- Sant Martí (10,80 km², 232.629 habitants): prové de l'antiga població de Sant Martí de Provençals, agregada el 1897.[34] Té dedicats el carrer, la ronda i el parc de Sant Martí, així com el carrer de Provençals.[35] L'antic municipi estava dividit en quatre barris: Sagrera, Muntanya, Clot i Taulat, tots ells recordats amb sengles carrers.[36]

La divisió administrativa ha anat variant amb el temps. La primera delimitació es va establir el 1389, data en què es va dividir la ciutat en quatre quarters: Framenors, Pi, Mar i Sant Pere. Aquesta divisió es va efectuar establint una quadrícula amb la plaça del Blat com a centre geomètric, amb una separació dels quarters del nord i del sud fixada en l'antic cardo maximus romà. Al segle xv es va afegir un altre quarter, el del Raval, amb el que es va establir una divisió que va arribar fins al segle xviii.

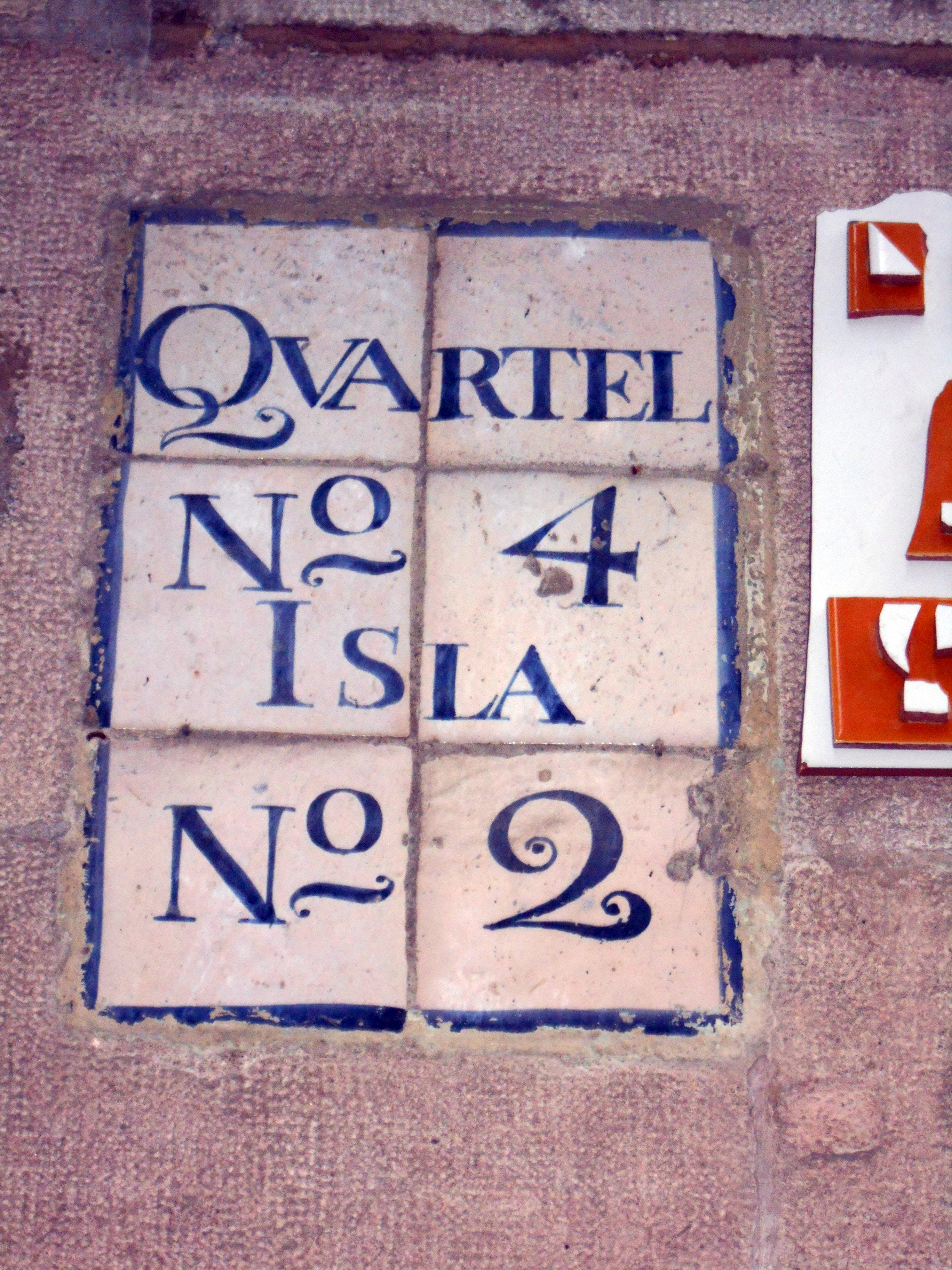
Placa de quarter procedent del, carrer del Call.

El 1769 es va fer una reforma per la qual es van crear cinc quarters subdividits cadascun en vuit barris: I-Palau comprenia el port i el nou barri de la Barceloneta; II-Sant Pere era una zona eminentment industrial; III-Audiència es corresponia amb el centre de la ciutat; IV-Casa de la Ciutat era una zona sobretot residencial; i V-Raval acollia el terreny a l'oest de la Rambla.
Al segle xix es van realitzar nombroses divisions, la majoria efectuades per motius polítics, ja que els districtes marcaven també les circumscripcions electorals. Les més destacades van ser les de 1837, en què la ciutat va quedar dividida en quatre districtes (Llotja, Sant Pere, Universitat i Sant Pau); i la de 1878, després de l'enderrocament de les muralles, en què es van establir 10 districtes: I-Barceloneta, II-Parc de la Ciutadella, III-Llotja, IV-Drassanes, V-Hospital, VI-Audiència, VII-Institut, VIII-Universitat, IX-Hostafrancs i X-Concepció.
Entre finals del segle xix i començaments del segle xx es van agregar a la Ciutat Comtal diversos municipis limítrofs (Sants, Les Corts, Sant Gervasi de Cassoles, Gràcia, Sant Andreu de Palomar, Sant Martí de Provençals, Sant Joan d'Horta, Sarrià); es va realitzar llavors una nova reordenació administrativa, novament amb 10 districtes: I-Barceloneta i Poblenou, II-Sant Pere, III-Llotja i Audiència, IV-Concepció, V-Drassanes i Hospital, VI-Universitat, VII-Sants, Les Corts i Hostafrancs, VIII-Gràcia i Sant Gervasi, IX-Horta i Sant Andreu del Palomar, X-Sant Martí de Provençals.
El 1933 es va fer una nova reformulació, igualment amb deu districtes: I-Barceloneta, II-Poble Sec i Montjuïc, III-Sarrià, Vallvidrera i Sant Gervasi, IV- Sant Pere i Dreta de l'Eixample, V-Raval, VI-Esquerra de l'Eixample, VII-Sants, Les Corts i Hostafrancs, VIII-Gràcia, IX-Horta, Sant Andreu del Palomar, Sagrera i Camp de l'Arpa, X-Sant Martí de Provençals, Clot i Poblenou. Aquests districtes van ser ampliats el 1949 amb dos més: XI-Les Corts i Pedralbes; XII-Sagrada Família i Vall d'Hebron.
El 1984 es va aprovar la divisió actual en deu districtes, establerta amb l'objectiu de descentralitzar l'Ajuntament, transferint competències als nous consistoris. Els nous districtes van ser establerts buscant el màxim respecte a la seva identitat històrica i morfològica, però procurant també una delimitació pràctica i funcional, que garantís als veïns una àmplia cobertura assistencial. En general, es va procurar respectar les antigues demarcacions procedents de la ciutat antiga, el seu eixample i els municipis agregats, encara que algunes zones van variar respecte a la seva pertinença històrica: Pedralbes, anteriorment pertanyent a Sarrià, va passar a Les Corts; Vallcarca, abans d'Horta, es va incorporar a Gràcia; el Guinardó, originari de Sant Martí, va ser agregat a Horta; i el nou districte de Nou Barris va ser segregat de Sant Andreu.

## Història

### Toponímia

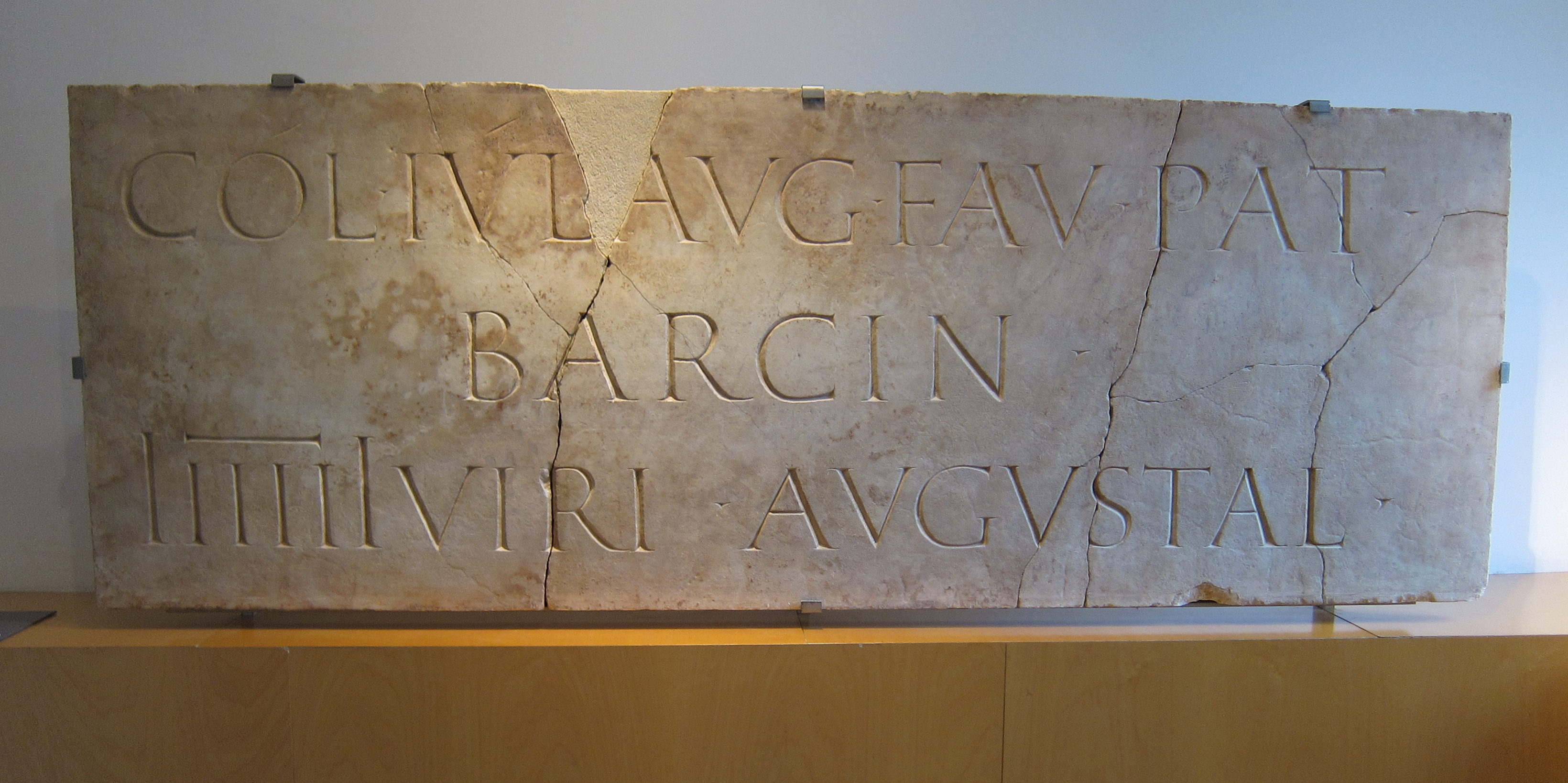
Estela romana de marbre amb el nom de Bàrcino (110-130 dC), Museu d'Història de Barcelona.

L'origen i significat del topònim Barcelona és incert. Sembla provenir d'un poblat ibèric denominat Barkeno, que s'esmenta en unes dracmes ibèriques del segle ii aC. Aquesta forma va evolucionar al llatí Barcino quan la ciutat va ser fundada com a colònia romana al segle i aC. Algunes llegendes apunten a un possible origen cartaginès, derivat d'Amílcar Barca, però sembla poc probable, com la llegenda que atribueix la fundació de la ciutat a Hèrcules, que hauria recalat en ella en el novè d'una flota de vaixells, pel qual l'hauria anomenat Barca-nona.

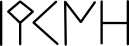
Barkeno en alfabet ibèric.

El primer esment escrit sobre Bàrcino és del segle i, efectuat per Pomponi Mela, mentre que al segle ii l'astrònom Claudi Ptolemeu l'esmenta en grec com a Βαρκινών (Barkinṓn) en la seva Geographia. El topònim va evolucionar entre els segles iv i vii: al segle iv Aviè l'anomena Barcilo en la seva Ora Maritima, tot i que apareixen nombroses variants, com Barcilona, Barcinona, Barcinonem, Barchinon o Barchinonam. D'altra banda, ja en l'any 402 s'esmenta sota el nom de Barcellone, un genitiu que fa suposar l'existència del nominatiu Barcellona. Isidor de Sevilla (segle vii) l'anomena Barcinona, mentre que ja en aquest segle apareix per primera vegada la forma actual Barcelona.

### La ciutat antiga

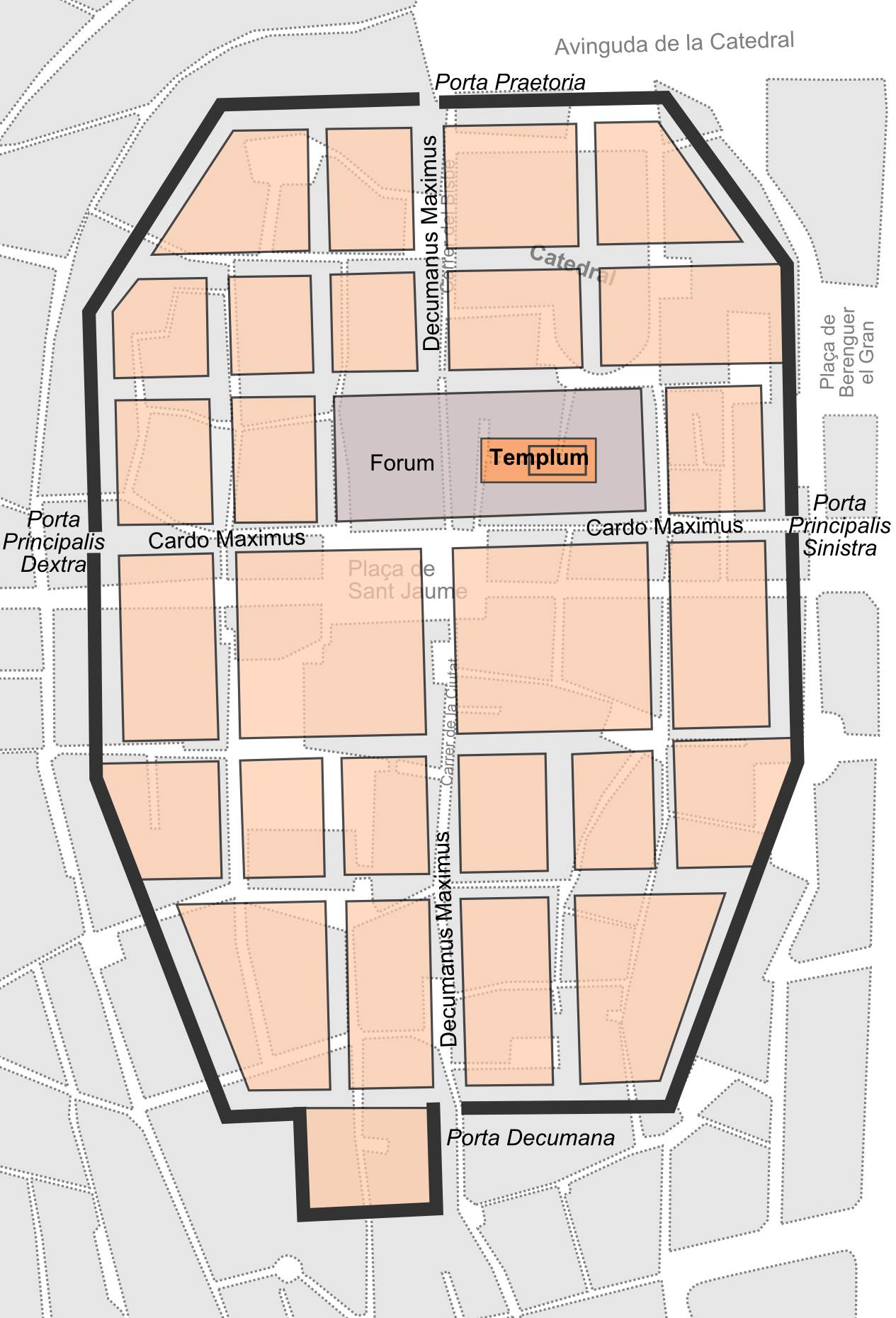
Plànol de Bàrcino superposat al plànol actual del Barri Gòtic.

Barcelona va ser fundada per colonitzadors romans al segle i aC amb el nom de Colonia Iulia Augusta Faventia Paterna Barcino. En origen era una petita ciutat emmurallada que va prendre la forma urbana de castrum inicialment, i oppidum després, assentat sobre el mont Tàber (16,9 msnm), un petit turó situat en l'emplaçament de l'actual plaça de Sant Jaume. La màxima esplendor de l'època romana es va donar durant el segle ii, amb una població que havia d'oscil·lar entre els 3500 i 5000 habitants.
El centre de la ciutat era el forum, la plaça central dedicada a la vida pública i als negocis. D'aquí partien dos eixos viaris principals: el cardo maximus, d'orientació nord-sud (actuals carrers Llibreteria i Call) i el decumanus maximus, d'orientació est-oest (carrers Bisbe, Ciutat i Regomir), aproximadament al centre del recinte emmurallat.
L'origen romà de la ciutat està present en diversos carrers, tots derivats del seu nom complet en llatí: la via Júlia, procedent de la dinastia Júlio-Clàudia que regia l'Imperi al moment de la fundació de la ciutat; la via Augusta, per l'emperador August; la via Favència, terme procedent del verb llatí faveo («afavorir»), sembla que per ser una colònia exempta de tributs; i la via Bàrcino, pel nom llatí de la ciutat.

### Edat mitjana

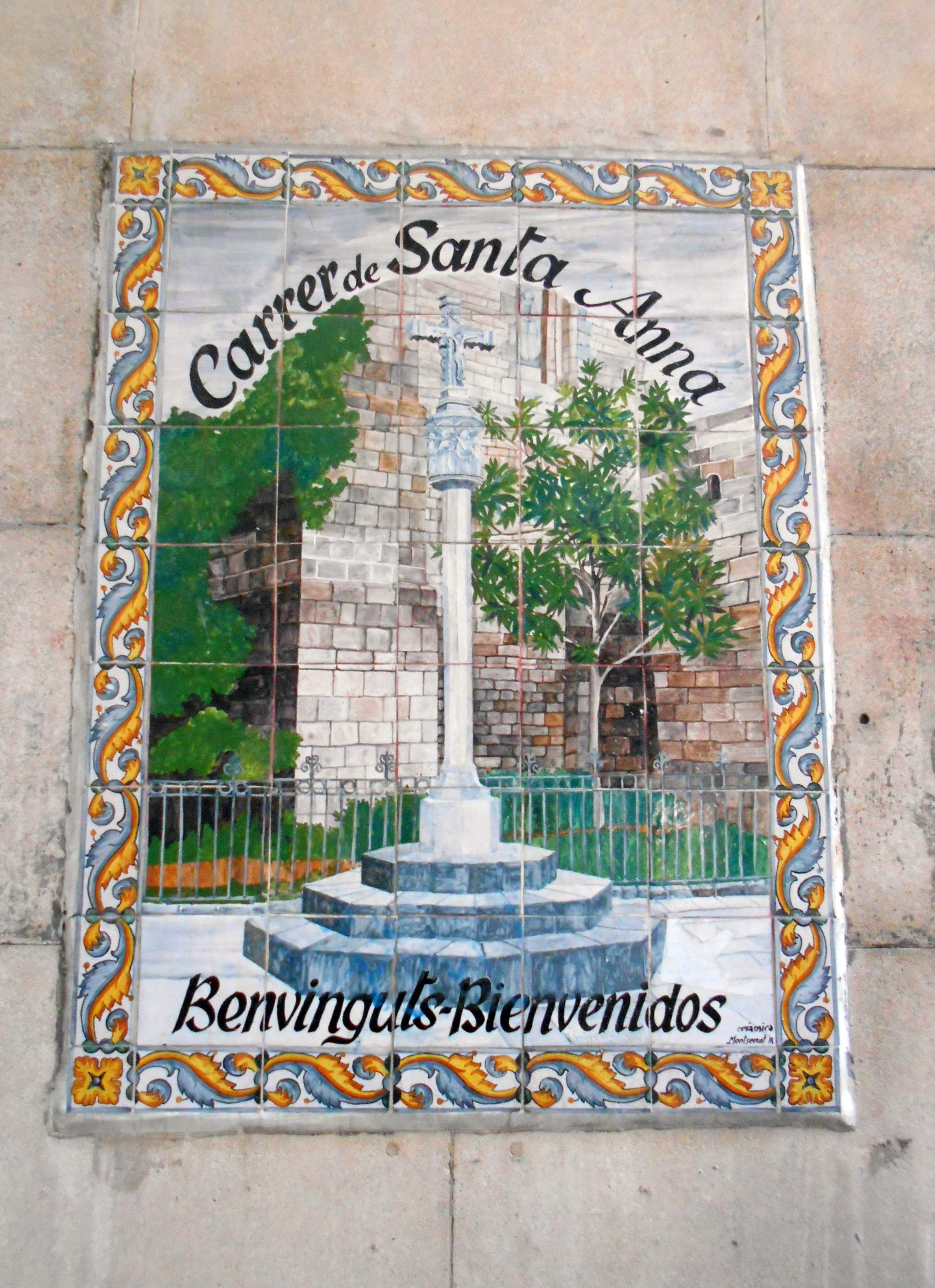
Carrer de Santa Anna.

Després de la caiguda de l'Imperi romà i fins a la formació dels comtats catalans, es van succeir diverses conquestes i el pas de successives civilitzacions, des dels visigots i els àrabs fins a un període d'integració en l'Imperi Carolingi. En aquesta època Barcelona es va constituir com a comtat i, posteriorment, va passar a formar part anar creixent des del primitiu nucli urbà —el que avui dia és el Barri Gòtic— i, al segle xiv, va sorgir el barri del Raval. Barcelona tenia llavors uns 25.000 habitants.
Els carrers medievals eren curts i estrets, sense cap planimetria i traçats al caprici dels propietaris dels terrenys. Les primeres denominacions de què es té constància solien ser d'índole toponímica, ja que feien referència a accidents del terreny o algun tipus de característica geogràfica: van sorgir així carrers com Arenes, Còdols, Arcs, Arcs de Jonqueres, Basses de Sant Pere o Rec. Moltes altres feien referència a pous d'aigua, com els carrers Pou de la Cadena, Pou de la Figuera, Pou de l'Estany i Pou Dolç.

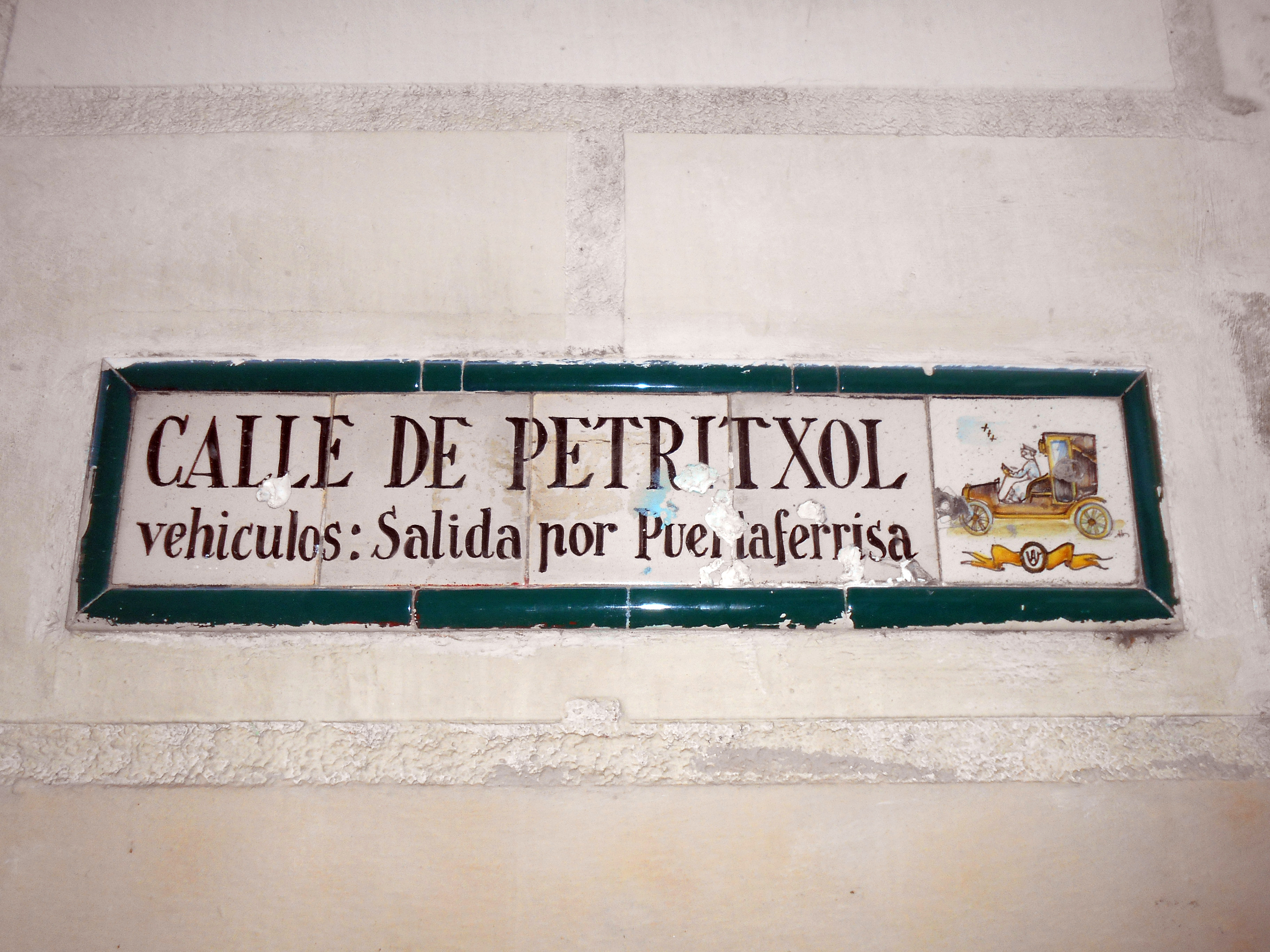
Carrer de Petritxol.

En una següent fase es van nomenar diversos carrers amb antropònims, noms o cognoms de personatges o famílies, generalment propietaris dels terrenys. Alguns exemples són els carrers Amargós, Avinyó, Bellafila, Bertrellans, Caçador, Copons, Esquirol, Estruc, Ferlandina, Fonollar, Lledó, Marquet, Mònec, Montcada, Montjuïc —d'on deriven Montjuïc del Carme i Montjuïc del Bisbe—, Petritxol, Picalquers, Regomir, Requesens, Robador, Serra o Tarròs.
També es van batejar nombrosos carrers amb noms religiosos, bé de sants (hagiotopònims) o bé d'advocaciones provinents de convents i monestirs; alguns exemples serien: Sant Antoni Abat, Sant Pau, Sant Oleguer, Santa Madrona, Sant Agustí, Santa Mònica, Sant Pacià, Santa Eulàlia, Sant Sever, Bonsuccés, Sant Honorat, Sant Miquel, Ave Maria, Trinitat, Sant Francesc, Mercè, Santa Llúcia, Valldonzella, Santa Caterina, Montalegre, Sant Cugat, Egipcíaques, Sant Vicenç, Carme, Peu de la Creu, Elisabets, Santa Anna, Jerusalem, Magdalenes, Sant Pere (Alt, Baix i Mitjà), Montsió, etc.

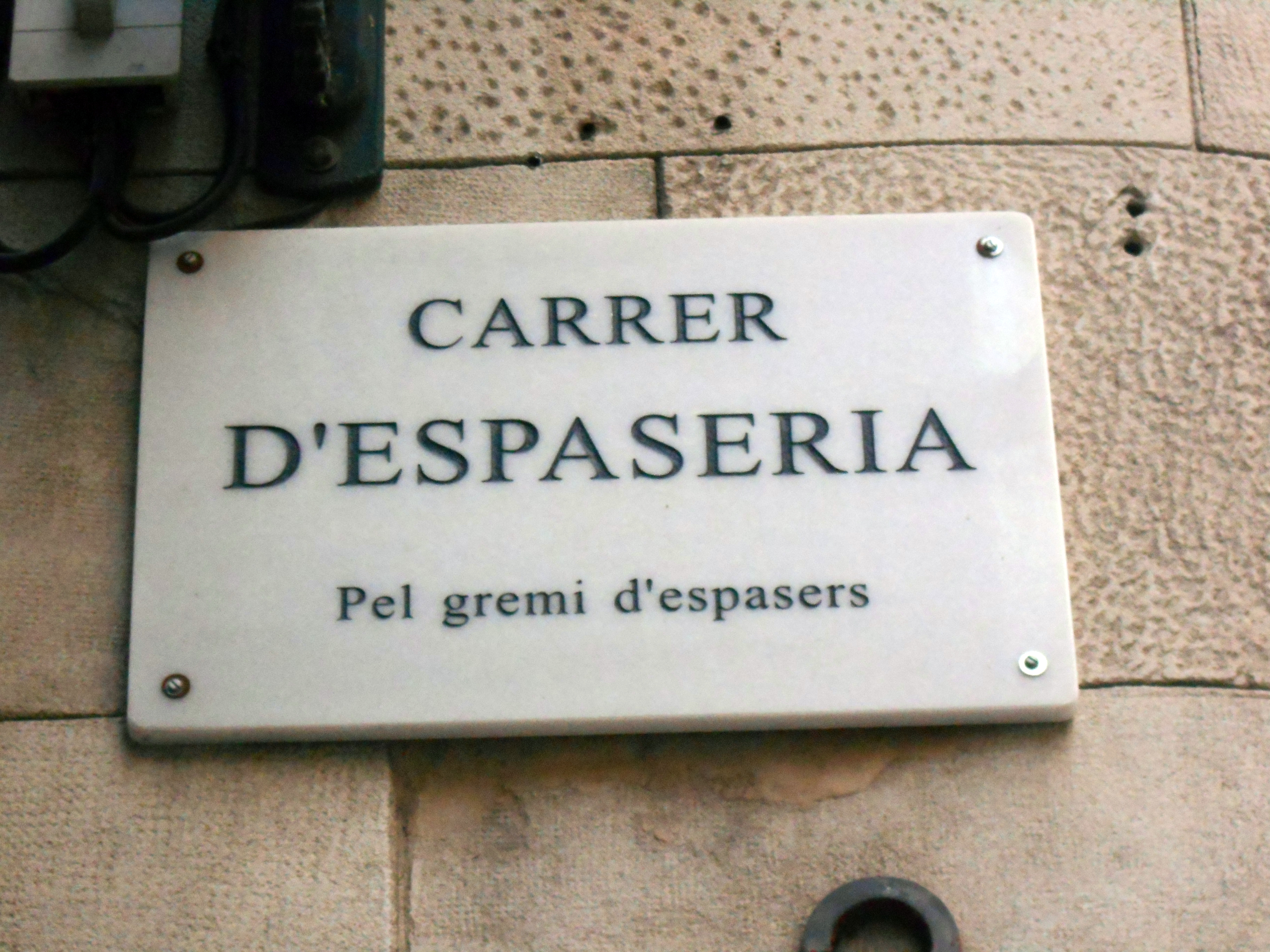
Carrer d'Espaseria, pel gremi d'espasers.

Un altre gran nombre de carrers provenen d'oficis i gremis, que solien agrupar-se per zones, o els llocs o establiments en que s'exercien aquells oficis. Perduren així els carrers Abaixadors, Agullers, Argenteria, Arenes dels Canvis, Assaonadors, Blanqueria, Boters, Brocaters, Canvis Vells i Canvis Nous, Carders, Corders, Corretger, Cotoners, Dagueria, Escudellers, Escudellers Blancs, Esparteria, Espaseria, Flassaders, Formatgeria, Freneria, Fusteria, Llibreteria (només a partir del s. XVI), Mercaders, Mirallers, Pescateria, Ramelleres, Semoleres, Sombrerers, Tallers, Tapineria, Tiradors, Traginers, Vidrieria i Volta dels Tamborets.
També solien nomenar-se alguns carrers per la presència d'edificis singulars (Palau, Catedral) o establiments diversos (Hospital, Banys Nous). Conta fins i tot la tradició que el carrer de la Carassa prové d'una carota que hi ha en la cantonada entre aquesta i el carrer Mirallers, i que anunciava un bordell proper.
Durant l'època medieval Barcelona tenia un barri jueu, el Call, situat entre els actuals carrers de Ferran, Banys Nous, Palla i Bisbe. Fundat el 692, va perviure fins a la seva destrucció el 1391 en un assalt xenòfob. Estava separat de la resta de la ciutat per una muralla, i tenia dues sinagogues (Major, actualment un museu, i Menor, avui dia parròquia de Sant Jaume), banys, escoles i hospitals. La seva memòria perdura als carrers del Call i Arc de Sant Ramon del Call.

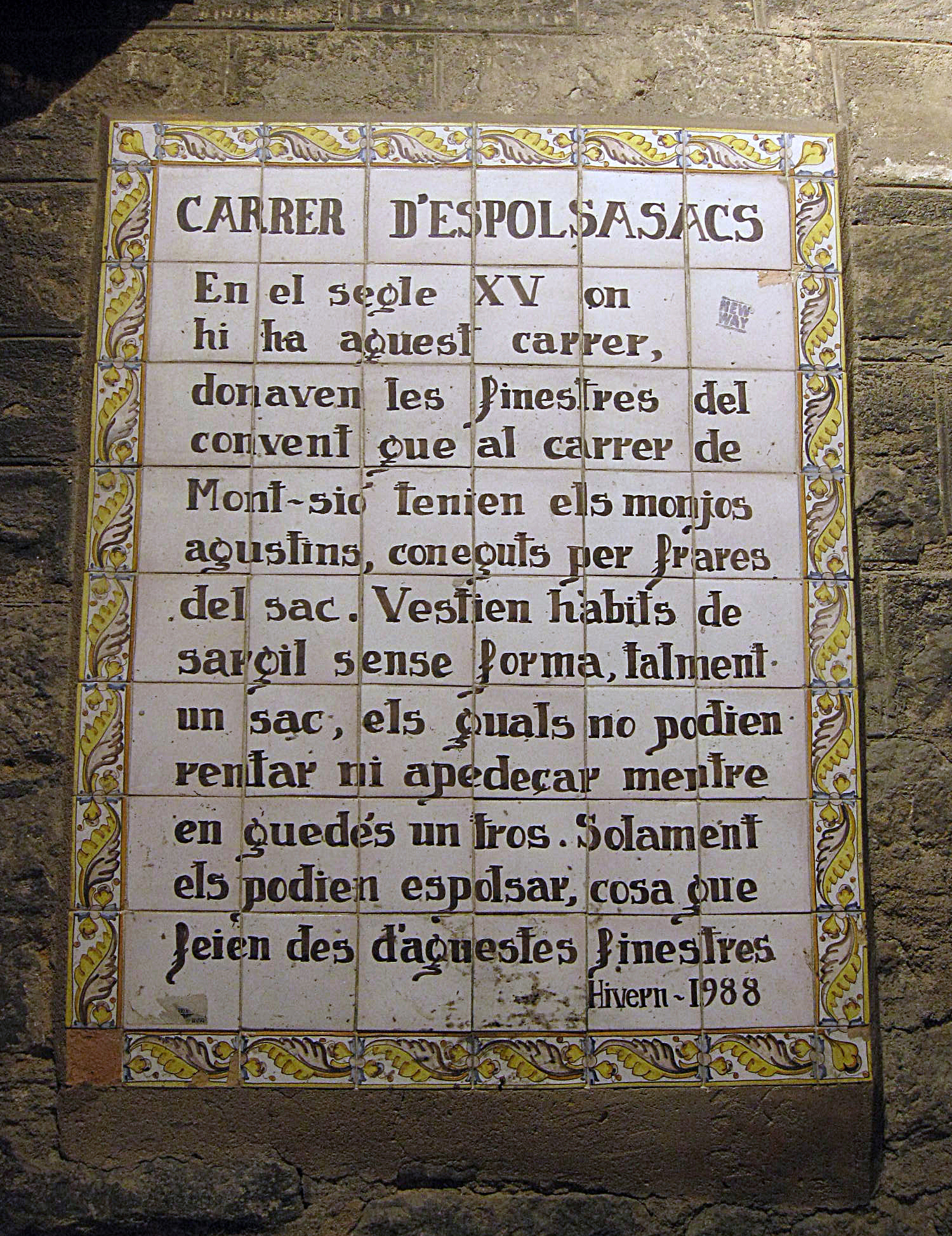
Carrer d'Espolsa-sacs. El nom prové dels frares de la Congregació de la Penitència del Nostre Senyor Jesucrist, que vestien amb sacs, els quals netejaven en aquest carreró.

Amb el temps es van anar produint els primers assentaments extramurs de la ciutat. Es van crear diversos nuclis de població (vila nova), generalment entorn d'esglésies i monestirs: així va ocórrer al voltant de l'església de Santa Maria del Mar, on es va crear un barri de caràcter portuari; igualment a l'església de Sant Cugat del Rec, de caràcter agrari; el barri de Sant Pere entorn de Sant Pere de les Puel·les; el barri del Pi va sorgir al voltant de l'església de Santa Maria del Pi; el de Santa Anna al costat de l'església homònima; el barri d'Arcs es va assentar al voltant del Portal del Bisbe; i el Mercadal, entorn del mercat del Portal Major. També es va anar formant a poc a poc el barri del Raval, inicialment un suburbi poblat d'horts i alguns edificis religiosos.
La creació d'aquests nous barris va obligar a ampliar el perímetre emmurallat, pel qual el 1260 es va construir una nova muralla des de Sant Pere de les Puel·les fins a les Drassanes, cara al mar. El recinte comptava amb vuit noves portes, algunes de les quals van donar nom a diversos enclavaments de la ciutat que encara perduren: el Portal de l'Àngel, que va donar nom a una avinguda; la Portaferrissa, nom que porta un carrer; o la Boqueria, recordada en un carrer i una plaça, a més d'un mercat.
Al segle xiii es va obrir el carrer Ample, que connectava Santa Maria del Mar amb Framenors. En el seu moment va ser el carrer més ample de la ciutat, d'aquí el seu nom, i va ser lloc de residència de famílies acomodades que van construir allí nombrosos palaus.

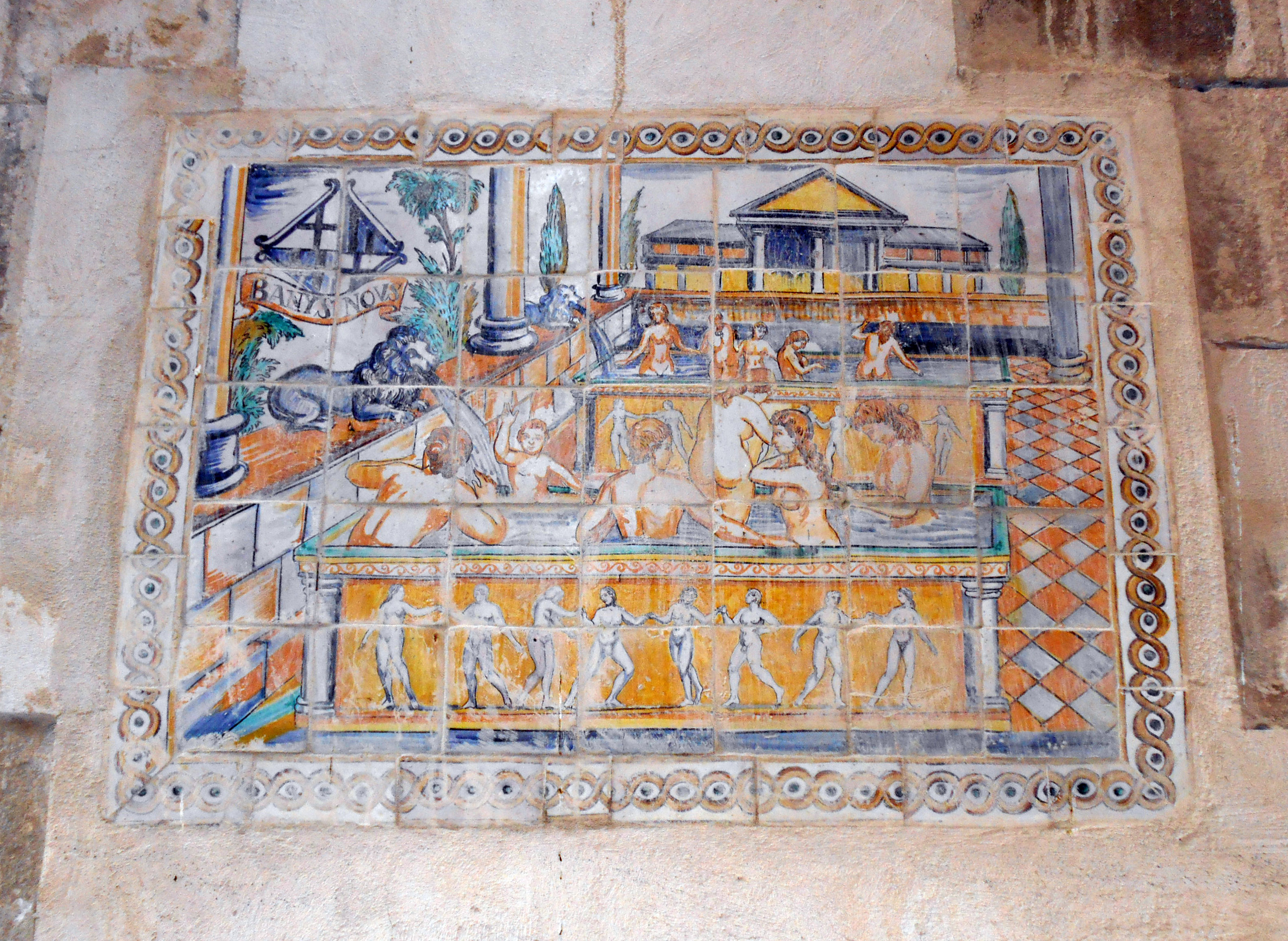
Carrer dels Banys Nous.

El 1355 es va produir una reforma urbanística enfront de la Porta Bisbal de la muralla, per la qual es van enderrocar diverses cases per canalitzar les aigües de la serra de Collserola fins a la plaça de Sant Jaume, donant lloc a una plaça que va ser anomenada plaça Nova.
D'altra banda, el 1389 es va situar en un terreny de platja deixat pels antics illots de Maians i el Puig de les Falzies l'anomenat Porxo del Forment, que es convertiria posteriorment en una gran plaça, el Pla de Palau, anomenada així per estar situat allí el palau del Virrei. El Pla de Palau va ser el centre neuràlgic de Barcelona entre els segles xviii i xix, condició en la qual seria substituït per la plaça de Catalunya.
A la fi del segle xiv es va obrir la plaça del Rei, que fins llavors era un corral i mercat de palla i farratges. El seu nom ve per estar situada al costat del Palau Reial Major, la residència a Barcelona dels reis de la Corona d'Aragó.
Cal ressaltar que durant l'edat mitjana va sorgir una extensa xarxa de camins en el pla de Barcelona que connectaven la ciutat amb els diversos suburbis i pobles de la rodalia, així com altres punts d'interès: masies (camí de la torre Melina), molins (camí de la Verneda), pedreres (camí de la Creu dels Molers), prats de blanqueig (camí del Teulat), esglésies o capelles (camí de Sant Llàtzer), fonts (camí de la Font dels Ocellets), etc.
Finalment, cal assenyalar també un privilegi que la ciutat podia concedir durant aquest període a altres localitats pel qual passaven a ser considerades com a «carrers» de Barcelona, i així quedaven sota la protecció institucional de la ciutat: el carreratge. En aquests casos, la jurisdicció d'aquestes localitats es compartia entre la ciutat i el monarca: la primera mantenia la titularitat, i el segon l'usdefruit. Barcelona va arribar a tenir 74 localitats considerades com a carrers, entre elles: Igualada, Cardedeu, Vilamajor, Lliçà d'Amunt, l'Ametlla del Vallès, Sant Feliu de Codines, Mollet del Vallès, Cerdanyola del Vallès, Granollers, Caldes de Montbui, Montmeló, Sant Cugat del Vallès, Santa Perpètua de Mogoda, Vallvidrera, Martorell, Molins de Rei, Olesa de Montserrat, Mataró, Vilassar de Dalt, Argentona, Premià de Mar, Vilanova i la Geltrú, Moià, Palamós, Sant Sadurní d'Anoia, Ripoll i Cambrils.

### Edat Moderna

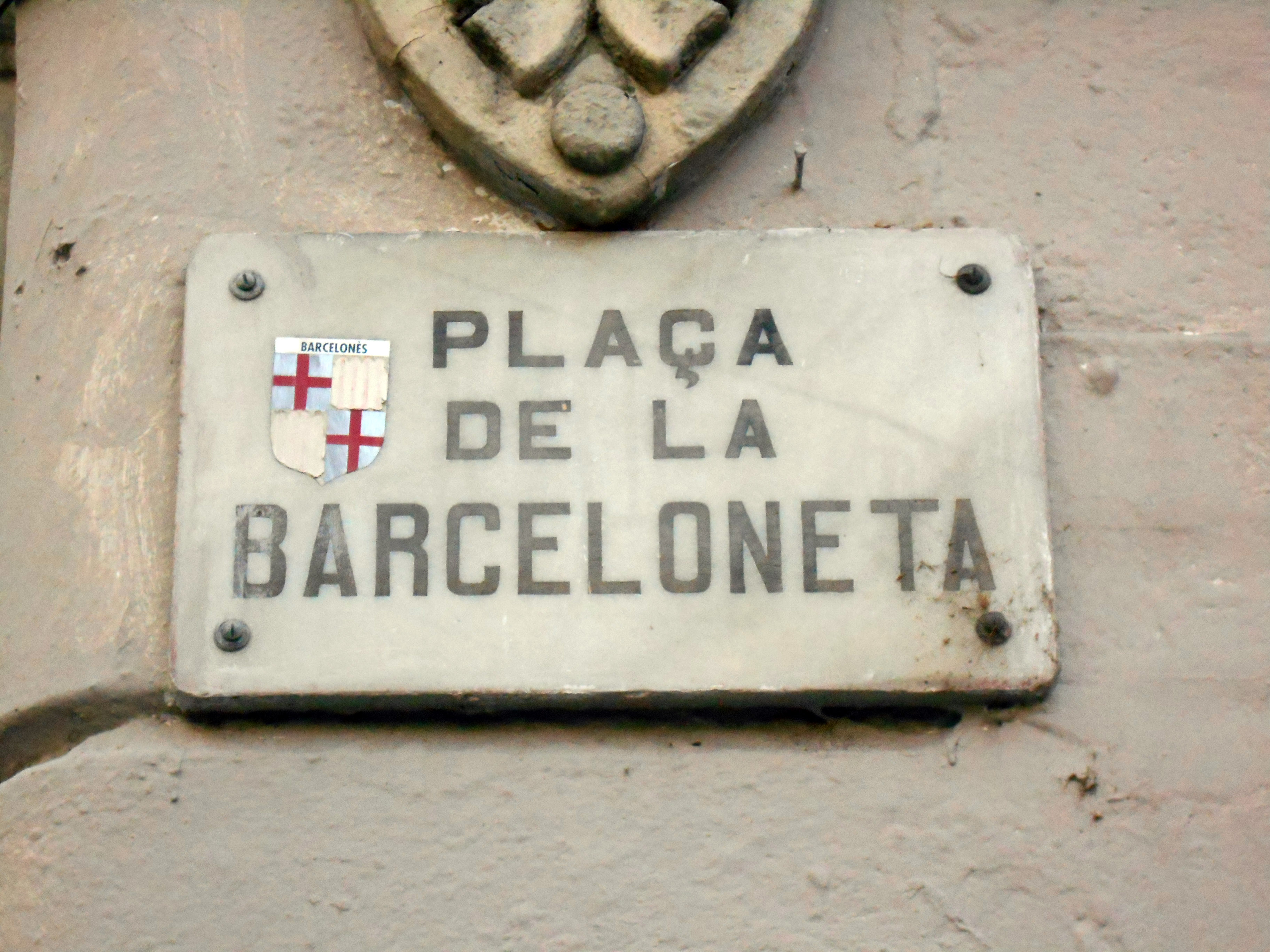
Plaça de la Barceloneta.

En aquest període Barcelona va passar a formar part de la Monarquia Hispànica, sorgida de la unió de les corones de Castella i Aragó. Va ser una època d'alternança entre períodes de prosperitat i de crisis econòmiques, especialment per les epidèmies de pesta al segle xvi i per conflictes socials i bèl·lics com la Guerra dels Segadors i la Guerra de Successió entre els segles xvii i xviii, tot i que en aquest últim segle va repuntar l'economia gràcies a l'obertura del comerç amb Amèrica i a l'inici de la indústria tèxtil. La ciutat seguia encotillada en les seves muralles —l'única ampliació va ser a la platja, el barri de la Barceloneta—, malgrat que al final del període tenia gairebé 100.000 habitants.
Aquesta època no va ser d'excessives reformes urbanístiques, ja que la pèrdua de la capitalitat de Barcelona va comportar la disminució de projectes de gran envergadura. En la primera meitat del segle xvi es va construir la muralla del Mar, on es van emplaçar els baluards de Llevant, Torre Nova, Sant Ramon i Migdia. També es va reformar el port, i es va terraplenar el front marítim entre el Pla de Palau i la Rambla, amb el que es va urbanitzar el passeig del Mar (actual passeig de Colom, en honor de Cristòfor Colom).
D'altra banda, la principal reforma urbanística en aquest segle va ser a l'entorn de la catedral, on es va obrir la plaça de Crist Rei (actualment de la Seu), enfront del portal major de la catedral (1546), així com la plaça de Sant Iu, amb un espai retallat al Palau Reial Major.
Al segle xvii es va ampliar novament la muralla de la ciutat amb la construcció de cinc noves portes: Sant Sever, Tallers, Sant Antoni, Sant Pau i Santa Madrona. També es van traçar dos nous eixos viaris que creuaven el pla de Barcelona: el camí de Mataró —coincident amb l'actual carrer de Pere IV— i el camí de la Creu Coberta, que connectava amb la carretera de Madrid —actuals carrers d'Hostafrancs i Sants.
El 1753 es va iniciar la construcció del barri de la Barceloneta per iniciativa del marquès de la Mina. Situat en una petita península de terrens guanyats al mar, el seu traçat va ser dissenyat per l'enginyer Pedro Martín Cermeño, amb una trama de carrers ortogonals i illes de cases de planta allargada, que suposa un clar exponent de l'urbanisme acadèmic barroc. El nom del barri figura en una plaça, un passeig marítim, un parc, una platja i un moll. La resta de vies ha rebut noms diversos, preferentment relacionats amb el mar, com el carrer i la plaça del Mar, o els carrers de la Mediterrània, dels Mariners i dels Pescadors; també de diversos marins, almiralls i descobridors: Germans Pinzón, Pizarro, Balboa, Andreu Doria, Almirall Aixada, Almirall Cervera, Almirall Churruca, Almirall Barceló i Berenguer Mallol.

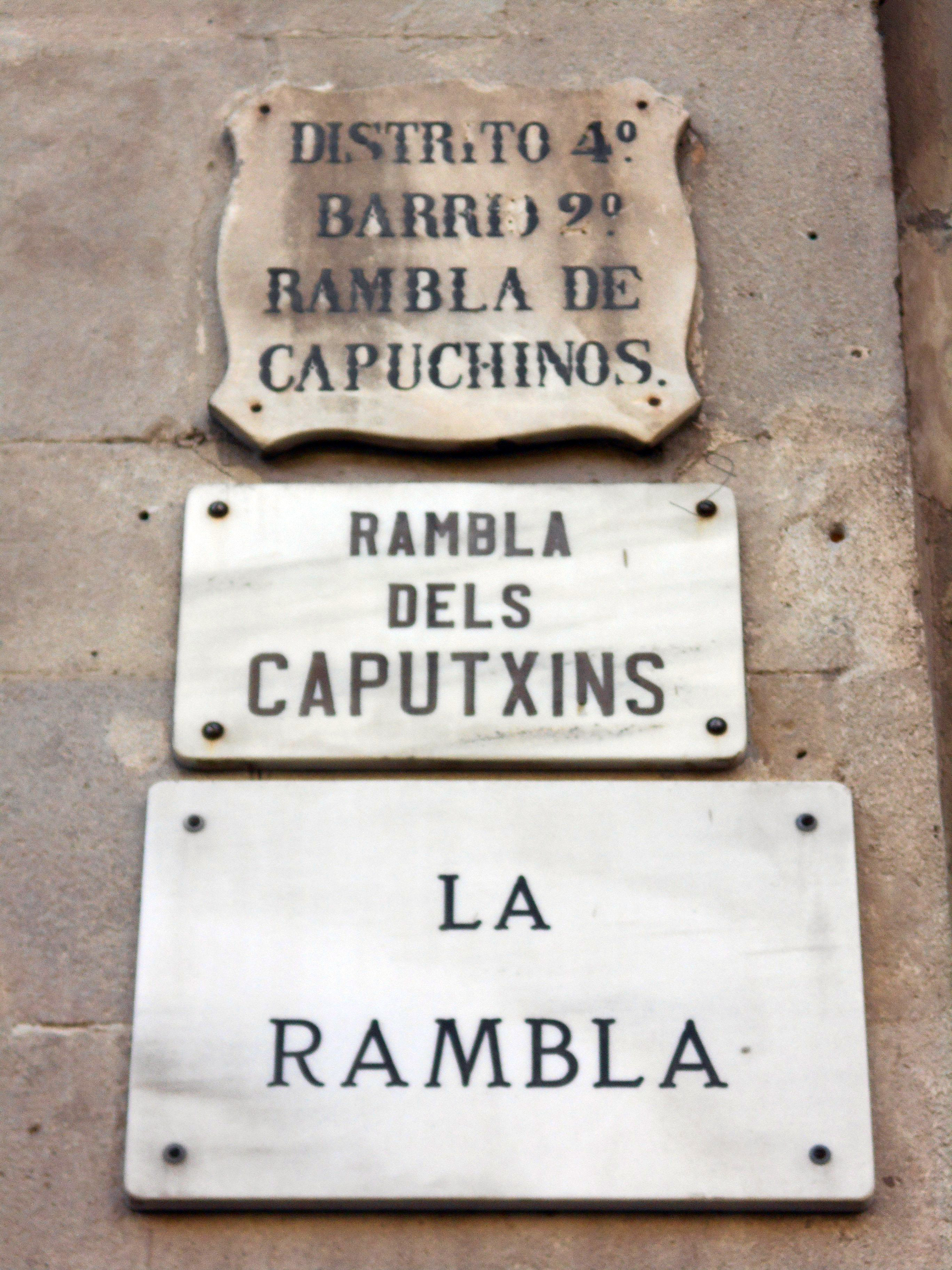
A la Rambla sol haver-hi dues plaques: una pel nom genèric de l'avinguda, i una altra per cadascun dels seus trams.

Entre 1776 i 1778 es va efectuar la urbanització de la Rambla, un antic torrent que durant l'edat mitjana marcava el límit occidental de la ciutat, que es va anar poblant des del segle xvi, principalment per teatres i convents. En aquestes dates es va enderrocar la muralla interior, es van realinear els edificis i es va dissenyar un nou passeig enjardinat, a l'estil del boulevard francès. La Rambla té diversos noms per a cadascun dels seus trams, pel qual també se sol nomenar en plural, Les Rambles. Des de la plaça de Catalunya fins a la del Portal de la Pau es denominen: rambla de Canaletes, per les canalitzacions d'aigua del dipòsit de Sant Sever; dels Estudis, per l'antiga universitat o Estudi General; de Sant Josep, pel convent carmelita d'aquest nom, situat en l'actual emplaçament del mercat de la Boqueria; dels Caputxins, pel convent de Santa Madrona, d'aquest orde, que es trobava a l'espai de l'actual plaça Reial; i de Santa Mònica, per l'església homònima. El terme rambla prové de l'àrab ramla (رملة), que vol dir «arenal» —o curs d'aigua intermitent—, i des de llavors s'ha usat com a genèric per a nombroses vies de la ciutat: Badal, Brasil, Caçador, Carmel, Catalunya, Fabra i Puig, Guipúscoa, Mar, Onze de Setembre, Poblenou, Prat, Prim, Raval i Volart.
Per les mateixes dates de la Rambla es van projectar els passeigs de Sant Joan i de Gràcia, encara que no es van realitzar fins al canvi de segle el primer i 1820-1827 el segon. El primer es va denominar per l'apòstol Joan l'Evangelista, i el segon per ser la via d'accés a la vila de Gràcia —antigament portava el nom de camí de Jesús.
Entre 1778 i 1789 es va traçar el carrer del Conde del Asalto —actual carrer Nou de la Rambla—, que devia el seu nom a Francisco González de Bassecourt, capità general de Catalunya, qui va tenir la iniciativa de crear el carrer. Va ser el primer exponent de la dedicatòria d'un carrer a un personatge particular, amb el que es va iniciar un costum que ha perdurat fins avui dia.
El 1797 es va crear també el passeig Nou (o de l'Esplanada), situat al costat de la Ciutadella militar, una àmplia avinguda jalonada d'àlbers i oms i decorada amb fonts ornamentals, que durant un temps va ser el principal espai verd de la ciutat, fins que va desaparèixer en les obres d'urbanització del parc de la Ciutadella.
En aquest segle van sorgir les primeres regulacions dirigides a les vies públiques: el 1771 es va aprovar l'Edicte d'obreria, una ordenança municipal encaminada al control de les obres particulars a la ciutat, que va suposar la regulació de l'alineat de les cases d'acord amb el traçat dels carrers, així com la supervisió d'aspectes com l'empedrat dels carrers, el clavegueram i la numeració de les cases.

### Seglexix
En aquest període va haver-hi una gran revitalització econòmica, lligada a la Revolució Industrial —especialment la indústria tèxtil—, fet que va comportar alhora un renaixement cultural. Entre 1854 i 1859 es va produir l'enderrocament de les muralles, pel qual la ciutat va poder expandir-se; per aquest motiu es va impulsar el projecte d'Eixample, elaborat per Ildefons Cerdà el 1859. Tanmateix, gràcies a la revolució de 1868 es va aconseguir l'enderrocament de la Ciutadella, els terrenys de la qual van ser transformats en un parc públic. La població va anar creixent, especialment gràcies a la immigració de la resta de l'Espanya, arribant a la fi de segle als 400.000 habitants.
Aquest segle va ser de constants canvis polítics i pugnes entre liberals i conservadors, fet que sovint es va reflectir en el nomenclàtor. El primer moment polític en què es va produir un ball de noms va ser durant el Trienni Liberal (1820-1823), encara que solament es va reflectir en tres hodònims: el Pla de Palau es va convertir en plaça de la Constitució, la plaça de Sant Jaume en plaça de la Sobirania Nacional i la plaça de Sant Agustí en plaça de la Igualtat. Les dues primeres van recuperar el seu nom després del trienni —amb un breu lapse en el qual el Pla de Palau es va dir plaça dels Porcs (1823-1825)—, però la tercera es va mantenir fins a la dictadura franquista.

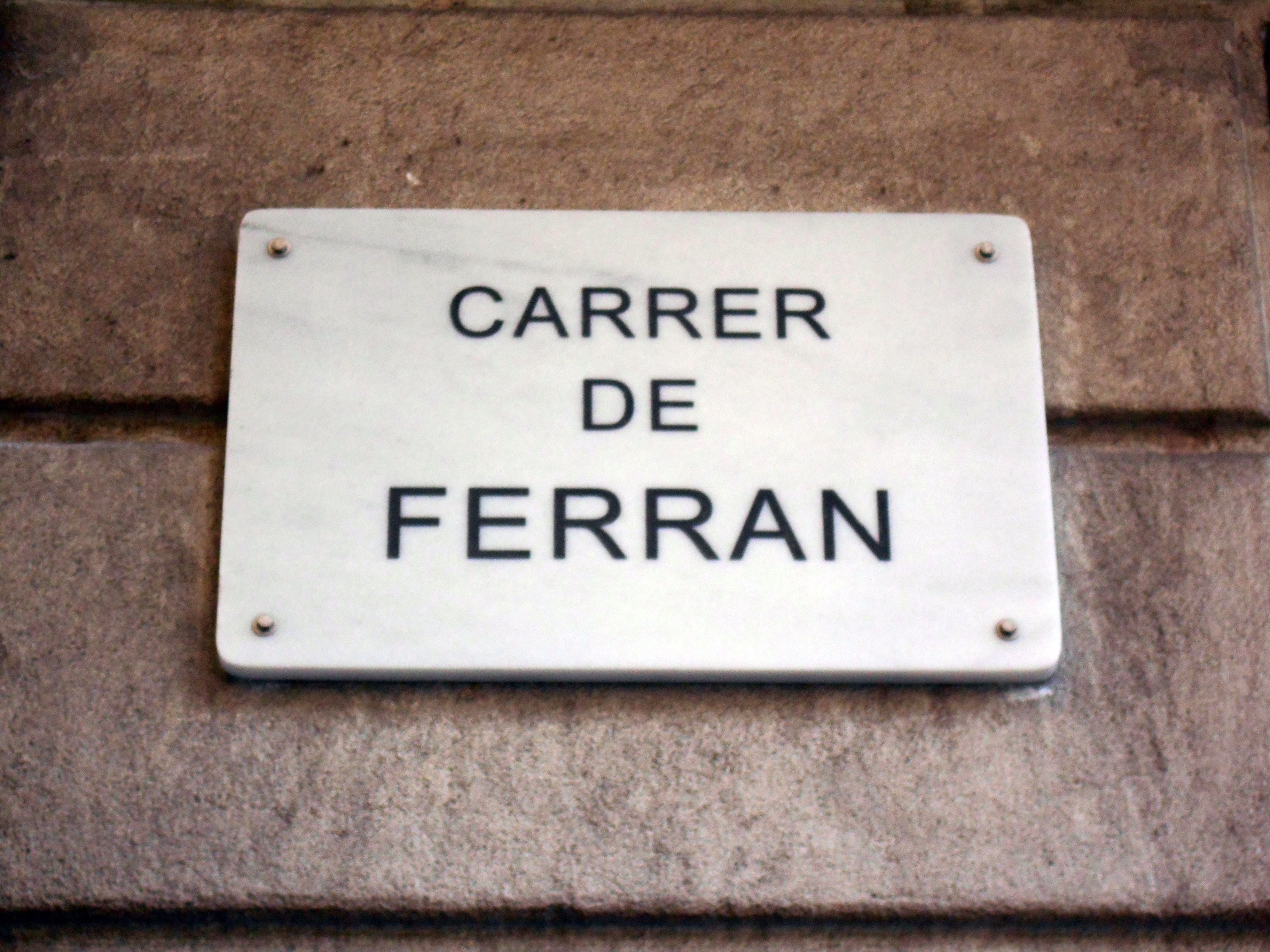
Carrer de Ferran.

Entre les principals actuacions urbanístiques d'aquests anys es troba l'obertura del carrer de Ferran VII el 1827 —actualment anomenat únicament Ferran—, entre la Rambla i la plaça de Sant Jaume, dedicat al llavors monarca espanyol. Durant uns anys va alternar el seu nom amb el de Duc de la Victòria —títol del general Espartero— segons el color polític del moment: el rei Ferran per als conservadors, el del general per als períodes liberals (1840 i 1854). Aquest carrer va tenir posteriorment una continuació cap al Born amb els carrers de Jaume I (1849-53) —pel rei d'Aragó— i de la Princesa (1853) —per Isabel, princesa d'Astúries. D'altra banda, amb la fi de la Inquisició el 1835, el carrer que portava aquest nom va ser canviat per Comtes de Barcelona.
Un altre factor que va afavorir l'urbanisme d'aquests anys va ser la desamortització de 1836, que va deixar nombrosos solars que van ser edificats o convertits en espais públics, com els mercats de la Boqueria i Santa Caterina, el Gran Teatre del Liceu i dues places traçades per Francesc Daniel Molina: la plaça Reial (1848) i la plaça del Duc de Medinaceli; la primera es va dir així pel monument que havia de contenir dedicat a Ferran el Catòlic —ja desaparegut—, i la segona per Luis de la Cerda y de la Vega, duc de Medinaceli.

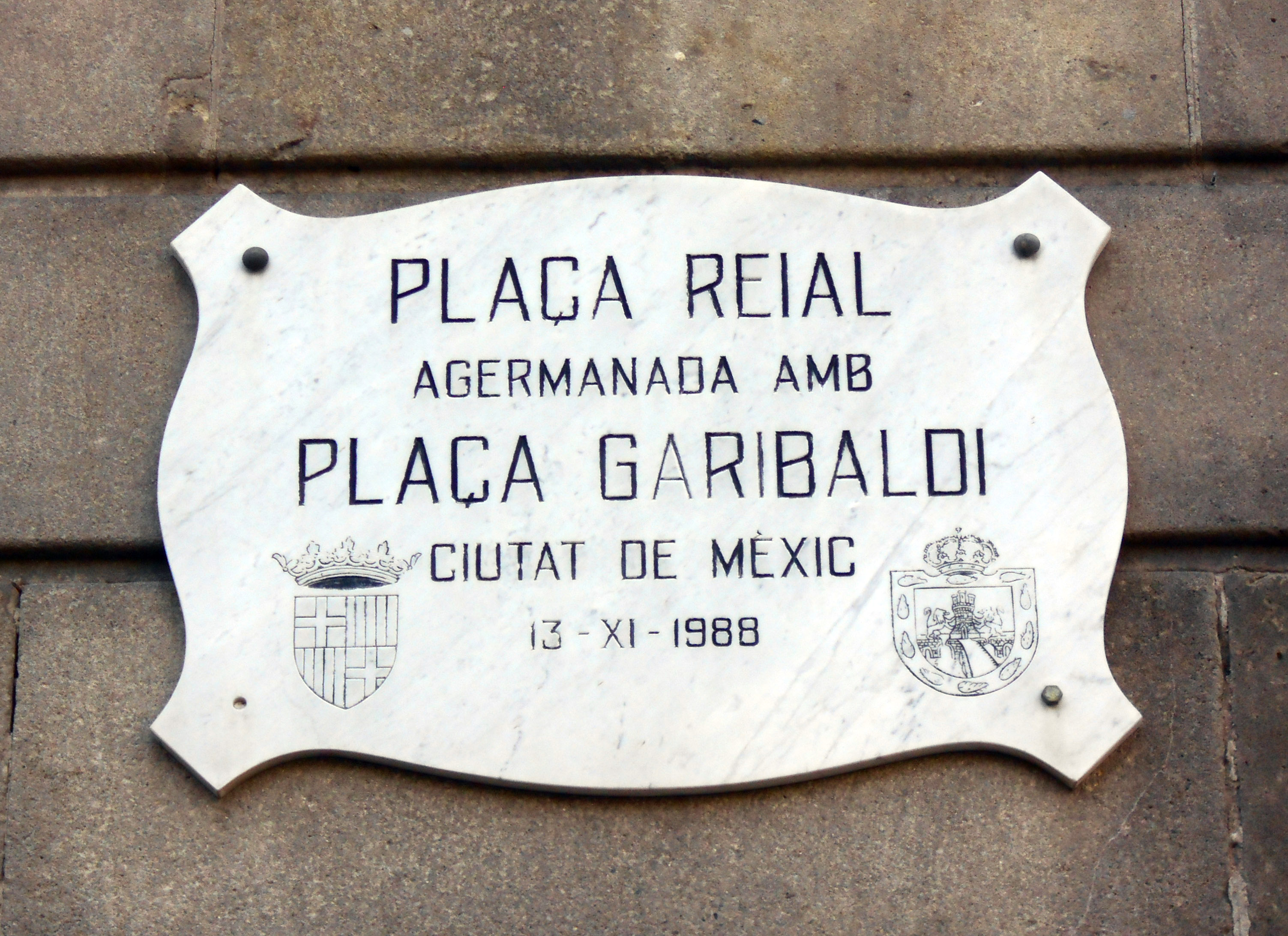
Plaça Reial, des del 1988 germanada amb la plaça Garibaldi de Ciutat de Mèxic.

D'igual forma, les noves disposicions sanitàries promulgades en aquesta època van suposar la desaparició de nombrosos cementiris parroquials, els solars dels quals es van urbanitzar com a noves places públiques: van sorgir així places com la de Santa Maria (per l'església de Santa Maria del Mar), del Pi (per l'església de Santa Maria del Pi), de Sant Josep Oriol —situada al costat de l'anterior—, de Sant Felip Neri (per l'església homònima), de Sant Just (per l'església d'igual nom), de Sant Pere (pel monestir de Sant Pere de les Puel·les) i de San Jaume (per la desapareguda església dedicada a l'apòstol).
El govern liberal de 1840 va propiciar el canvi de nom de la plaça de Sant Jaume per plaça de la Constitució, aprofitant el final de les obres de rehabilitació de la plaça i de la Casa de la Ciutat. Va portar aquest nom fins a l'inici de la Segona República el 1931, en què va ser canviat per plaça de la República, mentre que el 1940 se li va retornar el seu antic nom de plaça de Sant Jaume.

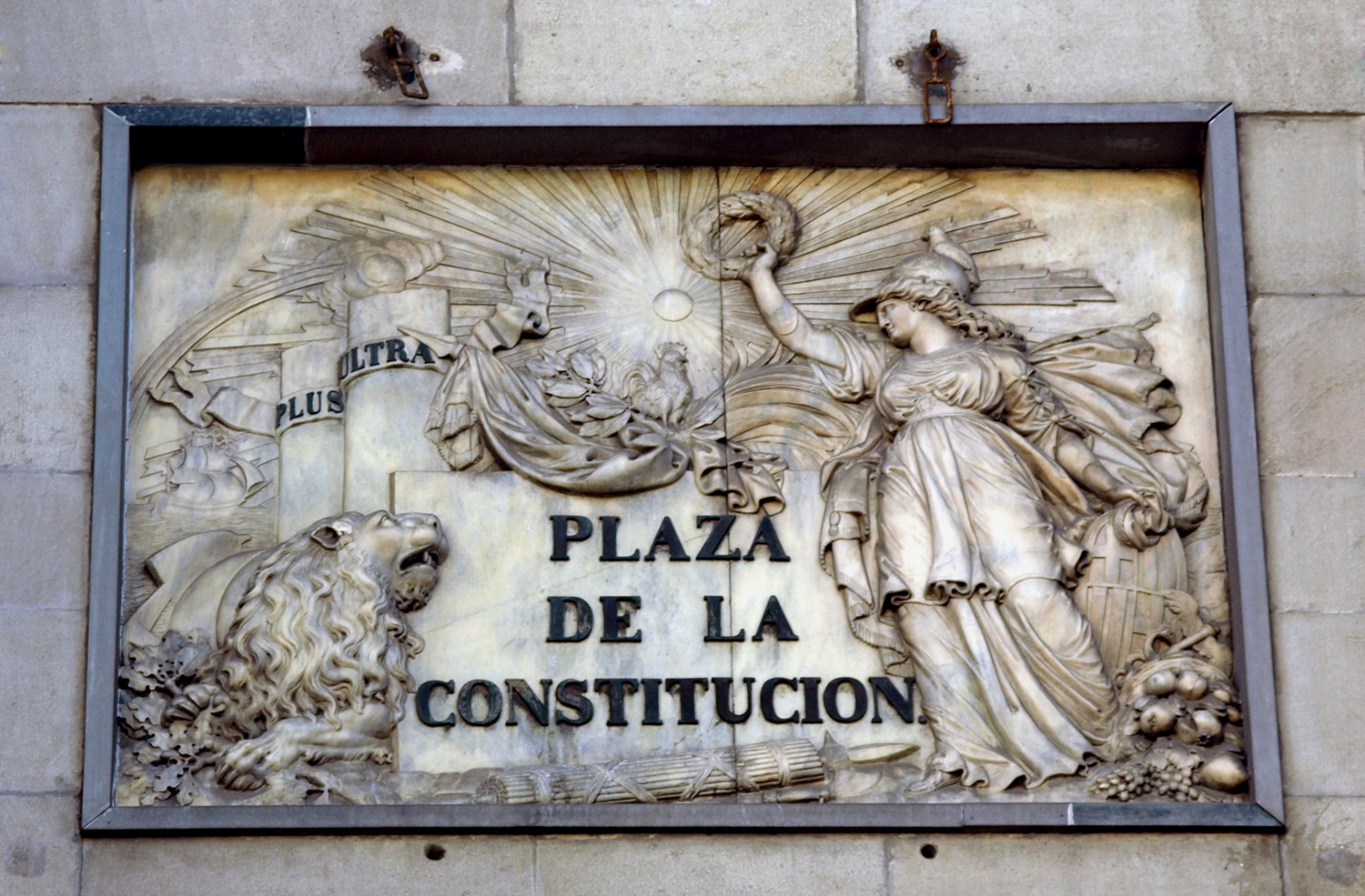
La plaça de Sant Jaume va rebre el nom de plaça de la Constitució entre 1840 i 1931. Aquesta placa, obra de Celdoni Guixà, estava situada en la façana de l'Ajuntament de Barcelona, fins que va ser retirada el 2013.

El 1842 va començar la retolació dels carrers amb plaques de marbre i lletres de plom fos. L'origen d'aquesta campanya es troba en el bombardeig de la ciutat efectuat pel general Espartero i la següent multa de 12 milions de rals que va posar al conjunt de barcelonins, motiu pel qual molts ciutadans van esborrar els noms i números dels carrers —fins llavors pintats simplement en les parets—, per no ser localitzats. Això va motivar la regulació del nomenclàtor viari, amb un sistema molt semblant a l'empleat actualment.
Al voltant de 1850 es va urbanitzar un sector de la vila de Gràcia el propietari del qual, Josep Rossell i Imbert, joier de professió, va batejar els carrers amb noms relacionats amb la joieria: Diamant, Or, Perla, Robí i Topazi.
A mitjans de segle la Diputació de Barcelona es va encarregar d'establir uns nous traçats viaris en el pla de Barcelona: van sorgir així la carretera de Sarrià —actual avinguda de Sarrià—, traçada per Ildefons Cerdà i construïda entre 1850 i 1853; el camí de Sants a Les Corts (1865-1867); i la carretera de la Sagrera a Horta (1871), actual carrer Garcilaso.
Durant el Bienni Progressista de 1854-1856 va haver-hi novament alguns canvis de noms: el carrer de la Reina Cristina va ser rebatejat com del General Dulce, i el del Bisbe del General Zurbano, tots dos liberals. També va sorgir llavors la plaça de la Unió, així anomenada pel partit Unió Liberal. Les dues primeres van ser posteriorment revertides, encara que la plaça de la Unió roman.
El 1860 va aparèixer una reial ordre que obligava a la retolació en castellà:
| « | Se procurará que en las capitales y poblaciones donde se conserve todavía el uso de algunos dialectos, se reduzcan todos los nombres de las calles a lengua castellana. | » |

L'ordre va ser obeïda a mitges, i no van deixar d'aixecar-se veus en contra seva, com la de l'historiador Andreu Avel·lí Pi i Arimon, que va criticar les males traduccions realitzades en molts casos. D'altra banda, molts canvis van ser ignorats per la gent corrent, que seguia anomenant als seus carrers pels noms tradicionals: així, el carrer de l'Arc del Teatre seguia sent conegut com a Trentaclaus 25 anys després del seu canvi, ja que figurava el nom popular entre parèntesis en la seva entrada de la Guia de Divisions de Barcelona de 1879.

#### Eixample de Barcelona

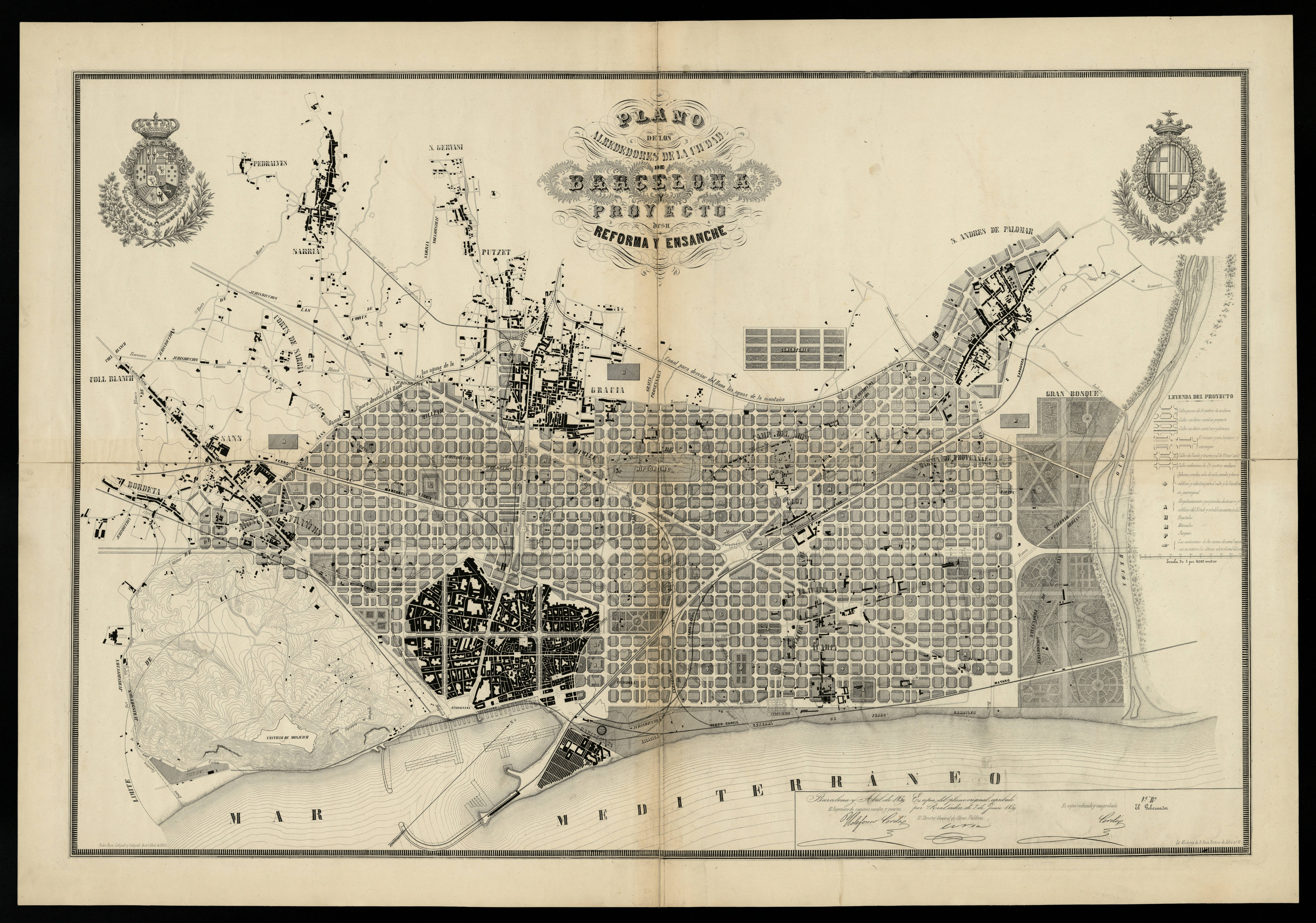
Pla dels voltants de la ciutat de Barcelona i del projecte per a la seva millora i ampliació, d'Ildefons Cerdà (1859).

Gràcies a l'enderrocament de les muralles medievals el 1854, la ciutat va poder expandir-se pel pla colindant. El 1859 l'Ajuntament va nomenar una comissió per fomentar un concurs de projectes d'eixample, que va ser guanyat per Antoni Rovira i Trias; malgrat tot, el Ministeri de Foment va intervenir i va imposar el projecte d'Ildefons Cerdà, autor d'un plànol topogràfic del pla de Barcelona i un estudi demogràfic i urbanístic de la ciutat (1855). El Pla Cerdà (Pla dels voltants de la ciutat de Barcelona i del projecte per a la seva millora i ampliació, 1859) instituïa un traçat ortogonal entre Montjuïc i el Besòs, amb un sistema de carrers rectilinis d'orientació nord-oest-sud-est, de 20 m d'amplària, tallats per altres d'orientació sud-oest-nord-est paral·lels a la costa i a la serra de Collserola. Quedaven així delimitades una sèrie d'illes de planta quadrada de 113,3 m de costat, de les quals Cerdà tenia previst edificar solament dos costats i deixar els altres espais per a jardins, tot i que aquest punt no es va complir i finalment es va aprofitar pràcticament tot el sòl edificable; les edificacions es van projectar amb una planta octogonal característica de l'Eixample, amb uns xamfrans que afavorien la circulació.
El pla preveia la construcció de diverses avingudes principals, les futures Diagonal —anomenada així pel seu traçat—, Meridiana, Paral·lel, Gran Via de les Corts Catalanes i passeig de Sant Joan; així com diverses grans places en les seves interseccions: Tetuan, Glòries, Espanya, Verdaguer, Doctor Letamendi, Universitat i Urquinaona. També preveia l'obertura de tres grans avingudes en el nucli antic de la ciutat: dos que connectarien l'Eixample amb la costa (Muntaner i Pau Claris) i una altra en sentit perpendicular que connectaria la Ciutadella amb Montjuïc (avinguda de la Catedral, realitzada parcialment). Tanmateix, preveia una sèrie de noves rondes que circumval·larien la ciutat antiga, en el lloc deixat per les muralles: les rondes de Sant Pau, Sant Antoni, Universitat i Sant Pere.
La trama de carrers dissenyada per Cerdà estava nomenada inicialment per números i lletres: els números corresponien als carrers que anaven de mar a muntanya, i les lletres a les de sentit Llobregat-Besòs. Aquest sistema alfanumèric va ser canviat per un altre nominal, gràcies a una regulació efectuada per la Secció 4a de Foment de l'Ajuntament. Es va encarregar la nominació de les noves vies a l'escriptor Víctor Balaguer, qui es va inspirar principalment en la història de Catalunya, segons afirmava en la seva proposta:
| « | Según de público se dice, se aproxima el momento de tener que dar nombre a varias calles de las que han de formar la nueva Barcelona, y ninguna ocasión mejor que la presente para remediar el olvido en que por mala ventura han caído ciertas empresas gloriosas, ciertos nombres célebres, que lo han sido, y serán siempre de gloria para Cataluña. | » |

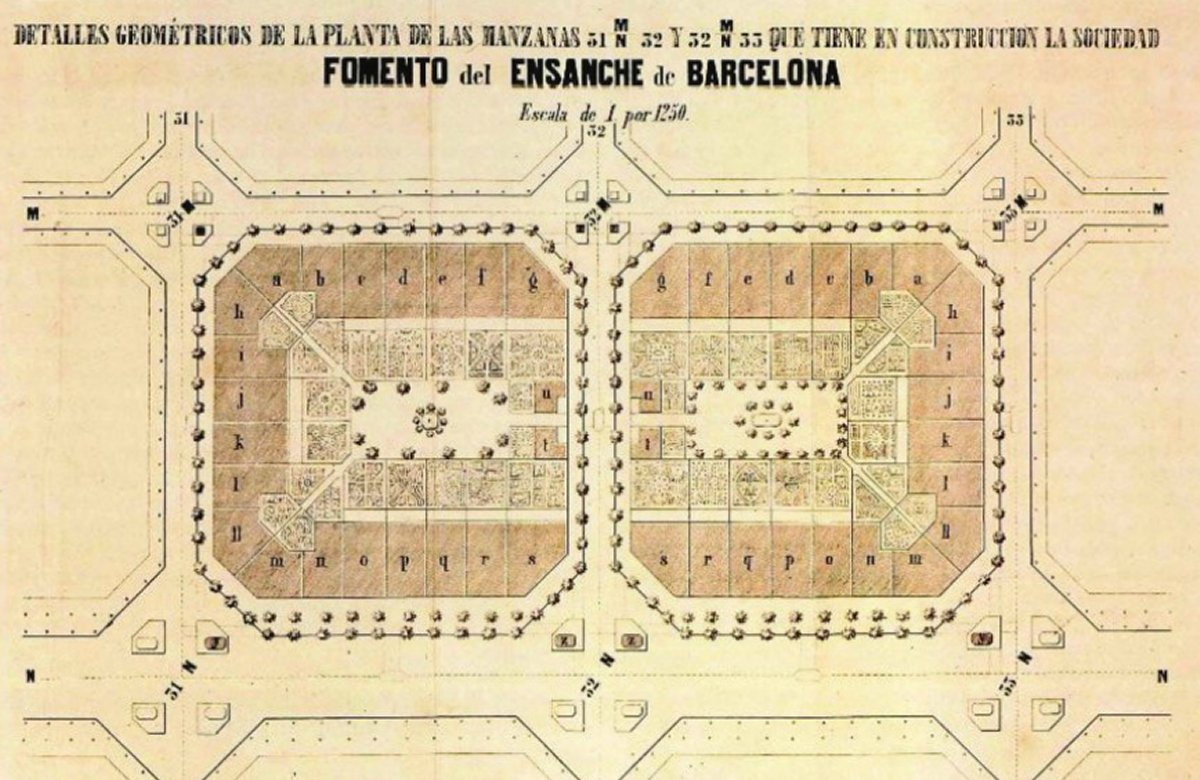
Plànol d'un conjunt de dues illes de la trama Cerdà extret d'un fulletó publicat el 1863. Es correspon amb el sector situat entre la Gran Via i Diputació, i entre Roger de Llúria i Girona, llavors nomenat amb lletres i números: M i N, 31, 32 i 33.

Influït per la historiografia romàntica, Balaguer va introduir nombrosos noms de signe catalanista, obrint la porta per a nombroses poblacions catalanes que van seguir el mateix exemple. Va crear així diversos carrers amb noms de territoris vinculats amb la Corona d'Aragó: València, Mallorca, Aragó, Provença, Rosselló, Nàpols, Calàbria, Còrsega, Sicília i Sardenya; institucions com les Corts Catalanes, la Diputació, el Parlament o el Consell de Cent; personatges de la política, les lletres o les arts catalanes: Balmes, Aribau, Muntaner, Casanova, Pau Claris, Roger de Flor, Villarroel, Roger de Llúria, Comte Borrell, Comte d'Urgell, Entença, Ausiàs March, Llull, Llança, Alí Bei, Manso, Pallars, Pujades, Rocafort, Tamarit, Viladomat, Vilanova o Vilamarí; batalles i fets històrics, com Bailén, Lepant, Bruc o Casp. També va dedicar carrers a la Indústria, la Marina i el Comerç, i a les ciutats catalanes de Girona i Tarragona. De la seva proposta inicial va haver-hi alguna modificació, com el carrer de la Universitat, el qual va ser reconvertit el 1916 en Enric Granados a la mort del compositor; i alguns noms que finalment no es van materialitzar, com Atenes, Desclot, Barceló, Capmany, La Coronela i Llobregat.

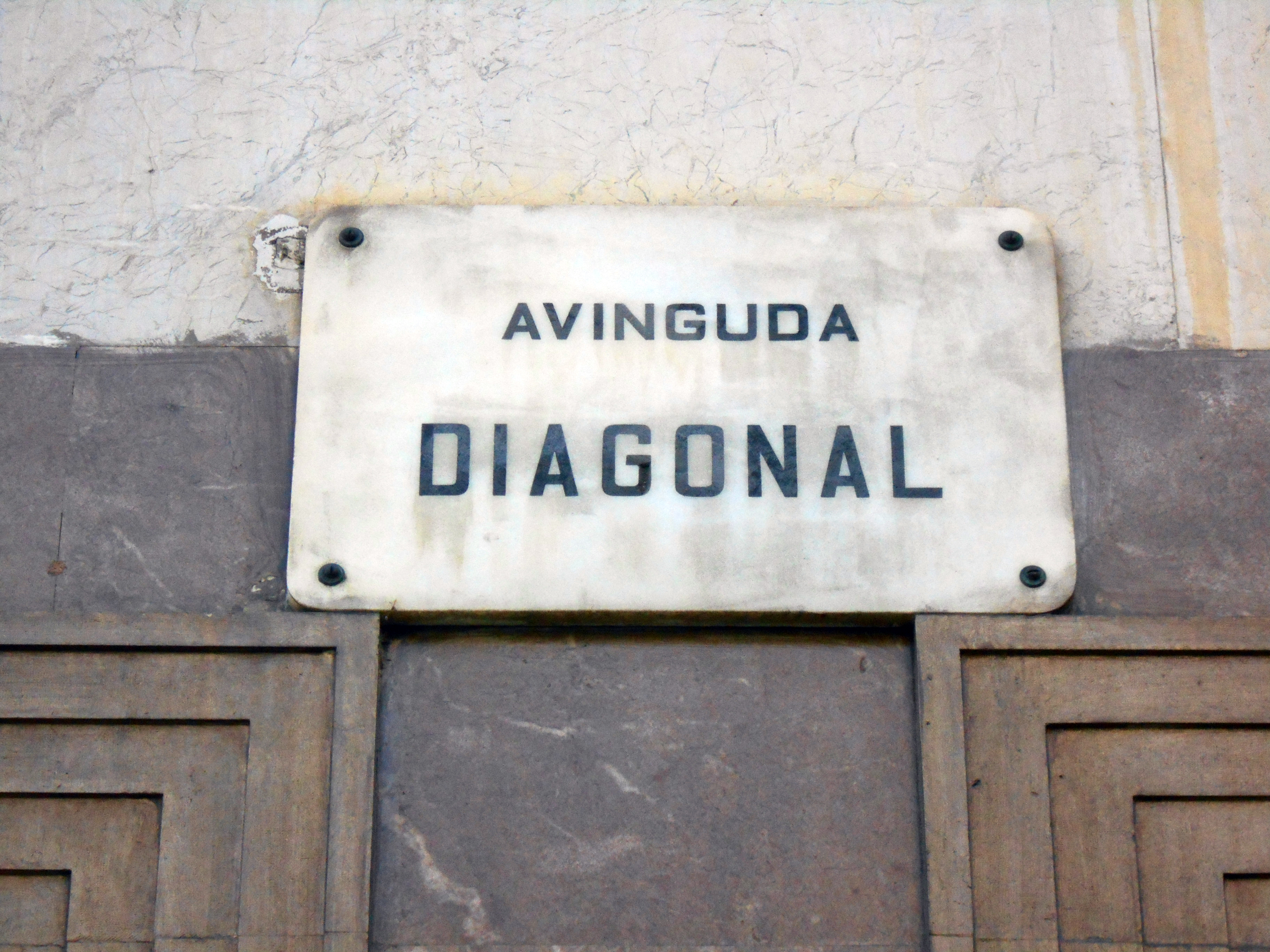
Avinguda Diagonal.

D'altra banda, i segurament per compensar, la corporació municipal i el cos tècnic van proposar diversos noms relacionats amb la història d'Espanya, com Floridablanca, Sepúlveda, Enna (actual carrer de Ramon Turró), Marquès de Campo Sagrado, Pelai, Bergara i Trafalgar.
El nou conjunt de carrers va ser aprovat per Foment el 19 de desembre de 1863, al costat de diverses disposicions addicionals: es va dividir el territori de l'Eixample entre Barcelona i els municipis adjacents (encara independents) de Gràcia, Les Corts, Sant Andreu de Palomar i Sant Martí de Provençals; es va establir la numeració de les cases; i es va regular la retolació, amb una placa identificadora del carrer al primer edifici de cada illa —si no estava edificat es posava una tauleta provisional.
Cal assenyalar que la part de l'Eixample corresponent a Sant Martí de Provençals no va ser batejada per Balaguer, sinó que el consistori martinenc va dictaminar els seus propis noms, alguns d'ells repetits, com Balmes (actual Fluvià), General Manso (actual Josep Pla) i Sant Martí (actual Selva de Mar), i alguns que encara perduren, com Prim, Llacuna, Bogatell, Provençals, Poblenou i Taulat.

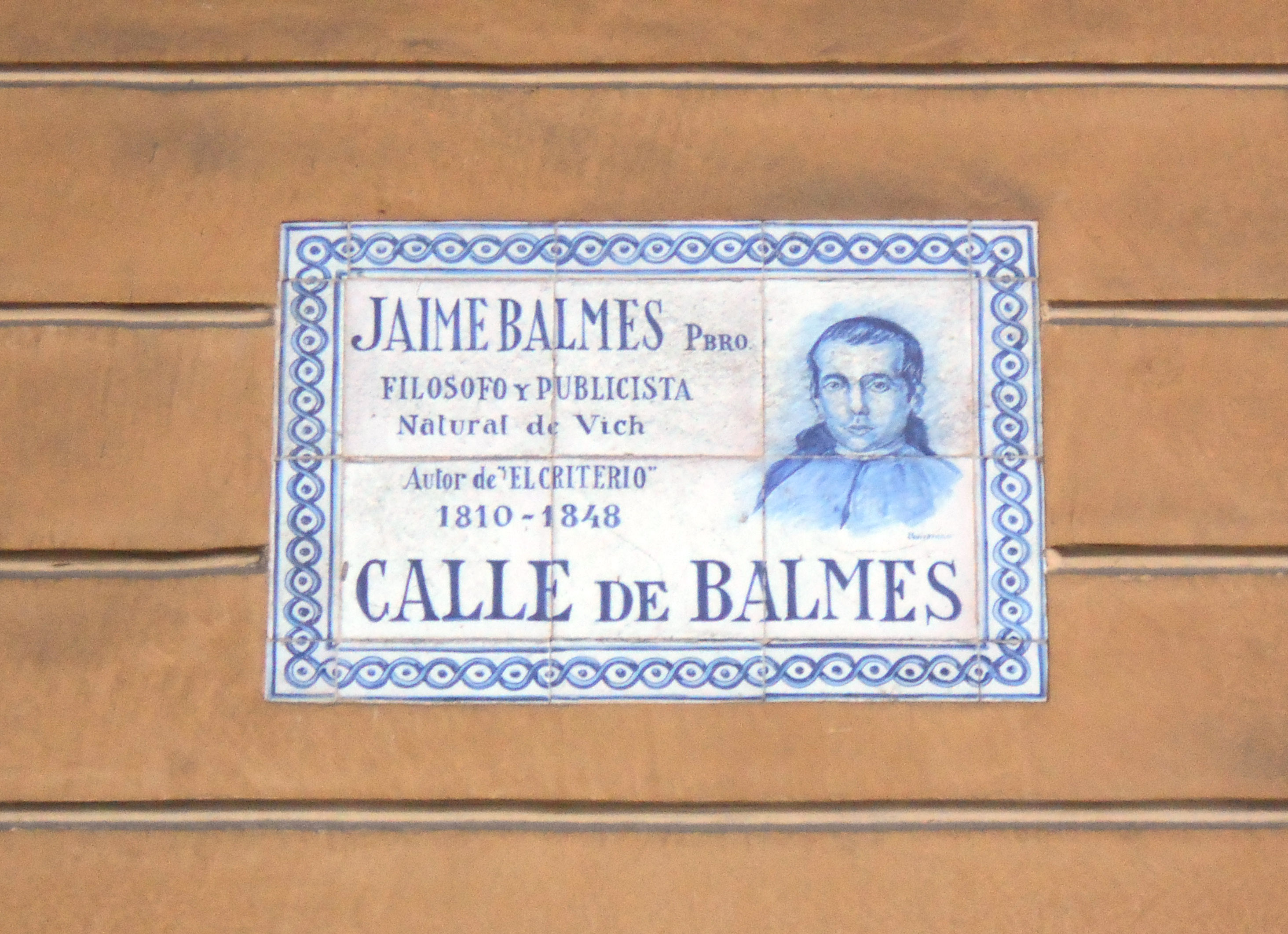
Carrer de Balmes.

Amb posterioritat a la proposta de Balaguer diversos carrers de l'Eixample van ser nomenats seguint els seus criteris: batalles i fets històrics com Almogàvers, Las Navas de Tolosa, Dos de Maig, Independència, Los Castillejos, Wad-Ras (actual Doctor Trueta) i Luchana (actual Roc Boronat); conceptes de l'economia, com Treball i Agricultura; personatges com Pere IV, Felip II, Bac de Roda, Padilla, Sancho de Ávila, Joan d'Àustria, Andrade, Sant Antoni Maria Claret, Lope de Vega, Espronceda, Mistral, Wellington, Cristóbal de Moura i Buenaventura Muñoz; ciutats i províncies d'Espanya, com Àlaba, Àvila, Badajoz, Bilbao, Biscaia, Cantàbria, Cartagena, Castella, Ciutat de Granada, Guipúscoa, La Corunya, Múrcia, Palència, Pamplona i Zamora; ciutats internacionals, com París, Londres, Roma i Buenos Aires; i països com Marroc, Bolívia, Paraguai, Perú i Veneçuela.
Un cas particular és el de la plaça de Catalunya, sorgida aquests anys per ser el primer espai situat després de les muralles, just on comença el passeig de Gràcia. En el Pla Cerdà no figurava aquesta plaça, que estava destinada a ser una illa d'edificis (la nº 39). Malgrat tot, aviat es va convertir en un lloc cèntric i de gran afluència de públic, fet que va atreure l'activitat comercial i lúdica, pel qual es van instal·lar en el lloc diversos establiments d'espectacles i restauració. Amb el temps, la gent va començar a denominar-la pel seu actual nom, una nominació espontània d'origen imprecís que es va arribar a imposar de tal forma que l'Ajuntament no va tenir més remei que oficialitzar-la. Així, quan el 1860 la reina Isabel II va inaugurar les obres de l'Eixample la plaça ja rebia aquesta denominació popular, que va ser recollida el 1865 per Víctor Balaguer en el seu recull d'Els carrers de Barcelona.

#### Sexenni Democràtic

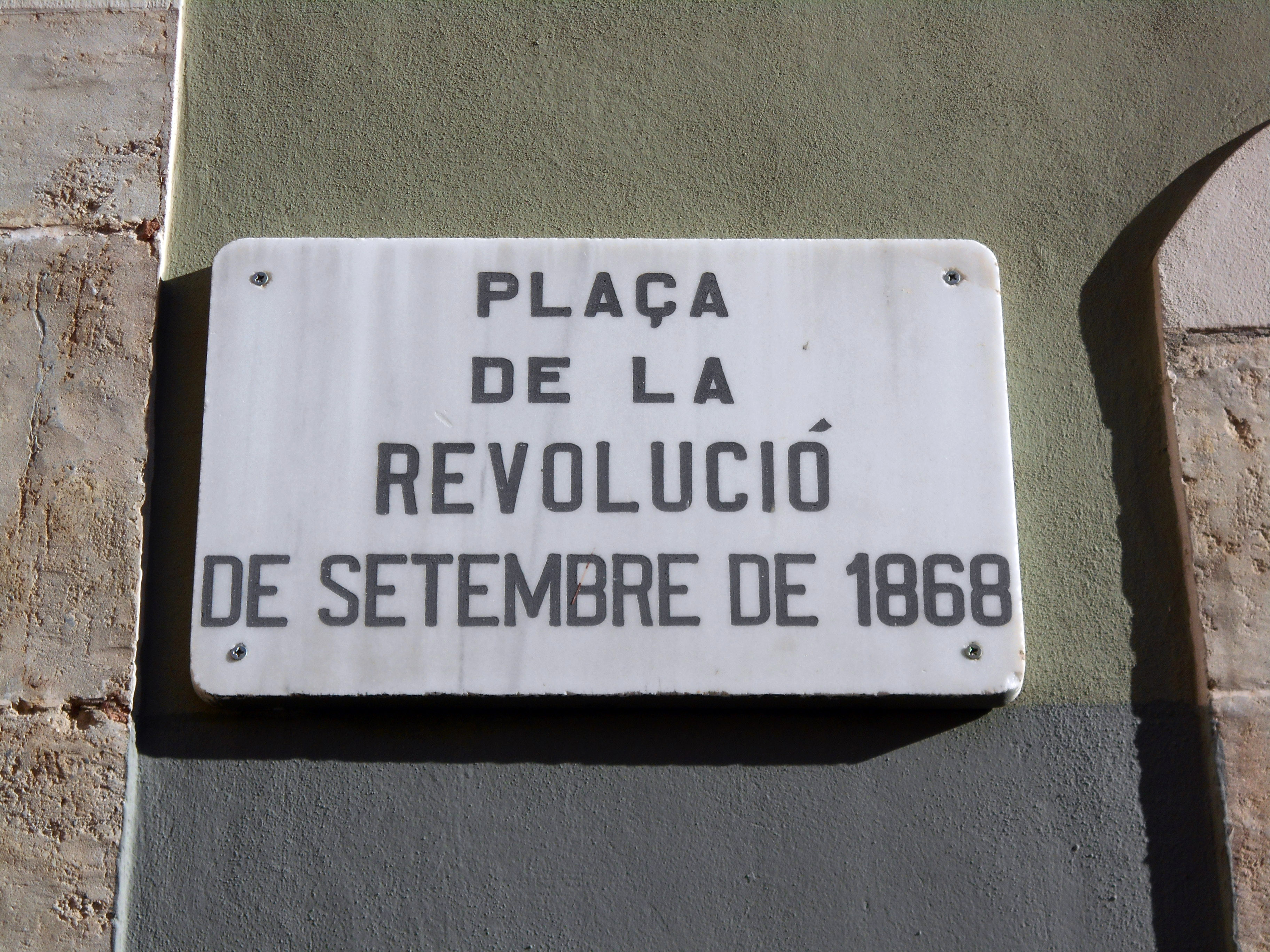
Plaça de la Revolució de Setembre de 1868.

La Revolució de la Gloriosa el 1868 va comportar de nou nombrosos canvis en el nomenclàtor. En una sessió celebrada el 26 de gener de 1869 l'Ajuntament va decidir canviar els següents carrers: Cristina per República, Ferran VII per Llibertat, Isabel II per Alcolea, Isabel II (Hostafrancs) per Béjar, Princesa per Cadis, Princesa (Hostafrancs) per Mas i Ventura —dos tinents que van protagonitzar una revolta progressista i van ser afusellats el 1866—, la rambla d'Isabel II per rambla de Catalunya, el Pla de Palau per plaça del Comerç, la plaça Reial per plaça Nacional i la plaça del Rei per plaça del Poble. Aquests canvis es van fer efectius tots excepte el carrer Cristina, que finalment es va dir Prim i no República, i van perdurar durant la Primera República (1873-1874), amb l'únic afegit el 1873 del canvi de la plaça del Portal de la Pau per Portal de la Junta Revolucionària.
El Sexenni Democràtic es va reflectir també als pobles del pla de Barcelona:
- Gràcia: el carrer d'Isabel II es va dividir en dos, els carrers de Lluna i Mariana Pineda; la plaça d'Isabel II va passar a ser plaça de la Revolució; i els carrers Príncep, Princesa, Virrei, Virreina i Cavallers van passar a ser Escuder, Argüelles, Maldonado, Torrijos i Zurbano, respectivament.[125]
- Sants: Isabel II es va convertir en Riego, la plaça de l'Església en plaça de la Federació —per la Federació Regional Espanyola de l'Associació Internacional de Treballadors—,[125] i un tram de la carretera de la Bordeta va ser anomenat carrer de la Constitució.[126]
- Sant Martí de Provençals: la plaça d'Isabel II va ser rebatejada plaça de Prim, i el carrer Princesa va ser de Topete.[125]
- Sarrià: Isabel II va passar a ser Llibertat, Príncep va ser Serrano, i Cristina va canviar a Prim.[125]
- Les Corts: la plaça de l'Església va ser substituïda per plaça de la Constitució.[125]
- Sant Andreu de Palomar: Isabel II es va transformar en Don Juan Prim.[125]

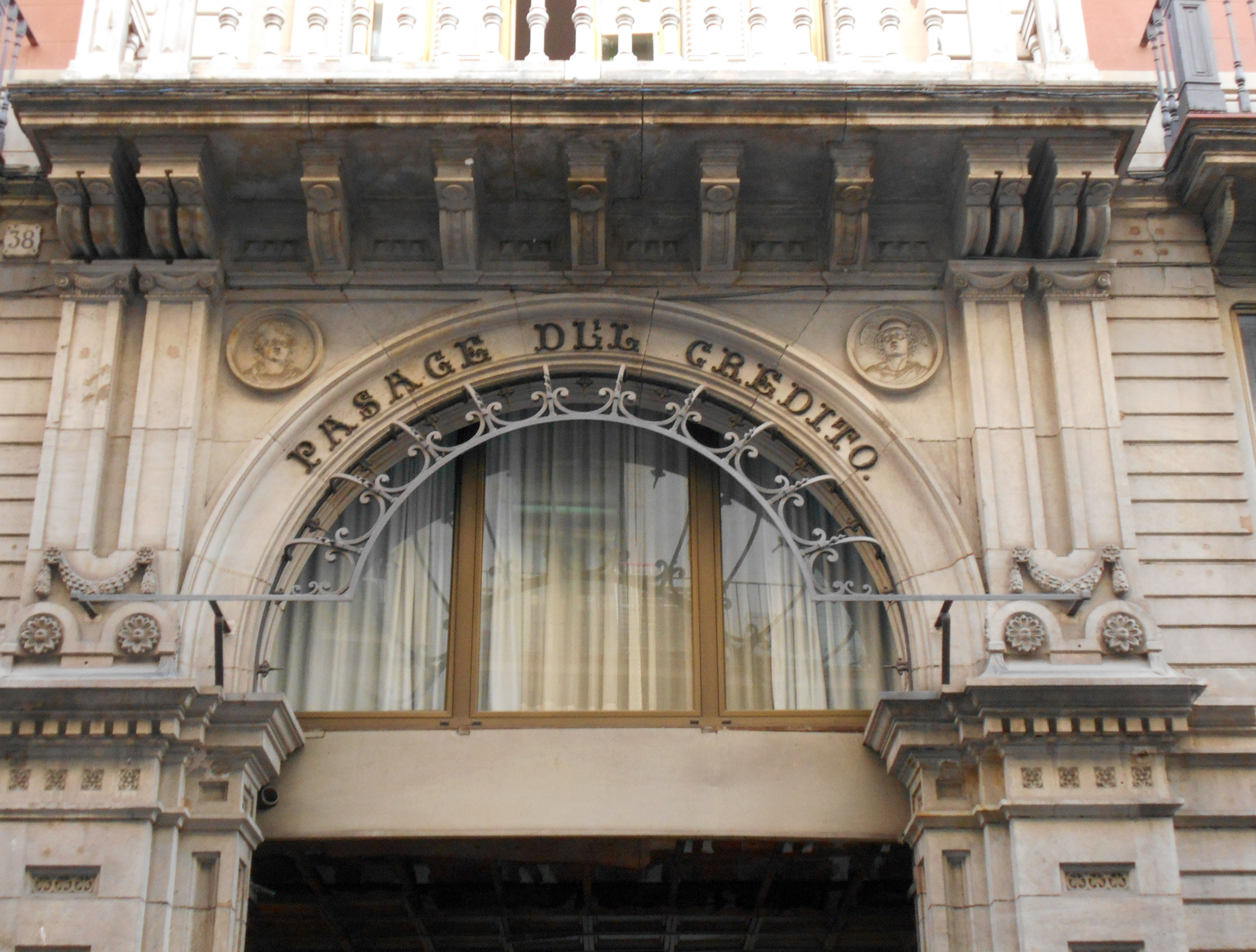
Al es van obrir diversos passatges-galeria, com el passatge del Crèdit (1875).

Durant els onze mesos que va durar la Primera República no va haver-hi excessius canvis, pel curt del període, encara que hi havia una voluntat expressa de realitzar-los, com es veu en la promulgació de la següent ordenança:
| « | Que en virtud de no estar debidamente rotuladas las calles y al objeto de que no tengan sus nombres el color religioso que hoy tienen, se cambien los noms de los santos por otros más adecuados y que simbolizan la época presente. | » |

Amb la restauració borbònica tots aquests canvis van ser revertits, excepte comptades excepcions, com la rambla de Catalunya, que va seguir anomenant-se així, o el carrer Béjar d'Hostafrancs, que encara que va tornar a ser temporalment Isabel II, el 1879 va retornar a Béjar. En canvi, als pobles adjacents la majoria de canvis no van ser revertits, i molts van romandre fins a l'arribada de la dictadura franquista; algun fins i tot ha arribat inalterat fins a l'actualitat, com el carrer de la Constitució. També va haver-hi algun canvi puntual, com l'avinguda del Paral·lel per Marquès del Duero, el 1874.
Pocs més canvis va haver-hi fins a finals de segle. El 1883 es va inaugurar el cementiri de Montjuïc, que per la seva extensió va ser dividit en carrers que van rebre noms de signe religiós. A la fi de segle es va celebrar un esdeveniment que va suposar un gran impacte tant econòmic i social com a urbanístic, artístic i cultural per a la ciutat: l'Exposició Universal de 1888. Es va dur a terme al parc de la Ciutadella, un terreny anteriorment pertanyent a l'exèrcit que albergava la fortalesa de la Ciutadella —d'aquí el nom donat al parc—, guanyat per a la ciutat el 1868. A més de la Ciutadella es va remodelar el Saló de Sant Joan (actual passeig de Lluís Companys), una llarga avinguda de 50 metres d'ample que servia d'entrada a l'Exposició, en l'inici de la qual es va emplaçar l'Arc de Triomf, dissenyat per Josep Vilaseca. També es va obrir el passeig de Circumval·lació, que envolta el parc per la seva zona sud.

### Segle XX

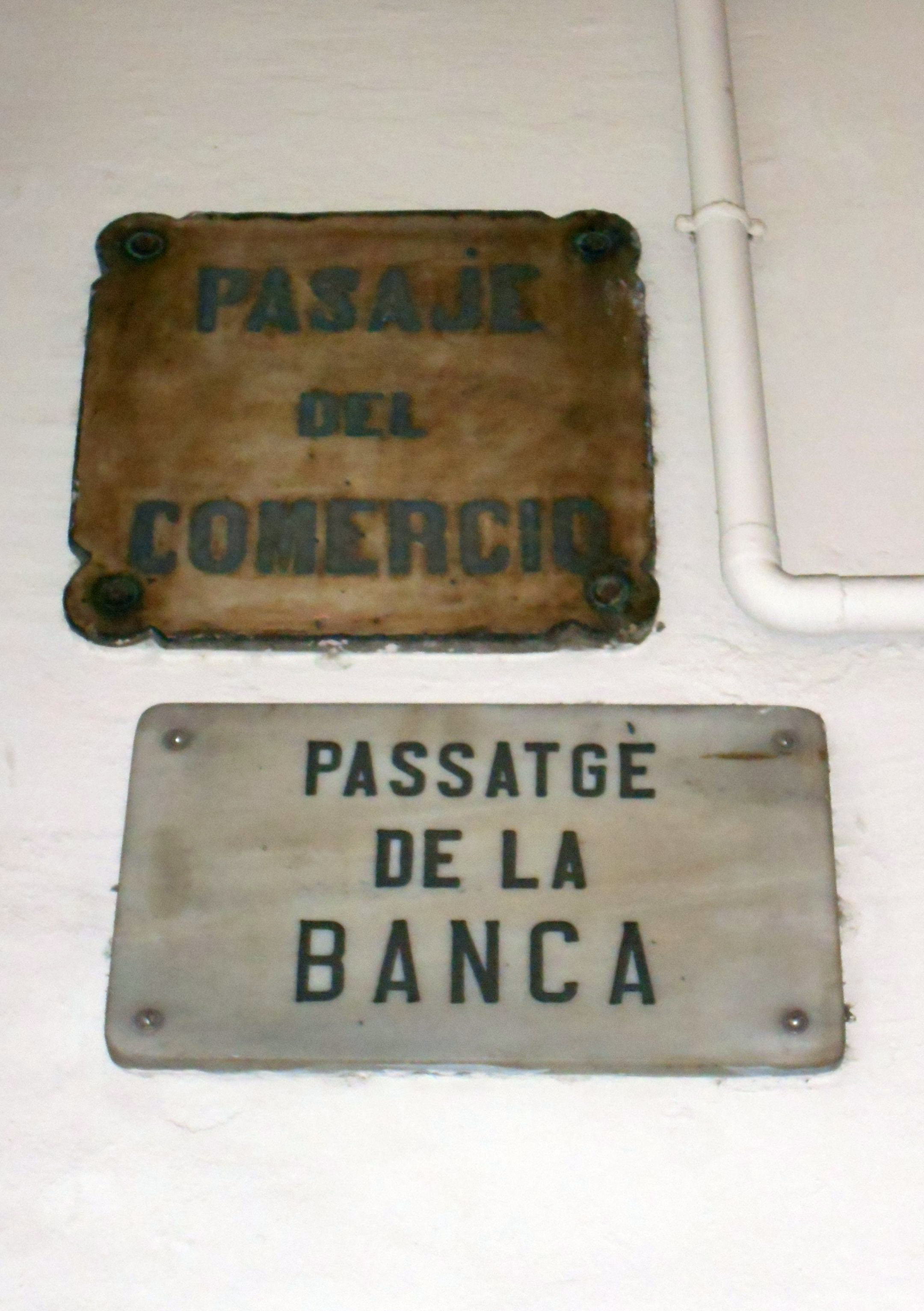
El ha vist nombrosos canvis de normatives en la retolació, amb alternança entre el castellà i el català, així com el canvi de noms per motius polítics.

El segle xx va estar condicionat per la convulsa situació política, amb la fi de la monarquia el 1931 i l'arribada de la Segona República, finalitzada amb la Guerra Civil i substituïda per la dictadura franquista, fins al restabliment de la monarquia i l'arribada de la democràcia. Socialment, aquest segle va veure l'arribada massiva d'immigració a la ciutat, amb el consegüent augment de la població: si el 1900 hi havia 530.000 habitants, el 1930 gairebé s'havien doblat (1.009.000 hab), per arribar entre 1970 i 1980 al pic màxim (1.754.900) i a la fi de segle a 1.500.000 habitants.

#### Agregacions municipals
L'inici del segle va estar marcat per l'expansió geogràfica de la ciutat: el 1897 Barcelona es va annexionar sis municipis limítrofs fins llavors independents: Sants, Les Corts, Sant Gervasi de Cassoles, Gràcia, Sant Andreu de Palomar i Sant Martí de Provençals. Igualment, el 1904 va ser annexionat Horta; el 1921, Sarrià i Santa Creu d'Olorda (un petit terreny de Collserola segregat de Molins de Rei); el 1924, Collblanc i la Marina d'Hospitalet, on es va fer la Zona Franca; i, el 1943, El Bon Pastor i Baró de Viver, segregats de Santa Coloma de Gramenet. La ciutat va passar de 15,5 km² a 77,8 km², i d'una població de 383.908 habitants a 559.589.

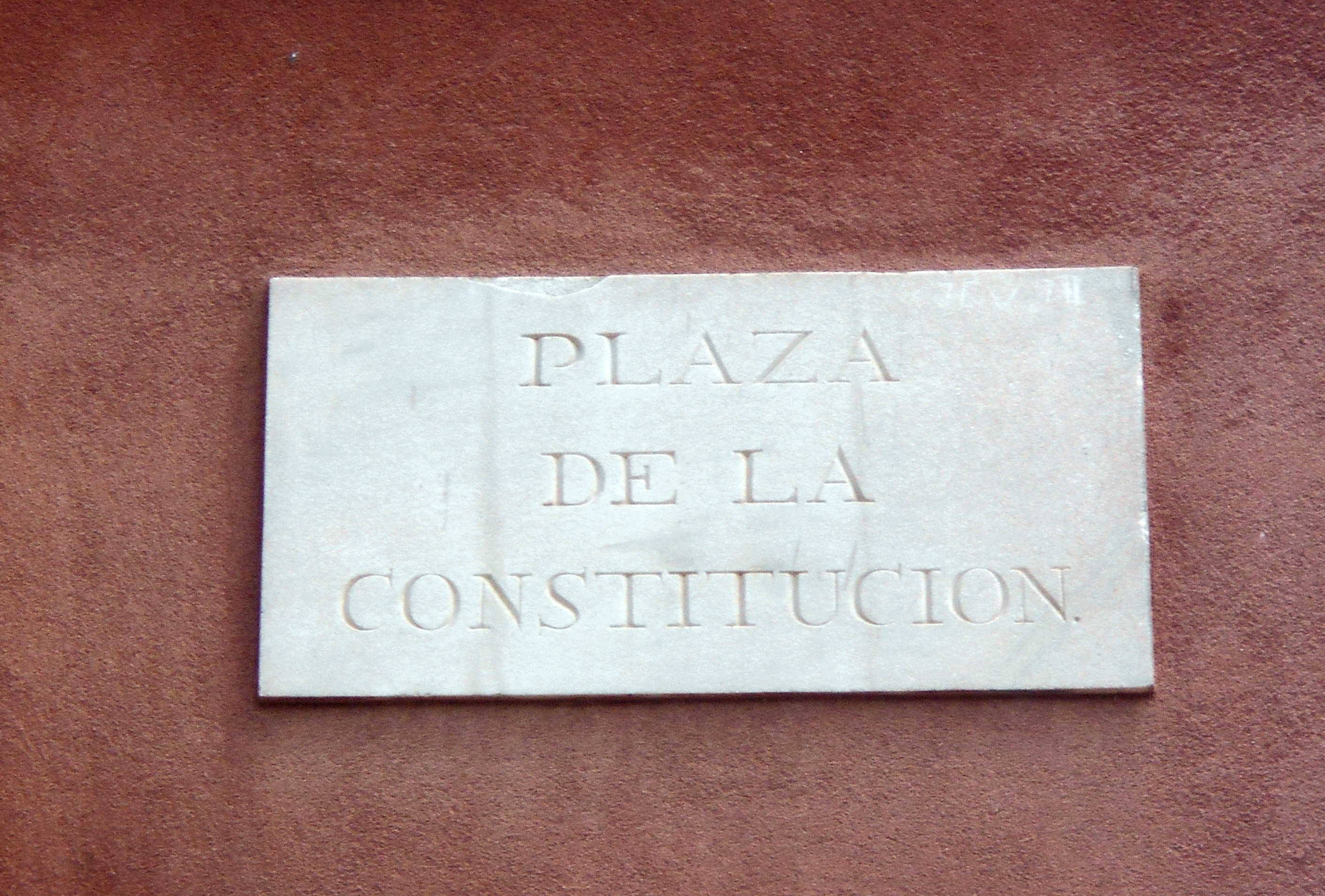
Antic rètol de la plaça de la Constitució d'Horta, actualment plaça de Santes Creus.

Amb l'agregació dels municipis adjacents i la nova incorporació d'un gran nombre de vies públiques es va comprovar que hi havia nombroses duplicitats, ja que diversos municipis —i també barris de la perifèria de Barcelona, com Hostafrancs, La Barceloneta i Poble Sec— tenien carrers amb els mateixos noms, sobretot quant a carrers amb noms de sants. Per exemple, hi havia nou carrers de Sant Josep, i vuit de Sant Joan. Mentre es regularitzava aquesta situació va ser necessari aclarir pertinentment l'antiga localitat de cada carrer en la correspondència, perquè arribés a la seva correcta destinació. El 1907 es va crear una ponència encarregada de la nomenclatura dels carrers, gràcies a la tasca de la qual es va canviar el nom a 361 carrers per evitar aquestes duplicitats. Els nous noms van incorporar una nova ordenança redactada el 1905 que establia la dedicació de personalitats tan sols a partir dels deu anys de la seva defunció.
Per batejar els nous carrers es van usar diferents criteris: pobles de Catalunya (Agramunt, Arboç, Calaf, Cambrils, Escornalbou); comarques de Catalunya (Penedès, Priorat, la Selva); regions espanyoles (Astúries, Extremadura, Castella, Canàries); personalitats il·lustres dels pobles agregats (Agustí Milà, Pons i Gallarza, Guillem Tell); personalitats del món cultural (Bretón de los Herreros, Marià Aguiló i Fuster, Ramón y Cajal, Jules Verne, Voltaire, Zola, Frederic Soler); personatges republicans o liberals (Doctor Rizal, Estanislau Figueras, Víctor Balaguer, Ríos Rosas, Rossend Arús, Sunyer i Capdevila, Vidal i Valenciano); noms del moviment obrer (La Internacional, Élisée Reclus, Emancipació); i personatges del passat (Sòcrates, Pitàgores, Rubens, Ticià, Pasteur, Mistral).

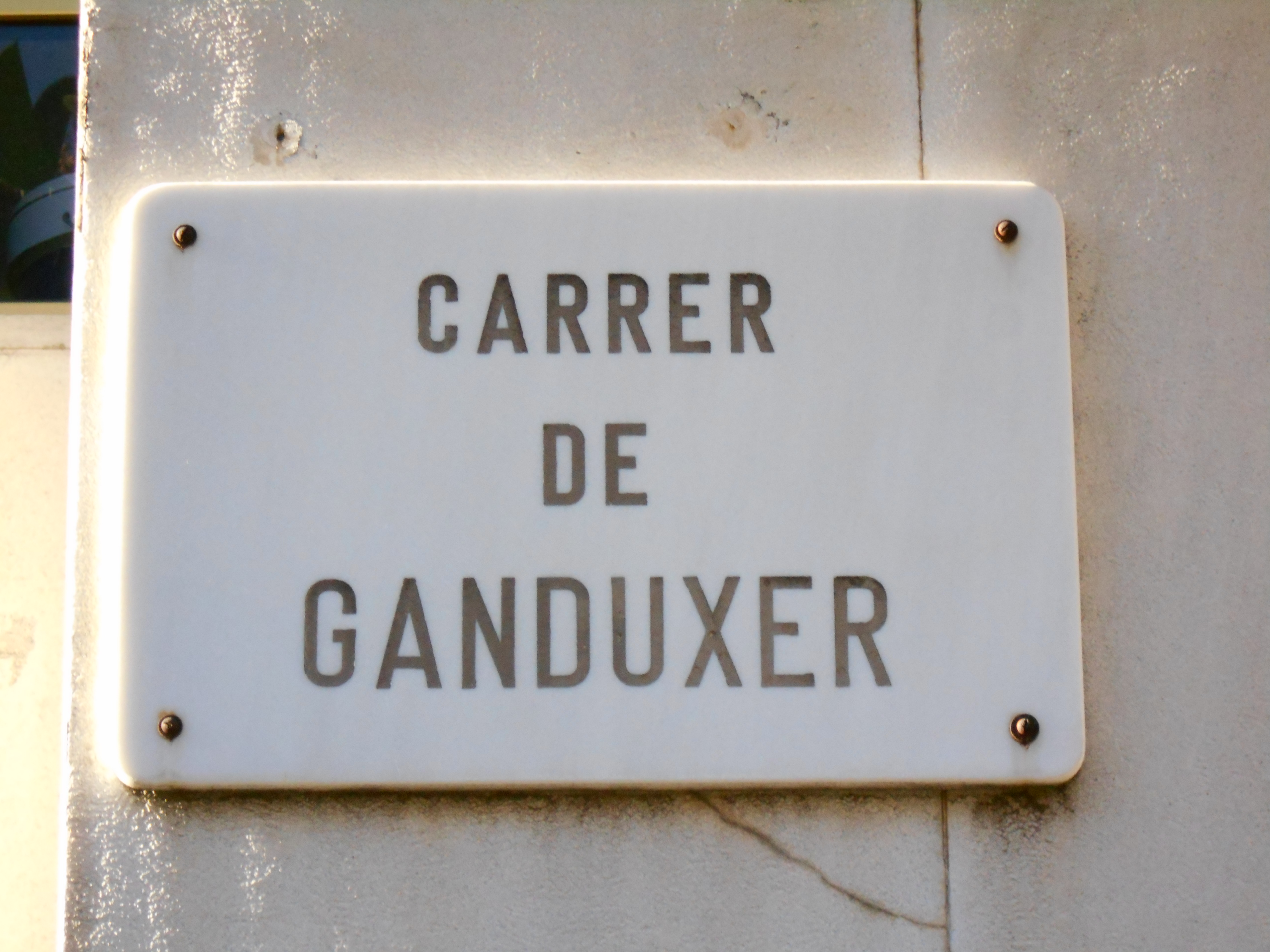
Carrer de Ganduxer, pel propietari del terreny, Pau Ganduxer i Aymerich.

Amb l'agregació es va constatar també un fenomen ocorregut amb freqüència entre els segles xix i començaments del xx: molts terrenys d'anterior ús agrícola van ser urbanitzats pels propietaris dels terrenys, els quals sovint posaven el seu propi nom o el dels seus familiars a les vies recentment creades. Existeix per exemple el cas de Pau Ganduxer i Aymerich, del que procedeix el carrer de Ganduxer, mentre que va posar el nom de plaça de Ganduxer (actual plaça de Ferran Casablancas) en honor del seu pare, Francesc Ganduxer i Garriga; el carrer d'Aymerich (actual carrer de Cerignola) per la seva mare, Rita Aymerich; el carrer de Carrencà per la seva esposa, Josepa Carrencà; i el carrer de Torras i Pujalt pel seu gendre, Joaquim Torras i Pujalt.
Un altre cas paradigmàtic és el de la urbanització de la finca Torre del Simó, a Gràcia, que va comportar el carrer de Santa Àgata per la propietària, Àgata Badia i Puigrodon; el carrer de Santa Rosa per la seva mare, Rosa Puigrodon i Pla; el carrer de Santa Magdalena per la seva sogra, Magdalena Escarabatxeras i Blanch; la plaça de Sant Antoni pel seu marit, Antoni Trilla (actual plaça de Trilla); i, a més, els carrers de Badia, pel seu pare, Joan Badia, i de Trilla, pel seu sogre, Antoni Trilla.
Per regla general, i de forma una mica inexplicable, la majoria d'ajuntaments dels pobles del pla solien aprovar aquestes disposicions dictades pels terratinents. Així per exemple aquesta petició de Miquela de Paguera el 1847 a l'Ajuntament de Sant Martí de Provençals per a un terreny situat al Camp de l'Arpa:
| « | Abrirá cuatro espaciosas calles, que desea denominar: 1ª, de Don Juan de Paguera; 2ª, del Beato Miguel; 3ª, de la Virgen del Carmen; 4ª, de la Eterna Memoria, para pagar de este modo un justo tributo a la de su difunto esposo, que hizo su felicidad. | » |

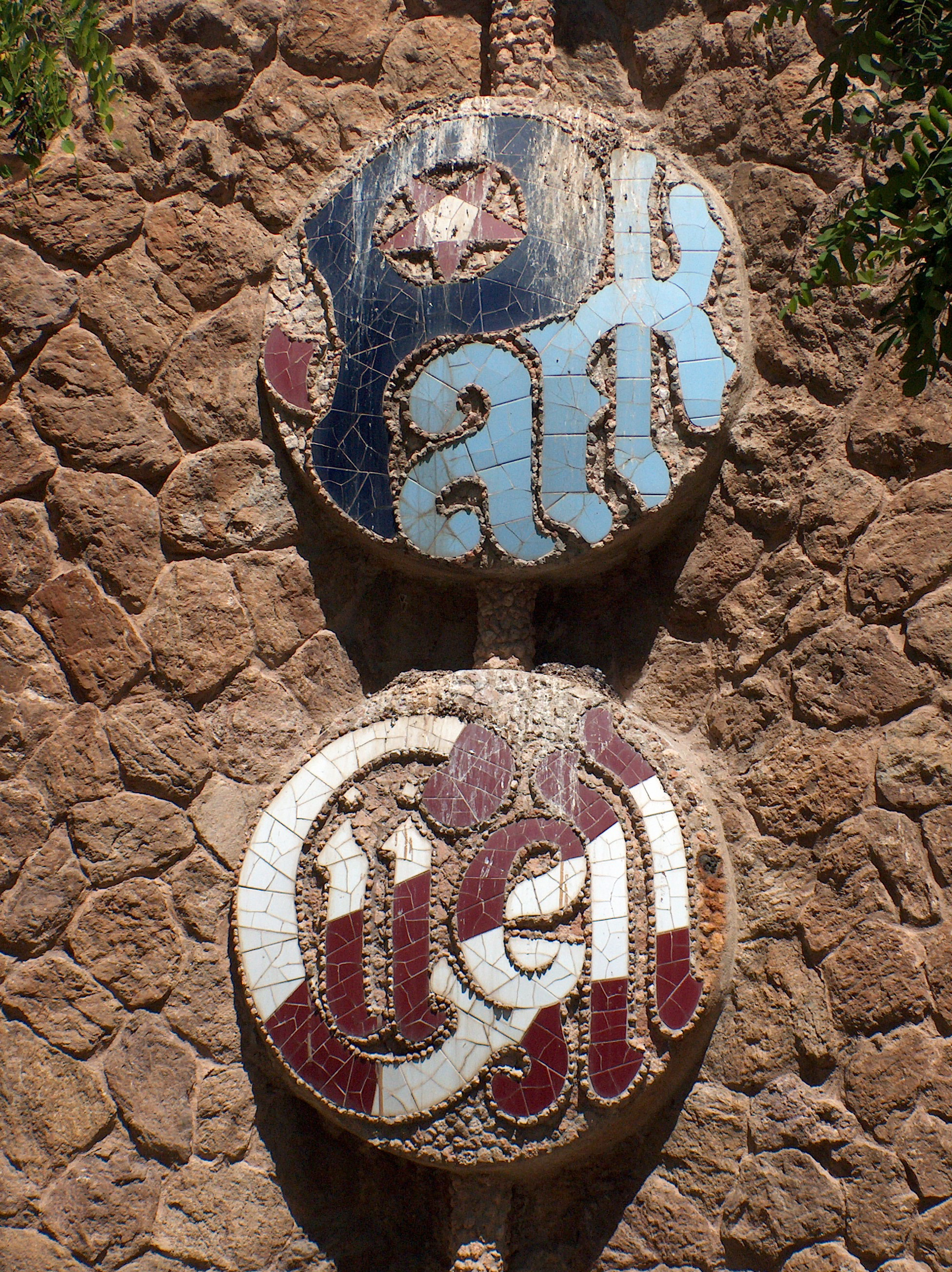
Parc Güell.

Cal assenyalar també que amb l'agregació van canviar de nom algunes carreteres que unien les antigues poblacions. Així, la carretera de Sant Andreu a Collblanc va ser dividida en tres: Solar, travessera del Carril i Travessera (a seques) —les tres formen ara la travessera de Gràcia—; i la carretera de Cornellà a Fogars de la Selva va ser dividida també en trams: avinguda d'Esplugues, Bisbe Català, passeig de la Reina Elisenda de Montcada, passeig de la Bonanova, passeig de Sant Gervasi, passeig de la Vall d'Hebron i passeig de Valldaura.
També en els primers anys del segle es va urbanitzar la vessant del Tibidabo, que va ser ocupada per cases unifamiliars a l'estil de les ciutats-jardí angleses. La seva artèria principal és l'Avinguda del Tibidabo, nom que remet a la muntanya i que prové d'una cita bíblica: haec omnia tibi dabo si cadens adoraveris me, «tot això et donaré si et prosternes davant meu per adorar-me» (Mateu 4,9). Una plaça està dedicada també al Doctor Andreu, promotor de la urbanització.

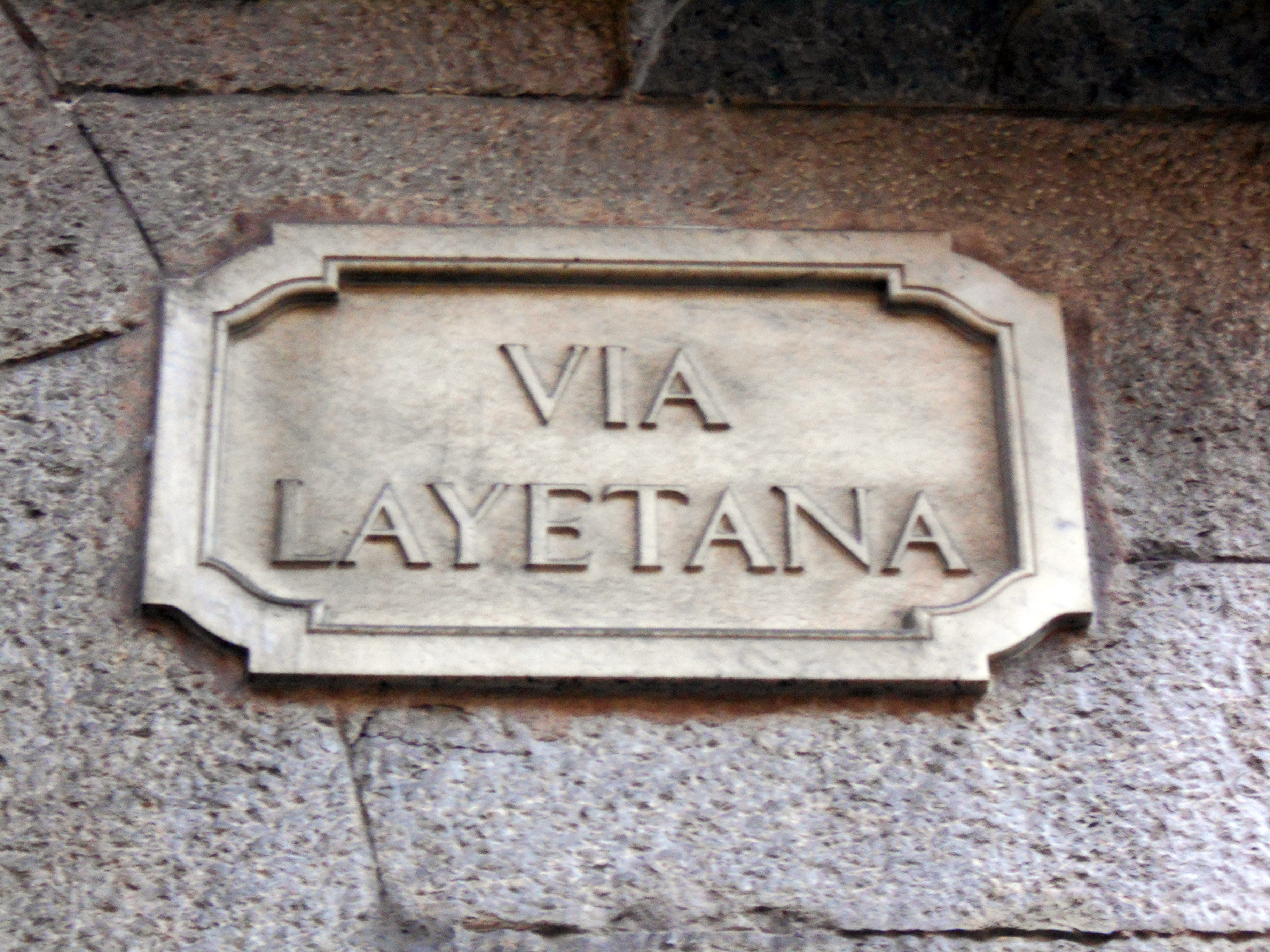
Via Laietana.

Una altra urbanització d'aquestes dates va ser la de la finca de Can Muntaner (1900-1914), al peu del turó del Carmel, al barri de la Salut, dissenyada també com una ciutat-jardí de cases unifamiliars. El promotor va ser l'industrial Eusebi Güell, i es va ocupar del traçat l'arquitecte Antoni Gaudí. El projecte no va tenir èxit, ja que solament es van vendre dues parcel·les, i el 1926 el terreny va ser cedit a l'Ajuntament i reconvertit en parc, conegut avui com a Parc Güell.
El 1905 la plaça dels Josepets va ser reanomenada de Lesseps, el constructor del canal de Suez, que havia estat cònsol de França a Barcelona. El 1907 es va crear la Plaça d'Eivissa, a Horta, dedicada a l'illa balear; el mateix any i al mateix barri es va canviar la rambla de Cortada per carrer de Campoamor, pel poeta asturià. També el 1907 es va canviar el carrer Ample del districte de Gràcia per Verdi, en honor del compositor italià Giuseppe Verdi. D'altra banda, el 1908, l'anomenat camí de Dalt, a la Sagrera, va ser canviat a carrer de Concepción Arenal. El 1909 es va obrir al Tibidabo la carretera de les Aigües, així anomenada per ser construïda per la Societat General d'Aigües de Barcelona.
Durant els primers anys del segle es va efectuar una ampliació del Port de Barcelona (1905-1912), amb un projecte pel qual es va perllongar el dic de l'est i es van construir un contradic i els molls interiors. Aquestes obres van donar al port pràcticament la seva fisonomia actual, exceptuant la construcció del moll sud i la dàrsena interior el 1965. Al llarg de la seva extensió, presenta els següents molls: Adossat, Álvarez de la Campa, Balears, Barcelona, Barceloneta, Bosch i Alsina, Catalunya, Contradic, Costa, Dàrsena interior, Dàrsena sud, Dipòsit, Drassanes, Escar, Espanya, Evaristo Fernández, Inflamables, Lepant, Llevant, Fusta, Marina'92, Nou, Nou Contradic, Occidental, Oest, Oriental, Pescadors, Petroliers, Ponent, Príncep d'Espanya, Rellotge, Sant Bertran i Sud.
L'actuació urbanística més important en aquests anys va ser l'obertura de la Via Laietana, que connectava l'Eixample amb el mar, projectada amb la lletra A al Pla Baixeras de 1878. Les obres es van realitzar finalment entre 1908 i 1913, amb un finançament conjunt entre l'Ajuntament i el Banc Hispano Colonial. Inicialment estava previst anomenar-la Bilbao, però finalment se li va posar el nom de Via Laietana, en honor del poble iber dels laietans, els primers habitants coneguts del pla de Barcelona. El traçat de la nova via va comportar la desaparició de 85 carrers d'origen medieval, així com l'aparició de nous vials a les zones limítrofes a la via: alguns d'ells van ser batejats amb noms d'herois de la Guerra del Francès, com Ramon Mas, Doctor Joaquim Pou i Julià Portet; un carrer va ser dedicat a Àngel Baixeras, autor del projecte urbanístic; i es va obrir la plaça de Ramon Berenguer el Gran, comte de Barcelona.

#### Període catalanista

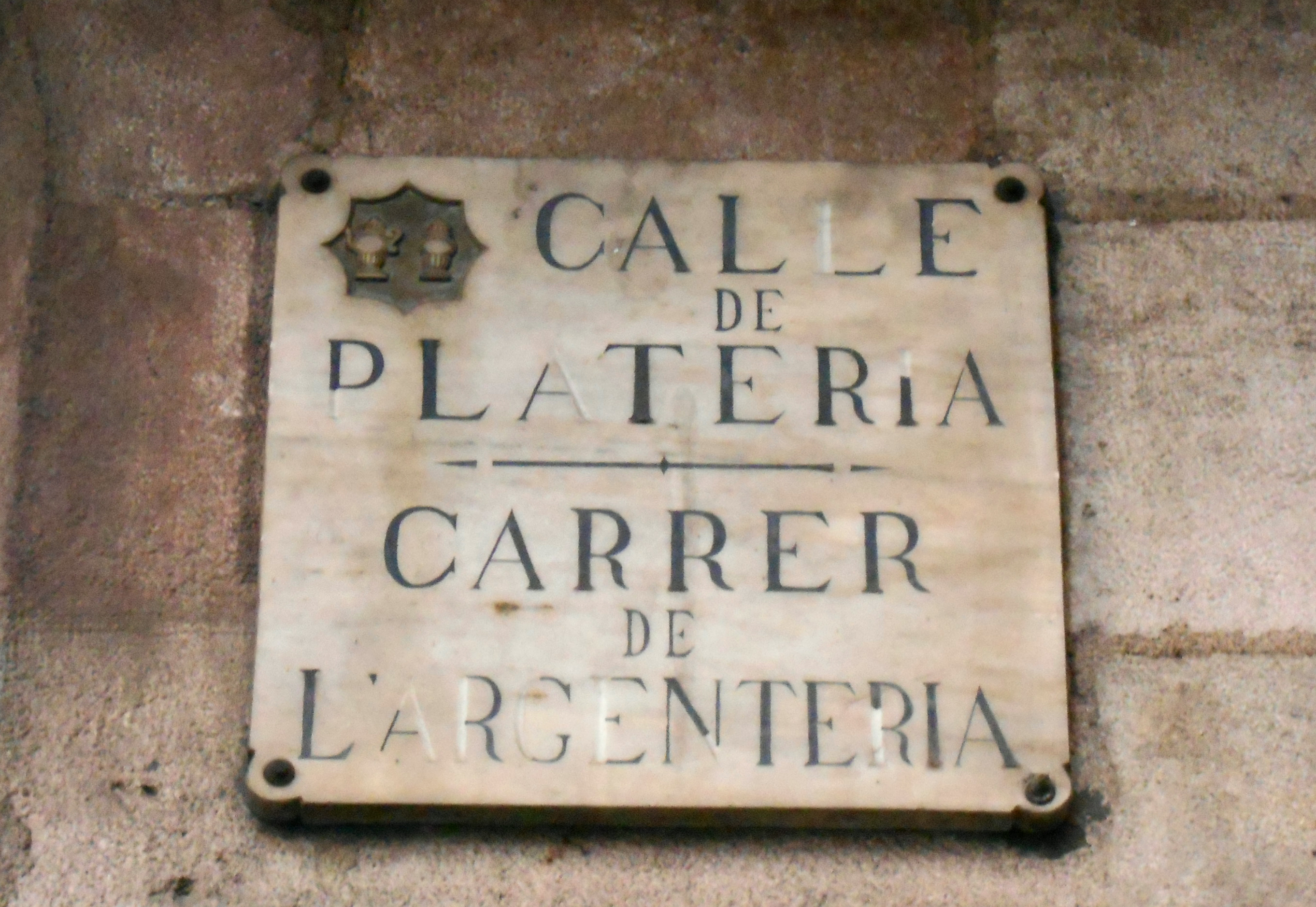
Calle de Platería / Carrer de l'Argenteria, placa bilingüe utilitzada per la Mancomunitat de Catalunya.

A partir de 1914, data de creació de la Mancomunitat de Catalunya, va començar la retolació dels carrers en idioma català. Malgrat tot, això solament es va aplicar als nous carrers, mentre que les antigues plaques no van ser substituïdes. Durant un temps es van col·locar fins i tot plaques bilingües, realitzades en ferro esmaltat i d'una mesura major de l'habitual.
El signe catalanista del consistori dominat per la Lliga Regionalista entre 1915 i 1923 va comportar alguns canvis en aquest sentit: així, l'avinguda Diagonal va ser rebatejada com a Nacionalitat Catalana; el carrer Montjuïc de Sant Pere va passar a ser de Verdaguer i Callís; i la plaça d'Antonio Maura es va anomenar de Fivaller. D'altra banda, la ideologia conservadora de la Lliga es va reflectir en la dedicació d'alguns carrers a empresaris i personatges de la burgesia, com la rambla de Santa Eulàlia, que va passar a ser passeig de Fabra i Puig, pels empresaris germans Fabra i Puig; en canvi, no va prosperar la proposta de dedicar la rambla de Catalunya a Eusebi Güell.
El 1914 la carretera del Manicomi va ser anomenada com a carrer del Doctor Pi i Molist, pel metge i escriptor Emili Pi i Molist. A l'any següent es va crear l'avinguda de Pearson, dedicada a Frederick Stark Pearson, fundador de la companyia elèctrica Barcelona Traction, Light and Power. El 1916 es va canviar el carrer del Prat per rambla del Carmel, la via principal del barri homònim. D'altra banda, el 1917 l'antiga carretera de Sant Cugat, anomenada des del 1879 passeig de la Diputació, va ser canviada a avinguda de la República Argentina.

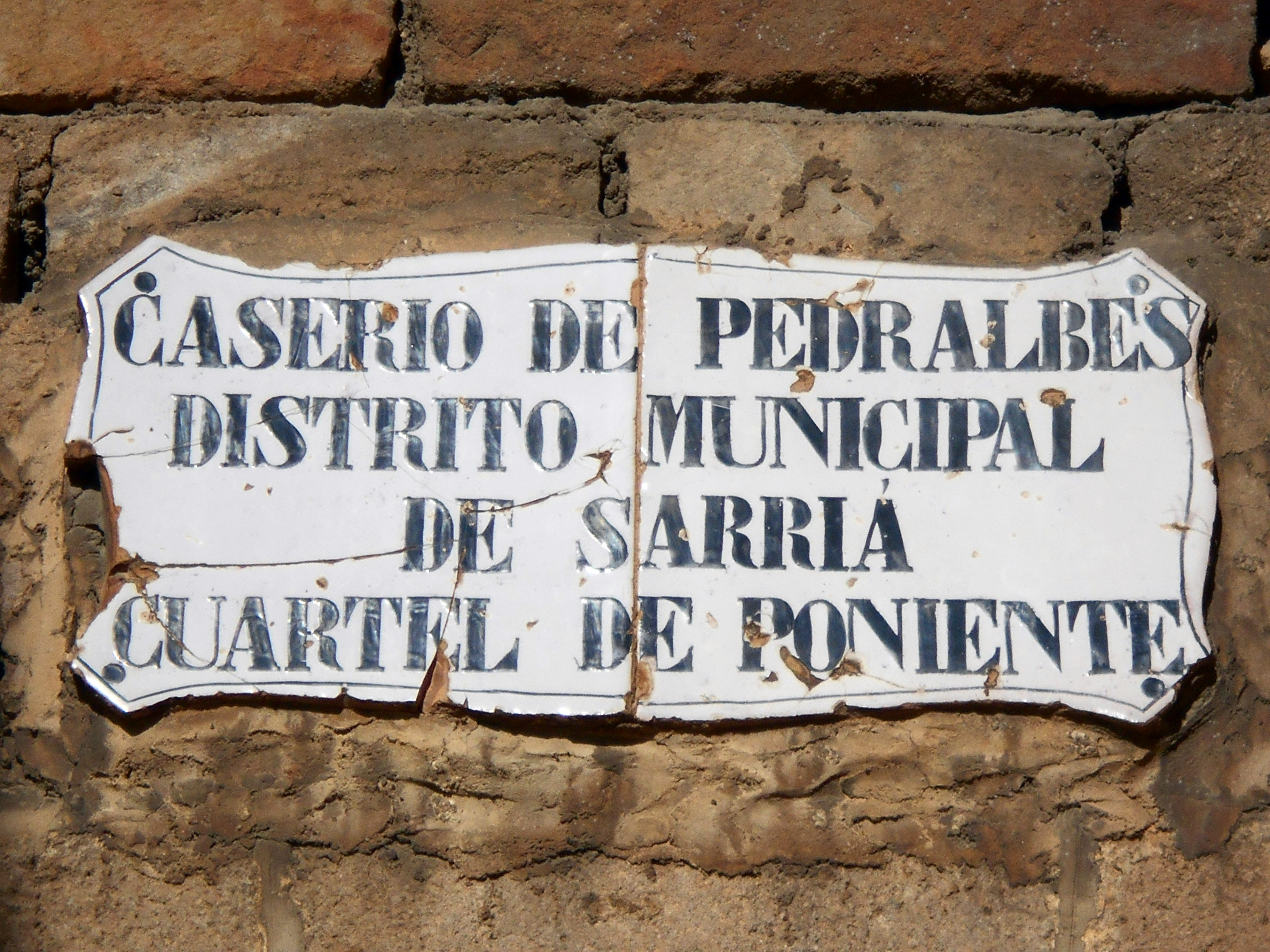
Caseriu de Pedralbes, placa de l'antic ajuntament de Sarrià, municipi agregat el 1921.

En finalitzar la Primera Guerra Mundial, el 1918, i a causa de la tendència francòfila del consistori, es van anomenar diverses vies amb noms relacionats amb la contesa: la recentment creada plaça de Ramon Berenguer el Gran va ser anomenada de l'11 de novembre de 1918, data de finalització de la guerra, tot i que el 1922 va tornar al seu anterior nom; la plaça d'Estanislau Figueras va ser dedicada al Mariscal Joffre (actual plaça de Vázquez de Mella); i es va crear el passeig de Verdun, nom d'una batalla de la Gran Guerra.
El 1920 es va canviar el nom del passeig del Cementiri a petició dels comerciants de la zona, pels quals no era un nom molt falaguer. Va ser rebatejat com a avinguda d'Icària, en record d'una comunitat icariana establerta a la zona a mitjans del segle xix. Durant la Guerra Civil va ser anomenada avinguda de la Revolució Social, i durant el franquisme Capità López Varela, per recuperar el nom d'Icària el 1978.
L'última agregació municipal, la de Sarrià, ocorreguda el 1921, va comportar de nou el canvi de diversos carrers a causa de duplicitats i altres factors. En aquesta ocasió, vists els antecedents, l'última sessió de l'ajuntament sarrienc va proposar els nous noms, avançant-se al consistori barceloní. Havien de canviar 70 carrers, encara que, dels proposats per Sarrià, finalment solament se'n van aprovar 14, ja que el canvi efectiu va coincidir amb l'inici de la dictadura de Primo de Rivera, la qual va desautoritzar diversos noms de signe catalanista.
El 1921 es va crear també la plaça de Sanllehy, a la frontera entre Gràcia i Horta-Guinardó, dedicada a Domènec Sanllehy, qui va ser alcalde de Barcelona el 1906.

#### Dictadura de Primo de Rivera

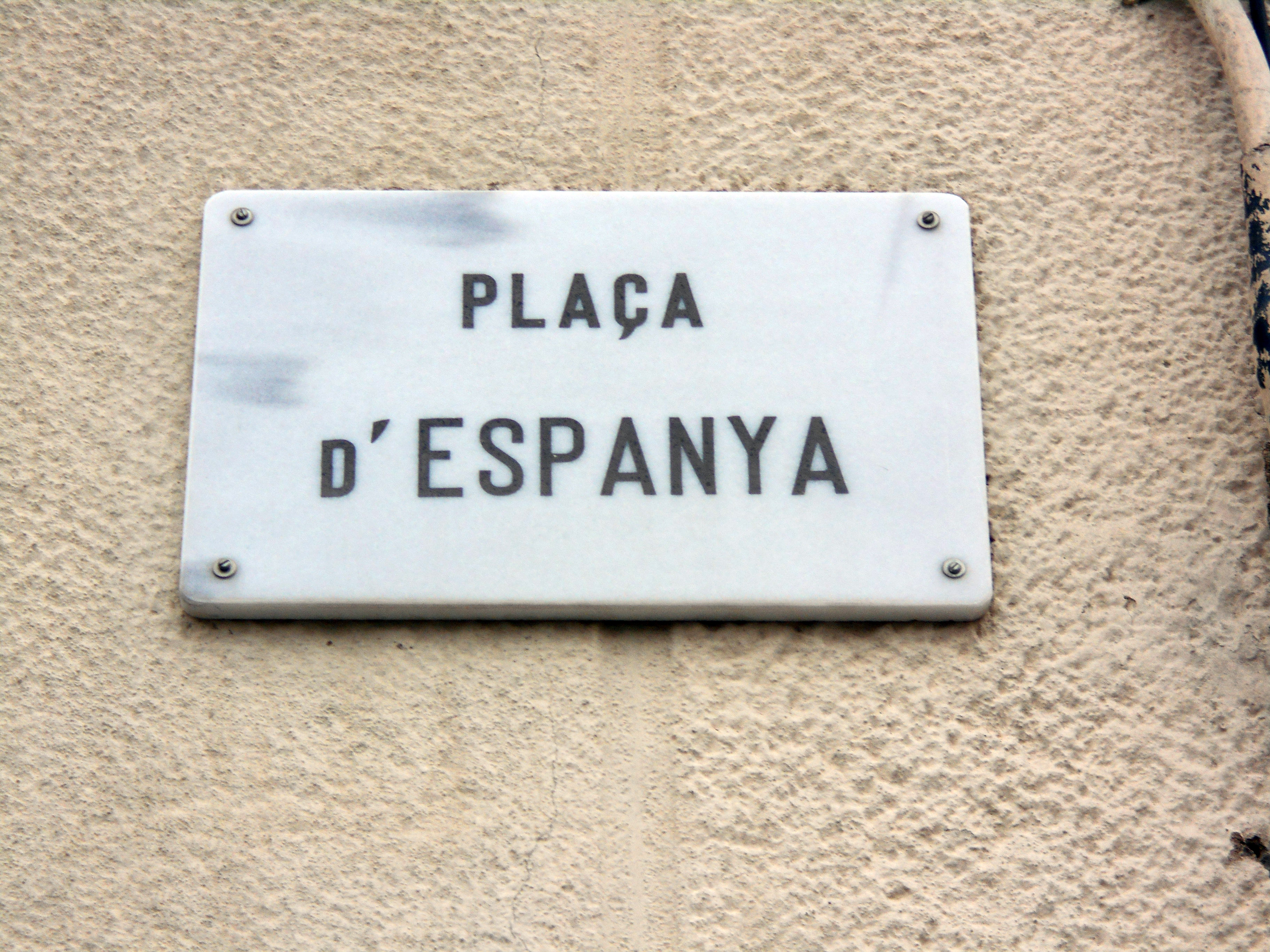
Plaça d'Espanya.

Amb l'arribada de la dictadura de Primo de Rivera el 1923 es va tornar a la retolació en castellà. El regidor Ignasi de Ros va proposar la partició de les plaques bilingües perquè solament quedés la versió en castellà, però com era molt costós finalment es van substituir totes.
El nou règim també va efectuar considerables canvis en la nomenclatura, encara que van trigar una mica: el 1923 solament es va canviar el carrer Maryland per Marquès de Foronda; finalment, el 1927 es va instituir una Ponència de Canvis de Noms de Carrers, a la qual va seguir una altra el 1929. Els nous noms escollits eren en general noms de la família reial, militars i episodis de la Història d'Espanya.
Així, diversos carrers van ser dedicats a la Família reial espanyola: l'avinguda de la Nacionalitat Catalana (antiga Diagonal) va passar a ser Argüelles, però al cap de poc va ser rebatejada d'Alfons XIII; la riera de Cassoles es va convertir en avinguda del Príncep d'Astúries; l'avinguda d'Amèrica va ser nomenada de la Reina Maria Cristina, a la qual es va dedicar també una plaça a la Diagonal; la Gran Via P —nom provisional d'una via de nou traçat a Les Corts— es va transformar en carrer de la Infanta Carlota Joaquima (actual avinguda de Josep Tarradellas); i el camí Antic de Sant Iscle va ser reconvertit en avinguda de Borbó.
Un altre bon nombre de carrers es van dedicar a militars: el carrer de la Concòrdia va ser canviat a Almirall Aixada; el carrer Número 2 de l'eixample de Sant Andreu va passar a ser Almirall Pròixida; la Diagonal de Sant Pau va ser dedicada al dictador, General Primo de Rivera (actual avinguda de Gaudí); el carrer Lletra X al General Magaz (actual plaça de Maragall); l'actual plaça de la Sagrada Família —llavors recentment oberta i sense batejar— al General Barrera; la carretera Nova d'Horta al General Martínez Anido (actual passeig de Maragall); també es va dedicar un carrer al germà del dictador, Fernando Primo de Rivera (actual Pere Duran Farell); el carrer Número 17 del pla urbanístic de Les Corts al Capità Arenas; i el carrer de l'Ebre al Coronel Sanfeliu.

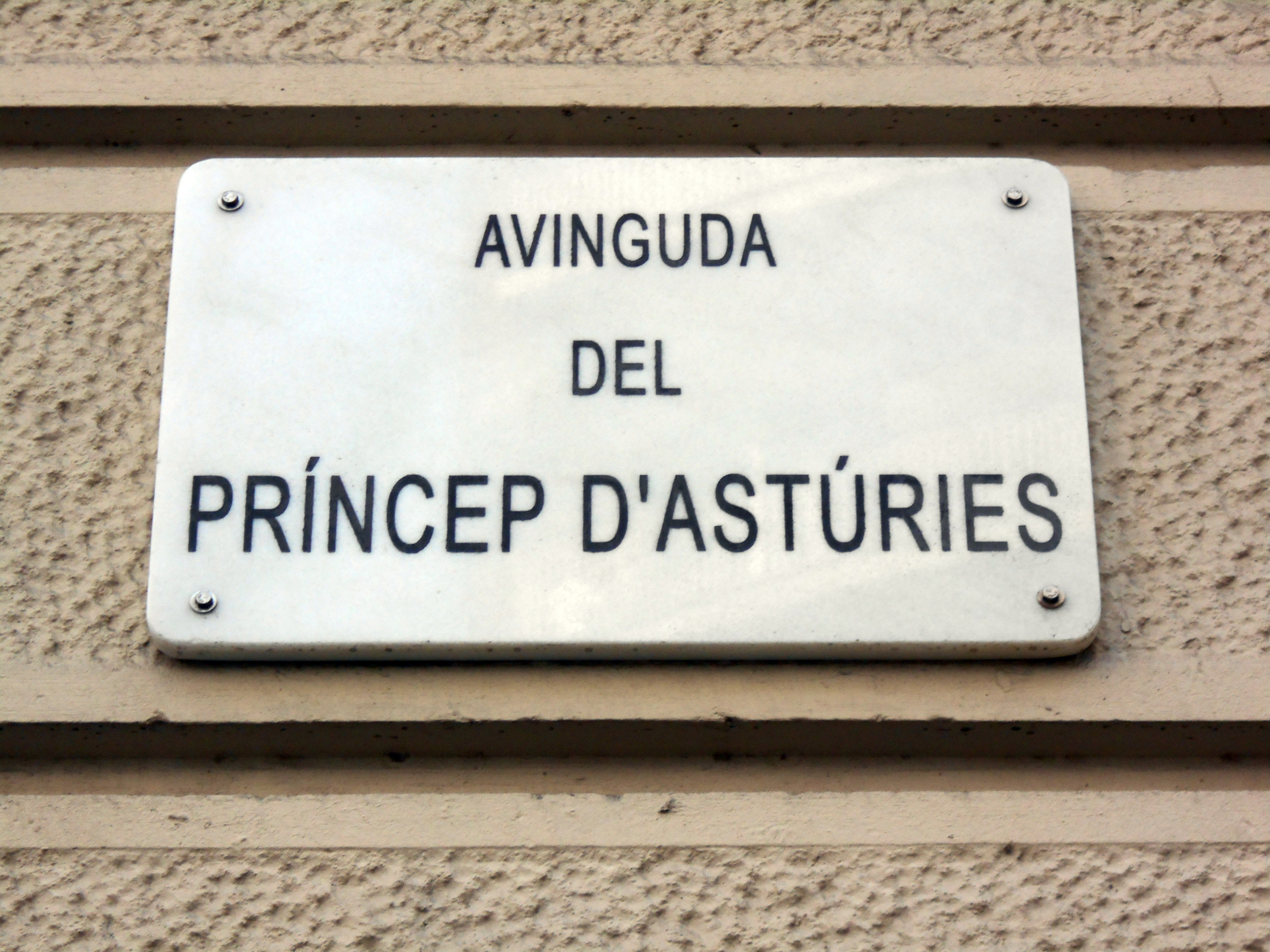
Avinguda del Príncep d'Astúries, que actualment té el nom històric d'avinguda de la Riera de Cassoles.

En el districte de Sant Martí es van canviar diversos carrers per fets i personatges lligats a la dinastia dels Àustries: el carrer Bac de Roda per Felip II; Fluvià per Joan d'Àustria; el carrer de Catalunya per Sant Quintí; Vilanova per Cristóbal de Moura; i Lluís Pellicer per Padilla.
També va haver-hi nombrosos canvis a Sarrià, revertint l'última decisió del consistori sarrienc abans de la seva agregació: la plaça de Prat de la Riba per Duque de Gandía (actual plaça de Sarrià); el carrer de la Mare de Déu de Núria per Virgen de Covadonga; el carrer Doctor Robert per passeig de la Bonanova; Abadessa Çaportella per Reyes Católicos; Pare Miquel de Sarrià per Beato Diego de Cádiz; Nicolàs Travé per Avió Plus Ultra; la plaça de Sant Vicent de Sarrià per San Vicente Español; i la plaça del Consell de la Vila per Poeta Zorrilla.
Altres canvis van ser: Víctor Hugo per passeig de Sant Gervasi, Voltaire per Siracusa, Mariscal Joffre per Vázquez de Mella, Fivaller per Antonio Maura, Regionalisme per Canonge Pibernat, Solidaritat per Ordre i la plaça de les Glòries Catalanes per Glorias.
El 1929 es va celebrar l'Exposició Internacional a Montjuïc. Per a aquest esdeveniment es va urbanitzar tota la zona de la plaça d'Espanya, la plaça de l'Univers i l'avinguda de la Reina Maria Cristina, finalitzant en una sèrie de places que ascendien cap al Palau Nacional: plaça de la Font Màgica (actualment de Carles Buïgas), del Marquès de Foronda (actual Josep Puig i Cadafalch) i de les Cascades, així com el passeig de les Cascades (actualment de Jean C. N. Forestier). També es van obrir les avingudes de Rius i Taulet i del Marquès de Comillas (actualment de Francesc Ferrer i Guàrdia), així com els jardins de Laribal i Miramar, dissenyats per Forestier. El 1942 es va crear el passeig de l'Exposició en record de l'esdeveniment.
Per a l'Exposició es va crear també el Poble Espanyol, un recinte que acull al seu interior reproduccions de diferents ambients urbans i arquitectònics de tot el conjunt del territori estatal, obra dels arquitectes Ramon Reventós i Francesc Folguera. Està estructurat com un poble, amb una plaça Major i diversos carrers: carrer del Príncep de Viana, carrer Cavallers, plaça Castellana, carrer Conquesta, carrer Terç, carrer Candil, carrer de l'Alcalde de Móstoles, carrer de l'Alcalde de Zalamea, baixada de Cervantes, carrer Maestrat, carrer Rius i Taulet, racó del Trist, graderies de Santiago, placeta de l'Església, plaça Aragonesa, plaça del Carme, carrer Bulas, carrer Bressol, carrer Davallada, plaça de Peñaflor, carrer Mercaders, plaça de la Germanor, carrer Llevant i plaça de la Font.
També el 1929 es van crear els Jardinets de Gràcia, obra de Nicolau Maria Rubió i Tudurí. El 1991 van ser dedicats a Salvador Espriu, que va viure a la zona.

#### Segona República

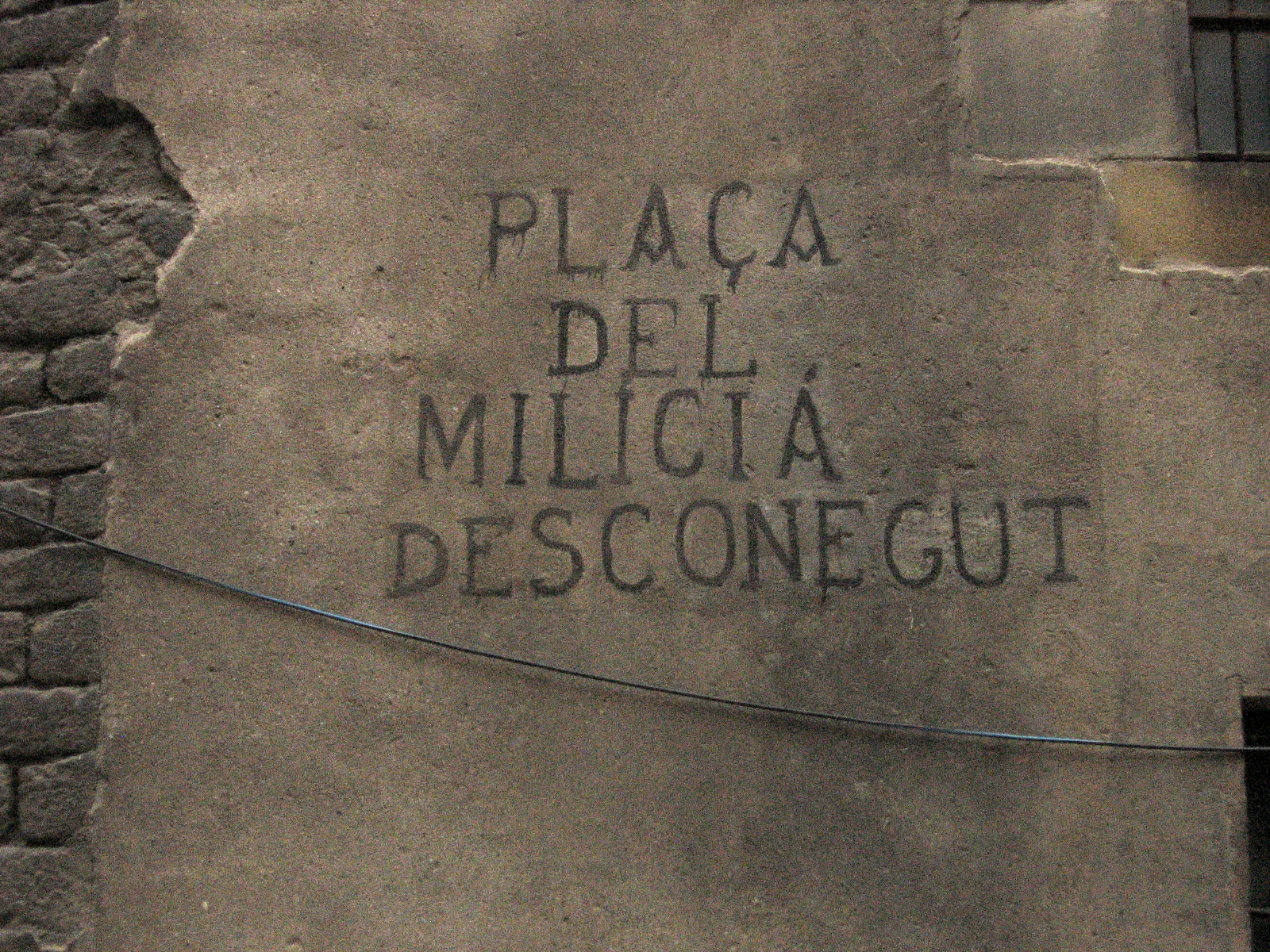
Plaça del Milicià Desconegut (1938), actual plaça de Sant Josep Oriol.

La caiguda de la dictadura de Primo de Rivera va comportar diversos canvis abans fins i tot de l'arribada de la República: el 4 de febrer de 1931, durant l'anomenada Dictablanda del general Berenguer, el regidor Martí Esteve va proposar una sèrie d'iniciatives per modificar carrers de la dictadura: desaparició dels noms de militars, tornada al nom anterior de diversos carrers, recuperació del nom proposat per Sarrià a diversos carrers i canviat per la dictadura, i tornada a la versió catalana de diversos carrers mal castellanitzats. També es van batejar dues places i una avinguda que encara no tenien nom: la situada enfront d'El Molino, anomenada de Blasco Ibáñez; la coneguda popularment com Cinc d'Oros, dedicada a Pi i Margall (actual plaça del Cinc d'Oros); i l'avinguda anomenada també popularment Diagonal del Ferrocarril, que va passar a ser de la Generalitat (actual avinguda de Roma).
Amb l'adveniment de la Segona República el 14 d'abril de 1931 es va procedir de nou a canviar els carrers del castellà al català —el que no es va reflectir plenament en les plaques, ja que era un procés lent i costós—, així com es van canviar nombrosos noms de carrers. El nou consistori, presidit per Jaume Aiguader, va recollir les propostes efectuades mesos abans per Esteve, a les quals va afegir un centenar de canvis més, que va aprovar el 26 d'agost de 1931. La majoria de canvis de la dictadura van ser revertits, especialment els de militars i personatges de la reialesa i la noblesa, encara que es van respectar els que eren acceptables per al nou règim.
Alguns dels canvis més significatius van ser: Passeig de Gràcia per Pi i Margall, l'avinguda d'Alfons XIII (Diagonal) per Catorze d'Abril, la plaça de Sant Jaume per plaça de la República, la plaça Reial per Francesc Macià, el carrer Princesa per Pablo Iglesias, el de Ferran per Fivaller, Conde del Asalto per Nou de la Rambla, Marquès del Duero per Francesc Layret, Maria Victòria per Victòria Republicana, Quaranta Metres per Karl Marx (actual Via Júlia), el Saló de Sant Joan per Fermín Galán, el passeig de Sant Joan per García Hernández (tram Diagonal-Gràcia), Santíssima Trinitat de la Muntanya per Herois Republicans de Sarrià, i Marquès de l'Argentera per Eduard Maristany —un canvi curiós, perquè era el mateix personatge. També es van dedicar carrers a Salvador Seguí, Francesc Ferrer i Guàrdia, Pau Sabater, Prats de Molló, Santiago Rusiñol, Anselm Turmeda i Bernat Metge.
En els anys següents va haver-hi pocs canvis: el 1932 es va canviar la plaça de Tetuan per Hermenegildo Giner de los Ríos, i es va crear la plaça d'Alcalá Zamora (actualment Francesc Macià); el 1933 es va canviar Sant Jeroni per Cèsar August Torras, Marquès de Foronda per Artur Masriera, Pare Claret per Mutualitat i Cameros per Amadeu Vives; i, el 1934, la plaça de Garriga i Bachs per Josep Llimona, Crisantems per Joan Gamper i uns pocs més de menor rellevància. El mateix 1934 es van batejar diversos carrers que encara no tenien nom: Sabino Arana, Bori i Fontestà, Valentí i Camp i Josep Bertran, mentre que Pau Casals va ser traslladat d'un carreró de la Verneda a una nova avinguda situada entre la Diagonal i el Turó Park.
Durant el Bienni Negre (1934-1936) el nou alcalde, Joan Pich i Pon, va establir diverses disposicions referides al nomenclàtor: respecte als noms establerts el 1934; atorgar noms nous a carrers nous; plaques en castellà i català col·locades alternativament; afegir informació biogràfica a les plaques de personalitats; i petició escrita dels veïns per avalar nous noms. El nou consistori va introduir poques novetats, la principal batejar una nova plaça en la cruïlla entre la Diagonal i la Gran Via de Carles III com d'Alejandro Lerroux (actualment Maria Cristina).

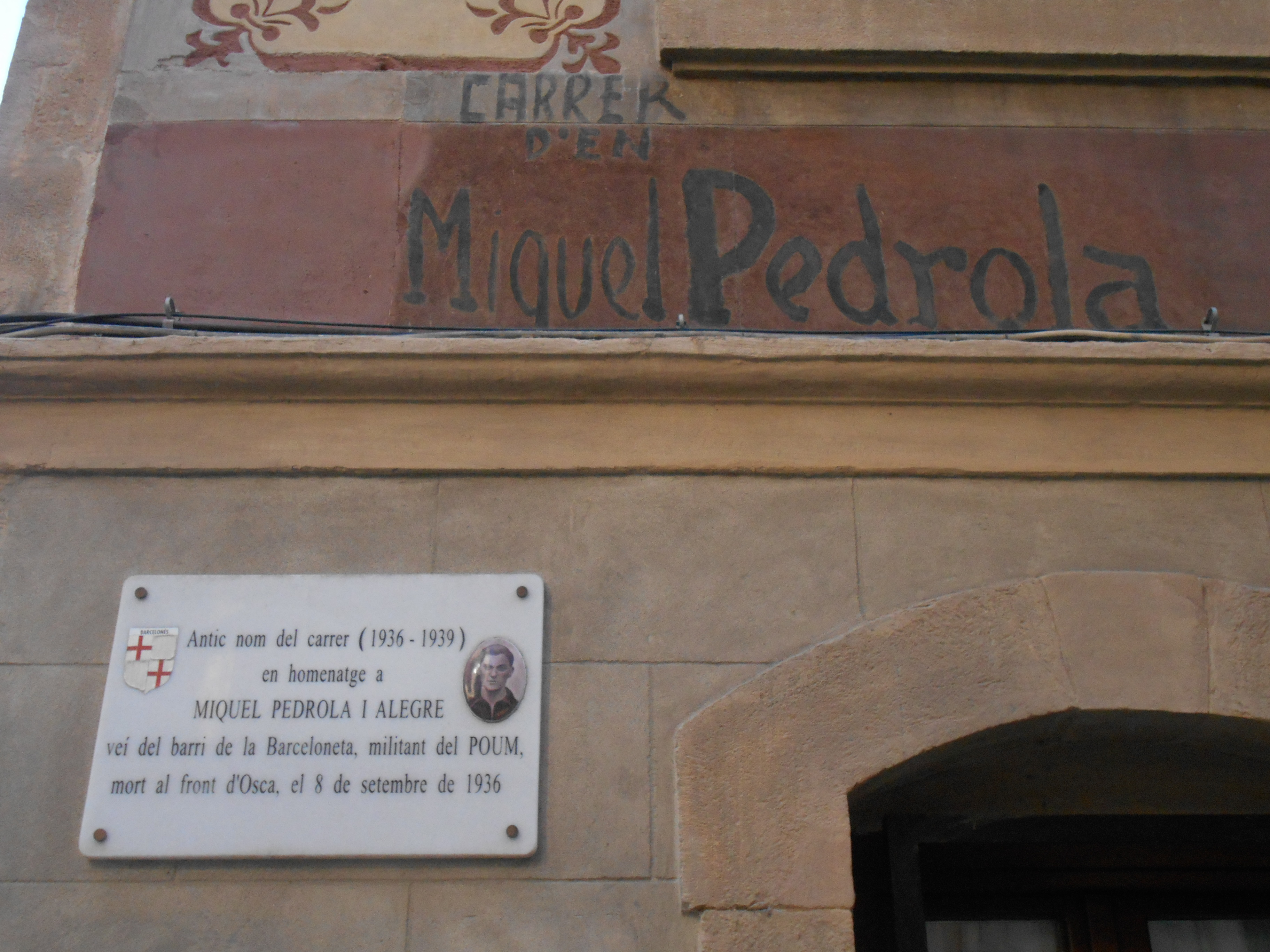
Carrer de Miquel Pedrola (actualment de Sant Miquel), amb l'antiga inscripció i una placa recordatòria al milicià del POUM, mort en el front d'Osca el 1936.

Durant la Guerra Civil el fervor popular va portar a canviar nombroses vies públiques sense ni tan sols una aprovació oficial ni la col·locació d'una placa, simplement el nom escrit en la paret. Es van revertir nombrosos noms instaurats durant la dictadura de Primo de Rivera que s'havien mantingut durant la República. També es van canviar nombrosos carrers amb noms religiosos, preferentment els cèntrics. Altres canvis van ser de signe polític o en record de líders sindicalistes o milicians i combatents en la guerra. La majoria de canvis van ser efectuats en els primers mesos de la guerra, i molts d'ells van ser confirmats per l'Ajuntament el 16 de setembre de 1937; malgrat tot, alguns dels canvis de signe espontani van quedar únicament en l'ideari col·lectiu popular. L'únic canvi efectuat per iniciativa del consistori presidit per Carles Pi i Sunyer va ser el de la plaça d'Urquinaona per Francesc Ferrer i Guàrdia, el 19 de novembre de 1936.
Els nous noms van ser retolats en la majoria de casos simplement en quitrà, encara que en alguns pocs casos es van col·locar plaques de tipus artesanal, com a la Via Laietana, rebatejada Via Durruti, on es va col·locar una placa confeccionada per l'escultor Enric Boleda; o a la plaça de Ferrer i Guàrdia, amb un medalló amb l'efígie del difunt. Malgrat tot, aquestes plaques van ser destruïdes el 1939.
Entre els canvis aprovats per l'Ajuntament el 1937 cal citar: avinguda de Borbó per Mariscal Joffre, General Martínez Anido per passeig de Maragall, Concòrdia per Setge del 1714, plaça d'Alcalá Zamora per Germans Badia, Sant Pere Mitjà per Santiago Salvador, avinguda de la Mare de Déu de Montserrat per Francisco Ascaso, Vergara per Antoni López Raimundo, plaça de Sant Josep Oriol per Milicià Desconegut, Bisbe Irurita per Federico García Lorca, Pla de Palau per Ángel Ganivet, Santa Anna per Màrtirs de Montjuïc, plaça de l'Àngel per Dostoievski, Alta per Espàrtac, Peris Mencheta per Friedrich Engels, Carme per Kropotkin, plaça de Sant Agustí Vell per Nèstor Makhnò, passeig de la Bonanova per Errico Malatesta, plaça del Canonge Rodó per Màrtirs de Chicago, avinguda d'Icària per Revolució Social, Bisbe Laguarda per Revolució de 1936, Santuari per Barricada, Peu de la Creu per Komsomol, avinguda Meridiana per URSS, plaça de la Sagrada Família per Ucraïna, plaça de Sants per 19 de Juliol, Sant Pau per Rafael Farga i Pellicer, Negoci per Víctimes del 19 de Juliol, etc. També es van canviar les rondes de Sant Antoni, Sant Pau i Sant Pere per tres líders anarquistes: Tarrida del Mármol, Ricardo Mella i Fermín Salvochea, respectivament.
Molts altres canvis no van ser aprovats i van quedar a nivell popular, entre els quals es podria destacar: Major de Gràcia per Germinal Vidal, Sant Pere Màrtir per Amadeu Colldeforns, Sant Frederic per Màrtirs de Sants, Marquès de la Mina per Capità Arrando, Sant Domènec de Santa Caterina per Sergent de Milícies Francesc Vila, Sant Honorat per Tinent Coronel Díaz Sandino, plaça de Sant Just per Largo Caballero, Foradada per Bakunin, avinguda del Portal de l'Àngel per Doctor Pavlov, Baixada de Sant Marià per Pancho Villa, Santjoanistes per AIT, plaça de la Trinitat per CNT, Sant Eusebi per FAI, Bertran per POUM, Mare de Déu del Pilar per Llibertat, Santa Magdalena per Los Rebeldes, Beates per Anarquistes, Sant Josep de la Muntanya per Pep l'Alpinista, Mare de Déu de Gràcia per Desgràcia, Madriguera per Espanya, etc.
Els últims canvis, efectuats el 1938, van ser el del carrer de la Indústria per Miguel Hidalgo (actualment París) i Sant Jeroni per Ángel Pestaña.

#### Dictadura franquista

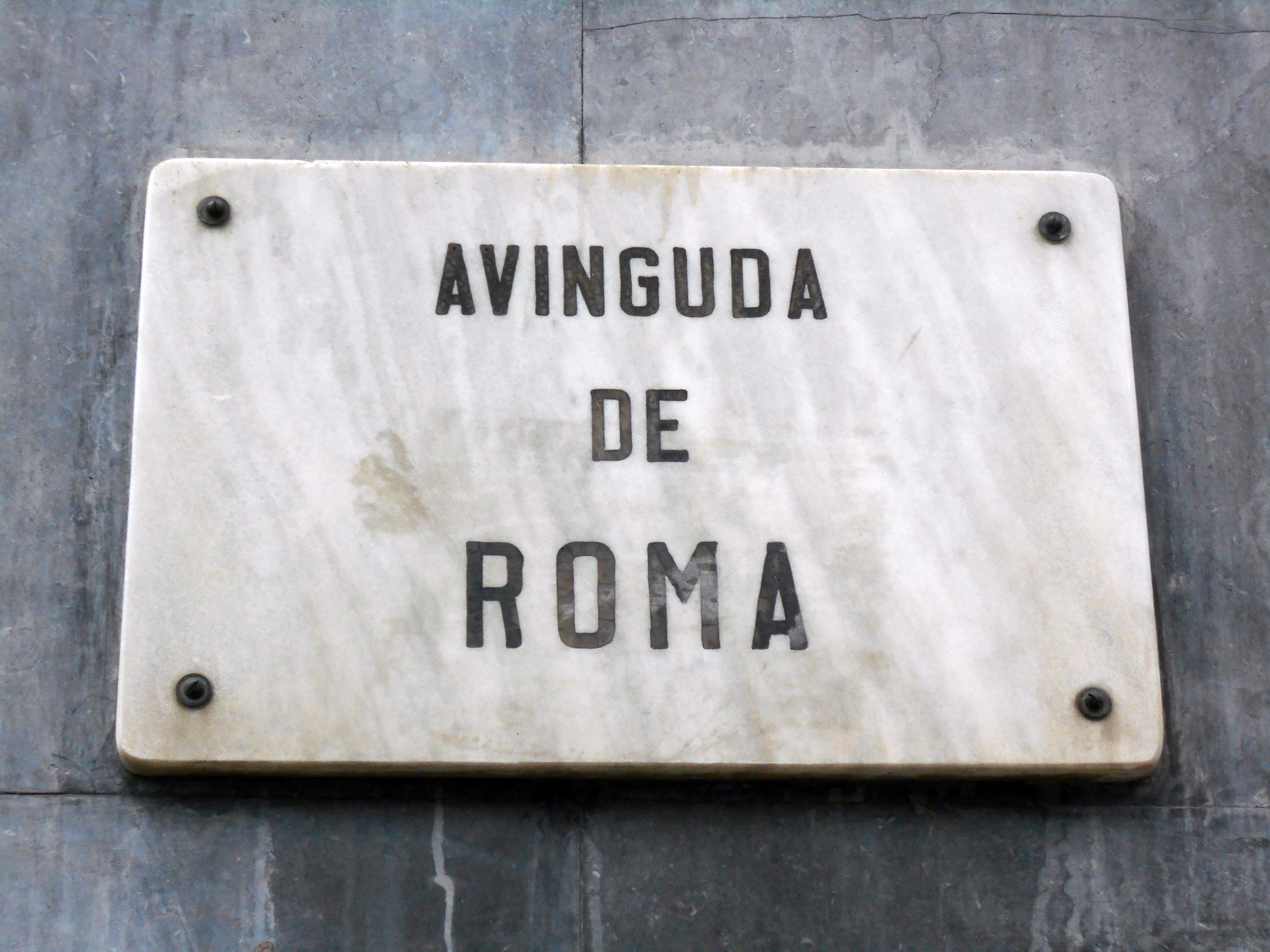
L'avinguda de Roma, igual que el carrer de Berlín, van ser nomenats pels aliats de la dictadura franquista, Itàlia i Alemanya.

La victòria del bàndol nacional i la instauració de la dictadura franquista va comportar de nou el pas de la retolació del català al castellà, i la substitució de nombrosos noms. Tots els canvis d'època republicana van ser revertits en bloc. Al principi, va haver-hi una sèrie de canvis no reconeguts a nivell oficial, com va passar durant la guerra, que poc després van ser desautoritzats: el passeig de Pi i Margall va ser nomenat del General Mola, encara que finalment va quedar amb el seu nom anterior, passeig de Gràcia; la plaça de Catalunya va ser rebatejada de l'Ejército Español, però de fet va mantenir el seu nom; la Gran Via de les Corts Catalanes va ser dedicada inicialment al General Goded, però oficialment es va adjudicar a José Antonio Primo de Rivera; la Via Durruti es va assignar a José Antonio, però després va recuperar el nom de Via Laietana; i la plaça Germans Badia va ser anomenada provisionalment de l'Ejército Marroquí, però després va rebre el nom de Calvo Sotelo.
En una reunió de la Comissió Municipal Permanent celebrada el 25 de febrer de 1939 es va acordar:
| « | Los cambios de nombres de las calles y plazas de esta ciudad y de los grupos escolares, con el fin de honrar a los héroes y mártires de la Patria y borrar el recuerdo del paso de la horda por Barcelona, que la mancilló con nombres de indeseables y de extranjeros, restableciendo, además, los nombres tradicionales de la ciudad. | » |

La mateixa comissió va acordar el 7 de març de 1939 «retrotraer el nombre de todas las vías y plazas de nuestra ciudad al que tenían antes del 14 de abril de 1931». Això va significar un canvi radical sense atendre a cap mirament, sense tenir en compte que no tots els canvis republicans eren de signe polític, sinó que hi havia acords municipals i canvis destinats a pal·liar duplicitats, que amb la reversió es van tornar a produir. També van ressorgir noms que no eren afins al nou règim, com el de Pau Casals, que el 1934 es va canviar d'un carreró de la Verneda a una avinguda entre la Diagonal i el Turó Park, anteriorment anomenada de Víctor Hugo; l'anterior carreró va ser nomenat de Cristòfor de Domènech, però amb la reversió franquista va tornar a ser de Pau Casals, mentre que l'avinguda retornava a Víctor Hugo, cap d'ells del grat del règim. Finalment, l'avinguda va ser anomenada del General Goded, però el carrer Pau Casals va romandre fins al 1961, en què el terreny on es trobava va passar a Sant Adrià de Besòs.
Una altra conseqüència de la reversió és que diversos carrers de nova urbanització que havien estat batejats per primer cop durant la República es van quedar sense nom, tan sols un número o una lletra, que és la designació habitual dels nous carrers fins a la seva nominació. Amb posterioritat es van revisar els noms que havien rebut, i en molts casos en què no eren noms de signe polític es va revalidar la designació republicana.
Va haver-hi comptades excepcions a la reversió de noms: el carrer de Tomàs Mieres no va tornar a ser General Arlegui, com se li havia posat el 1924; la plaça de la Sagrada Família va mantenir el seu nom, en comptes del de General Barrera que va rebre el 1927, potser per ser un nom religiós; tampoc es va canviar inicialment l'avinguda de Gaudí, que abans s'havia anomenat General Primo de Rivera, però el 1942 sí que es va produir el canvi de fet, que es va mantenir fins al 1963, data que el general va ser traslladat al carrer Ample; també van romandre el passeig i la plaça de Maragall, anteriorment Martínez Anido i Magaz, respectivament, sembla que perquè algú va recordar que Maragall havia traduït a Goethe —els alemanys eren aliats del règim franquista—, tot i que amb posterioritat Martínez Anido va rebre el passeig de la Indústria (actualment de Picasso).
També va haver-hi sis excepcions a la política de reversió, totes elles per honrar als nous dirigents, aprovades el 7 de març de 1939: avinguda Catorze d'Abril per Generalísimo Franco (actual avinguda Diagonal), Gran Via de les Corts Catalanes per José Antonio Primo de Rivera, avinguda de Pedralbes per Victoria, passeig de Fermín Galán per saló de Víctor Pradera (actual passeig de Lluís Companys), plaça dels Germans Badia per Calvo Sotelo (actualment Francesc Macià) i passeig de García Hernández per General Mola (passeig de Sant Joan en el seu tram entre Diagonal i Gràcia).
La resta de vies públiques van retornar als seus noms tradicionals, com es veu en una resolució del Ministeri de Governació de març de 1939:
| « | El paseo de Gracia, la plaza de Cataluña, la calle de Fernando, la de la Princesa, las Rondas, la plaza de San Jaime, etc., volverán a su antigua nomenclatura, sin perjuicio de que el ayuntamiento proceda a revisar a fondo los nombres anteriores al 1931 que recuerden los antecedentes de la dominación rojoseparatista de esta ciudad, para honrar a otros héroes y mártires del Movimiento nacional, a los que asimismo serán dedicadas las vías en proyecto. | » |

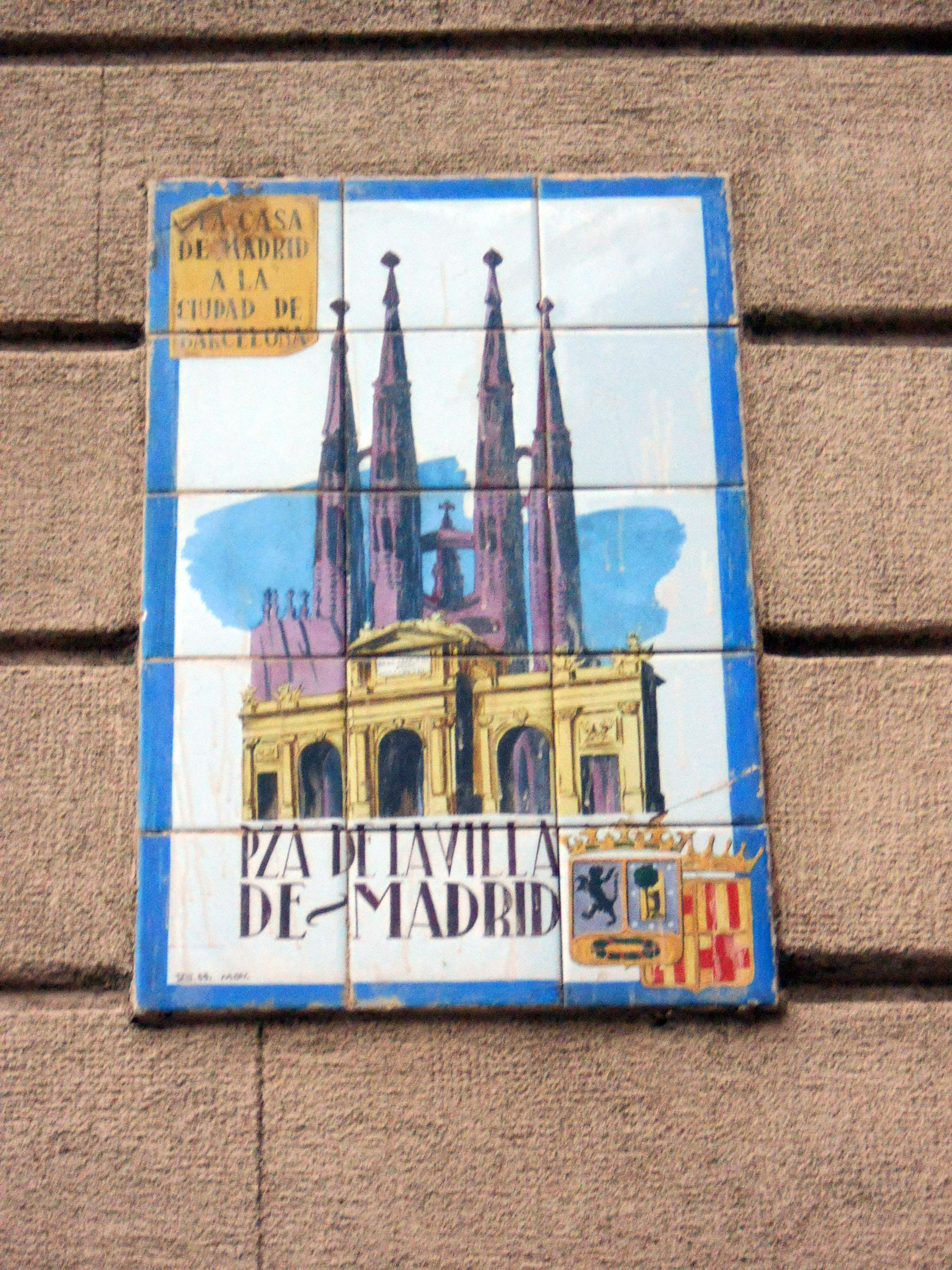
La plaça de Canuda va ser canviada per Vila de Madrid el 1942.

Tot i així, entre 1939 i 1942 es van produir diversos canvis: avinguda de Francesc Layret (Paral·lel) per Marqués del Duero, Sabino de Arana per General Sanjurjo, avinguda de Pau Casals per General Goded, avinguda Presa de les Drassanes per García Morato, avinguda de la Generalitat per Roma, París (un tram) per Berlín, París (un altre tram) per avinguda de Madrid, Tarragona (un tram) per Numancia, García Lorca per Obispo Irurita, carretera de Montjuïc per División Azul, plaça de Pi i Margall per Victoria, plaça de la Revolució per Unificación, La Internacional per Nación, plaça de Salvat-Papasseit per Virrey Amat, plaça de Canuda per Villa de Madrid, Llobregat per Rector Juliana, Robert Robert per Ramiro de Maeztu, etc. També es van batejar diversos carrers nous: Alcázar de Toledo, Belchite, plaça de los Caídos, plaça de los Héroes d'Espinosa de los Monteros, Salvador Anglada i Teniente Coronel González Tablas. El 1940 es va batejar la plaça sorgida pel soterrament del ferrocarril de Barcelona a Sarrià com a plaça de Gal·la Placídia, per la dona del rei visigot Ataülf, el qual va tenir la seva cort a Barcelona.
En aquests anys es va eliminar també el carrer de Pau Claris, que va ser adjudicat a la seva prolongació cap al mar, la Via Laietana, rebent tot el conjunt el mateix nom. En canvi, es va mantenir el carrer de Casanova, dedicada a Rafael Casanova, potser perquè en portar solament el cognom no es relacionava tant amb el personatge, i podia entendre's com a pertanyent a un altre Casanova. També es va mantenir el carrer del 26 de Gener, que commemorava la victòria catalana de 1641 en la Guerra dels Segadors, perquè coincidia amb la data de l'entrada franquista a Barcelona.
Es va fer una nova regulació del nomenclàtor en una sessió municipal celebrada el 7 de juliol de 1942, en què es ratificava la reversió de noms republicans i els canvis efectuats entre 1939 i 1942, així com es recollia una sèrie de nous canvis, alguns de carrers nous i altres derivats d'una depuració de noms anteriors a la República però que tenien algun biaix esquerrà o catalanista. Alguns d'aquests canvis van ser: Democràcia per Movimiento Nacional, Autonomia per Unidad, Solidaritat per Rubén Darío, Igualtat per Álava, Joaquim Folguera per Núñez de Arce, Sunyer i Capdevila per Beato Almató, Zola per Padre Laínez, passeig de Castelar per Donoso Cortés, Laureà Figuerola per Nil Fabra, Mendizábal per Junta de Comercio, Pere Joan Sala per General Almirante, Pau Alsina per Secretari Coloma, Josep Nonell per Alcalde de Móstoles, etc.

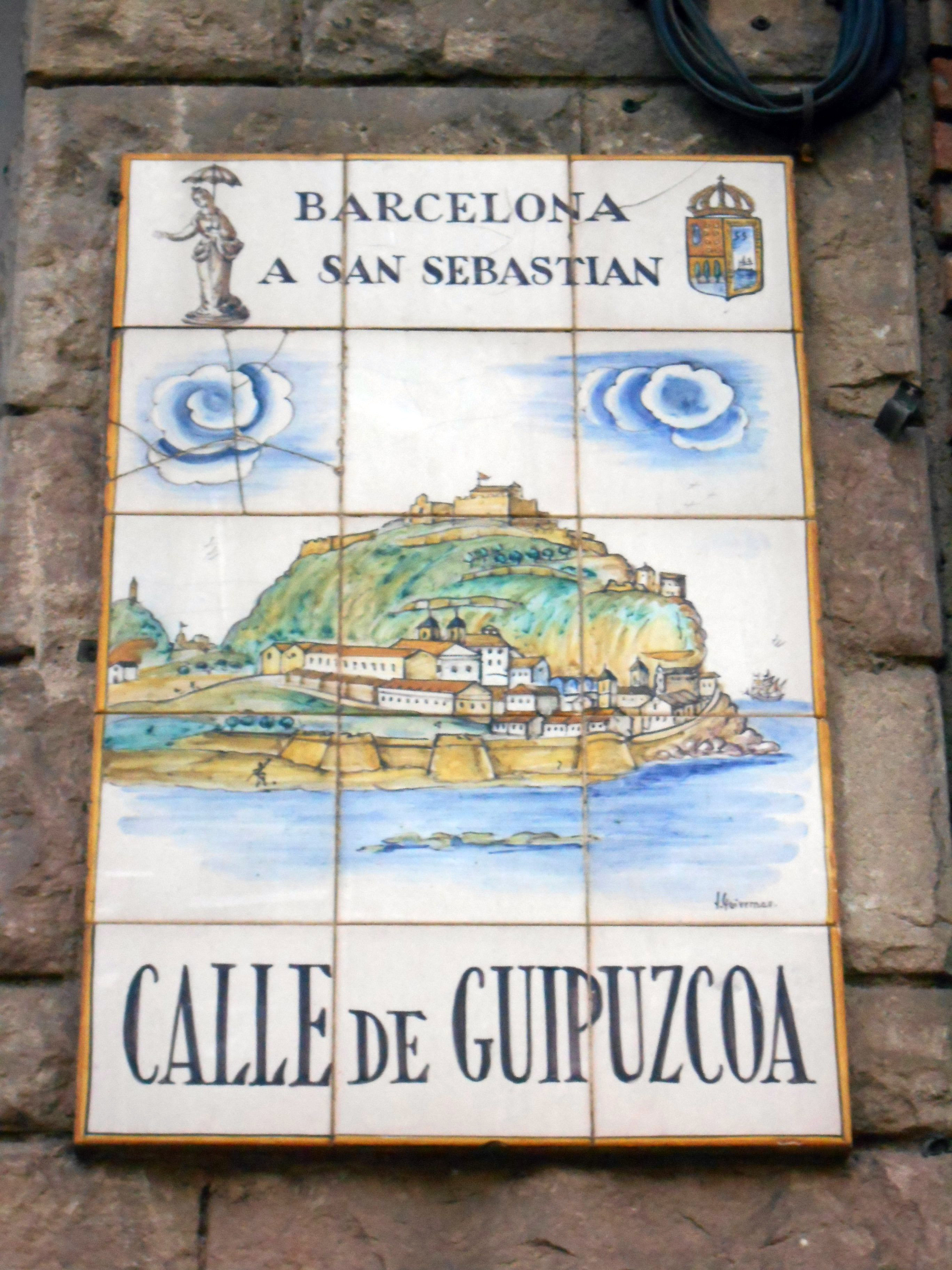
Carrer de Guipúscoa (actualment rambla), batejat el 1942.

El nou nomenclàtor, publicat el 1943, estipulava igualment la retolació en castellà. Algunes de les traduccions efectuades no van ser molt rigoroses: el carrer dels Ases (per l'animal) va quedar com de los Ases (el naip); el d'El Voló (un poble del Vallespir) va passar a carrer del Balón. En canvi, van quedar alguns noms en català, com Foc Follet, Mare Eterna (en al·lusió a la naturalesa, títol d'una obra d'Ignasi Iglésias) i Barri Vermell (potser no traduït com a «barrio rojo» per la seva possible associació amb el color polític). També es va permetre en casos puntuals la incorporació de personatges catalans que no tinguessin significació política, com a les noves urbanitzacions de Sabastida (Vilapicina), amb noms com Escultor Llimona, Pintor Casas, Pintor Mir i Santiago Rusiñol; o Can Móra, a Sarrià, on van sorgir els carrers Pere II de Montcada, Jaume II i Elisenda de Pinós.
Entre els nous noms introduïts per les noves autoritats figuraven molts d'índole religiosa, principalment fundadors d'ordes religiosos (Madre Vedruna, Padre Alegre, Sant Juan Bautista de la Salle, Santa Luisa de Marillac) i rectors (Mosén Amadeo Oller, Párroco Juliana, Párroco Oliveras, Párroco Bundó, Padre Pérez del Pulgar, Padre Luis Artigues).
Una nova reforma del nomenclátor es va produir el 4 de març de 1947. Es van introduir nous noms de personalitats catalanes, possiblement per la nova orientació derivada de la derrota dels aliats del règim franquista en la Segona Guerra Mundial. Van aparèixer així: Joaquim Ruyra, Cèsar August Torras, Joan Gamper, Hipòlit Lázaro, Francesc Gimeno, Lluís Millet, Apel·les Mestres, Adrià Gual, Enric Clarasó, etc. També es va acordar nomenar els carrers dedicats a personatges amb un qualificatiu que assenyalés la seva activitat: Pintor Pahissa, Cardenal Cisneros, General Álvarez de Castro, Maestro Albéniz, Doctor Balari Jovany, Almirante Barceló, etc.
El 1948 es va urbanitzar el polígon de la Mercè, a Pedralbes, el qual va rebre noms vinculats al falangisme: Cinco Rosas (per l'himne Cara al sol), Luceros (ídem), 29 de Octubre (data de la pronunciació del Discurso de fundación de Falange Española per José Antonio Primo de Rivera), Hermanos Noya, Ruiz de la Hermosa, Manuel Mateo, Ramiro Ledesma i Onésimo Redondo.
Una altra urbanització el 1950 va ser el barri de Porta, a Nou Barris, els carrers del qual van ser nomenats amb topònims de les Balears: Llucmajor, Sóller, Ciutat de Mallorca, Alcúdia, Valldemossa, Pollença, Deià, Andratx, Portocristo, Lluc, Felanitx, Formentor, Bunyola i Jardins d'Alfàbia.

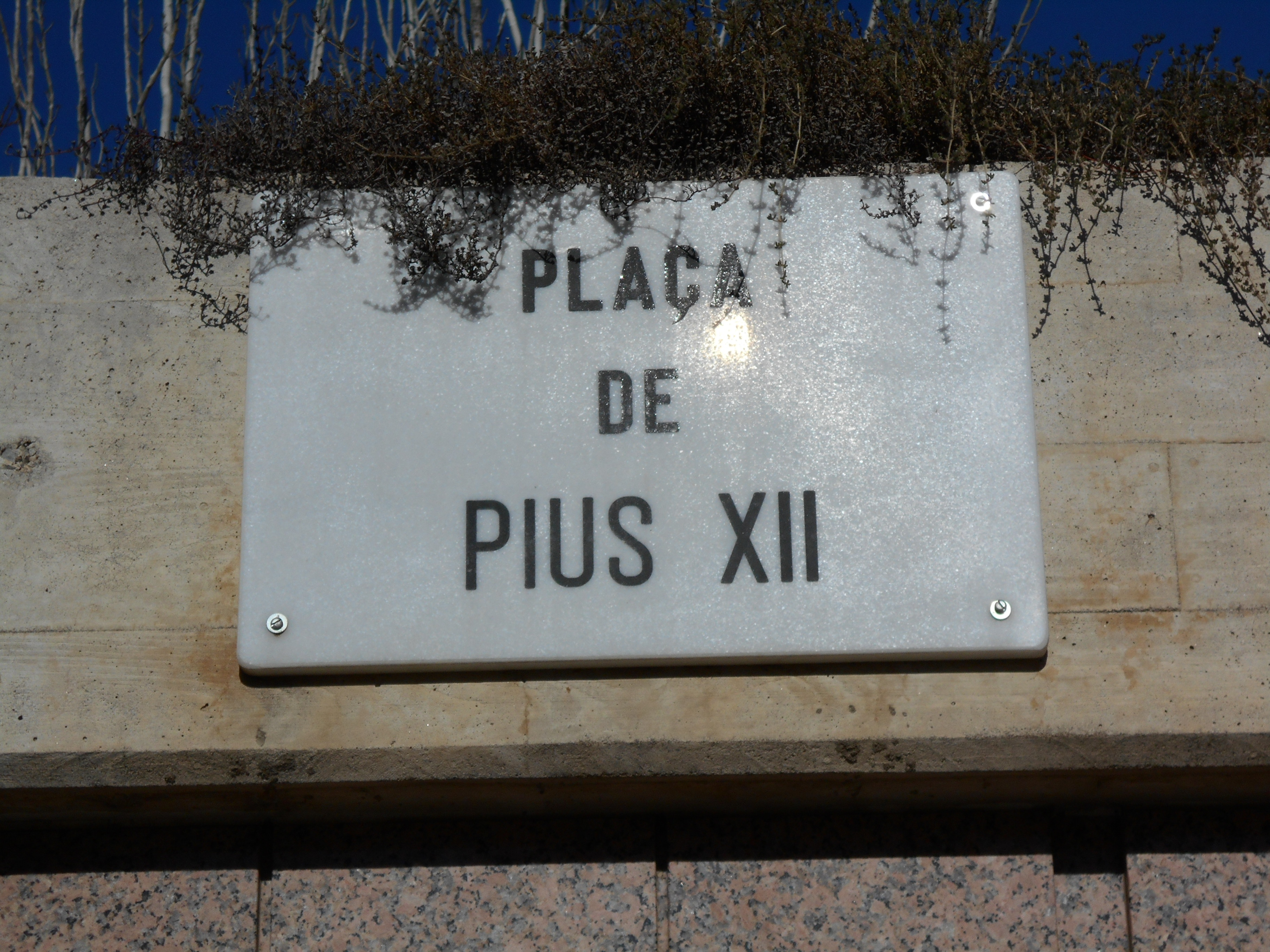
Plaça de Pius XII, un dels epicentres del XXXV Congrés Eucarístic Internacional.

Una fita urbanística de l'època va ser la celebració el 1952 del XXXV Congrés Eucarístic Internacional, el qual va permetre la urbanització d'un nou barri conegut com El Congrés. El centre del nou barri va ser batejat com a plaça del Congrés Eucarístic, i els nous carrers traçats van rebre noms vinculats amb l'esdeveniment: Doctor Modrego, Cardenal Tedeschini i Cardenal Cicognani, així com els carrers del Cep i l'Espiga, elements vinculats a l'eucaristia. També es va crear la plaça de Pius XII, un altre dels escenaris del congrés.
El 1953 es va urbanitzar el barri de La Font de la Guatlla, els carrers del qual van ser batejats amb noms de flors: Begònia, Crisantem, Dàlia, Hortènsia, Gessamí i Lotus. Aquest any es va crear també el passeig de la Verneda, un barri de Sant Martí de Provençals; el nom prové de ser una zona de verns.
El 1957 es va obrir el primer tram del passeig Marítim de la Barceloneta, batejat com del General Acedo, governador civil de la província. Posteriorment, i seguint una idea sorgida a la dècada del 1920, s'ha ampliat a altres trams del litoral: Port Olímpic, Nova Icària, Bogatell i Mar Bella.

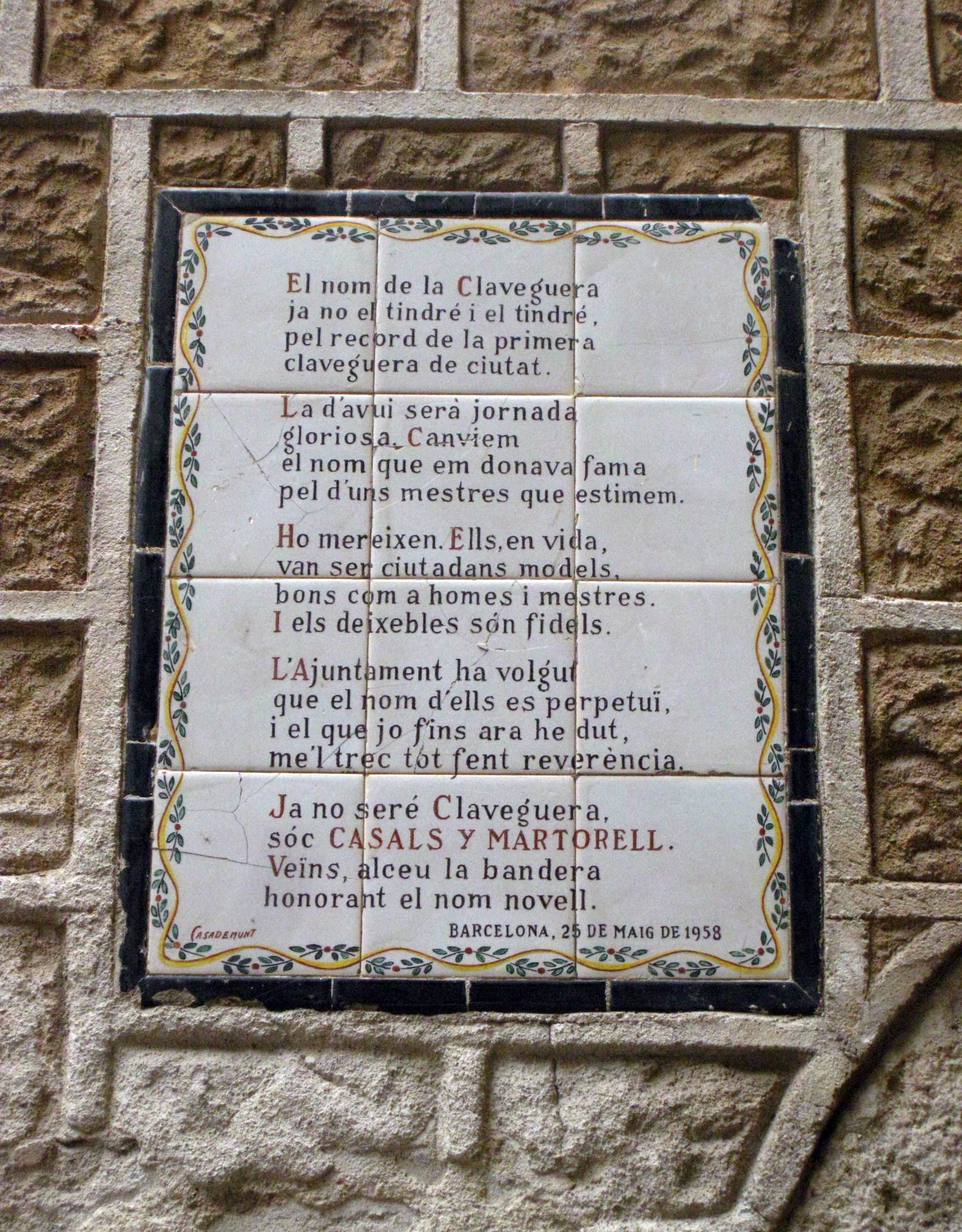
Placa del carrer dels Mestres Casals i Martorell en català. 19 de maig de 1958

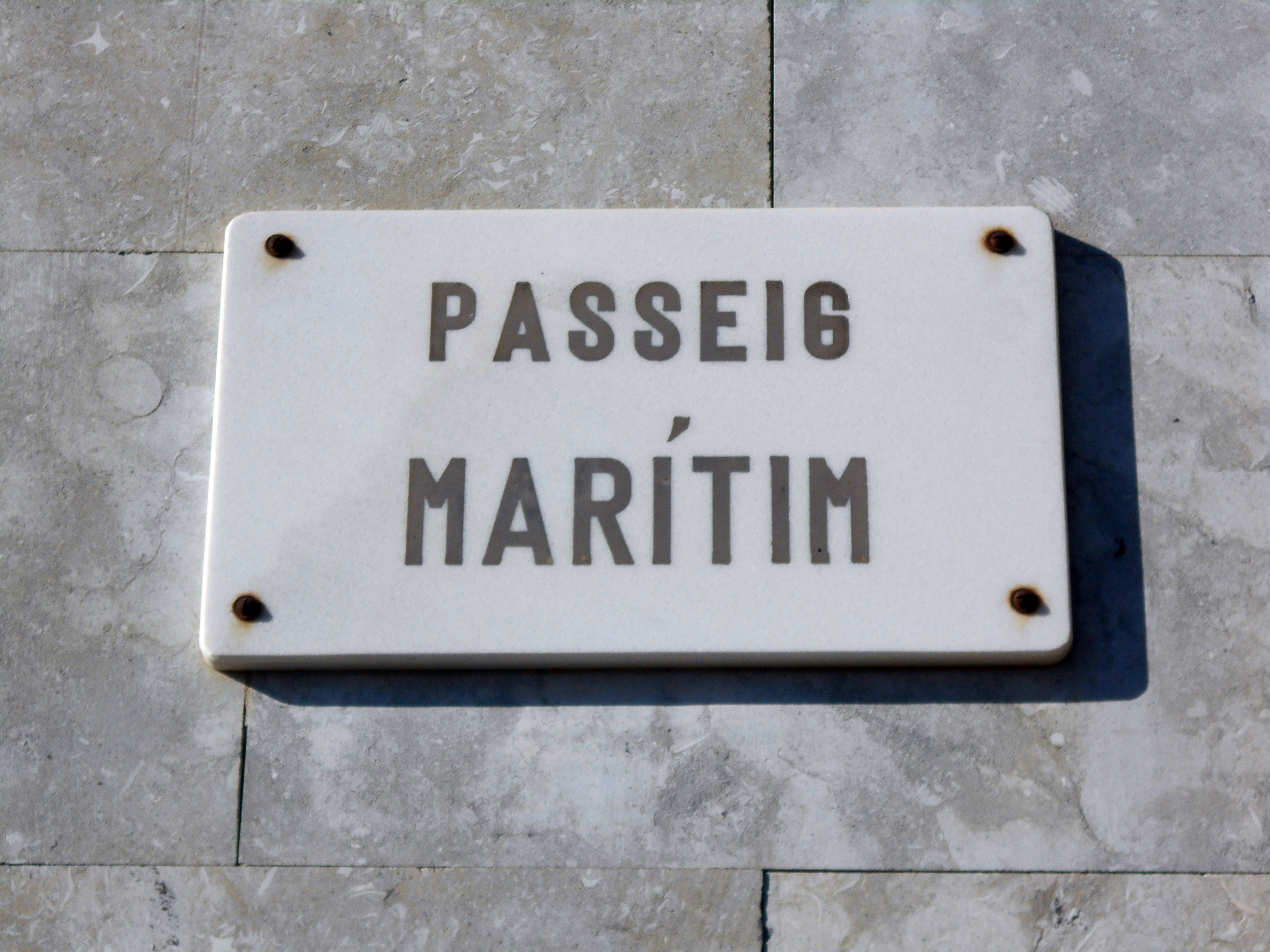
Passeig Marítim, abans del General Acedo

L'alcalde Josep Maria de Porcioles va tenir un llarg mandat (1957-1973) conegut com l'«era porciolista», que va destacar pel seu desenfrenament especulador en el terreny immobiliari. Durant aquest període, la ciutat va créixer exponencialment, a causa del sorgiment de nous barris per a donar cabuda a la forta immigració rebuda en l'època. Van sorgir així nombrosos carrers als quals calia donar nom, entre els quals seguien figurant personalitats del règim, com els falangistes Robert Bassas o Matías Montero, o noms com Mártires de la Tradición o Primera Centuria Catalana.
La majoria de carrers de l'era porciolista va sorgir per la creació de grans polígons d'habitatge, com els de Montbau (1958-1961), el Sud-oest del Besòs (1959-1960) o Canyelles (1974). Els carrers de Montbau van ser batejats amb noms al·lusius a les arts: Arquitectura, Escultura, Pintura, Ceràmica, Música, Poesia, Dansa, Cançó, Pantomima, Mímica, Lírica, Ritme, Harmonia, Muses; o bé artistes, com Vayreda, Sorolla, Roig i Solé, Clarà Ayats, Benlliure, Puig i Cadafalch, Domènech i Montaner, Arquitecte Martorell, Zuloaga i Zurbarán.
Al Sud-oest del Besòs alguns dels carrers van rebre noms de ciutats d'Occitània i Catalunya Nord: Besiers, Carcassona, Foix, Muret, Narbona, Pau, Perpinyà, Prada, Tarba i Tolosa. Uns altres de localitats italianes: Alcamo, Benevent, Càller, Catània, Marsala, Messina, Oristany, Òtranto, Palerm, Salern, Sàsser, Tàrent i Trapani. Finalment, diversos van ser dedicats a Grècia i països de l'entorn: Albània, Xipre, Constantinoble, Epir, Rodes, Croia i Tessàlia.
A Canyelles, els carrers van ser dedicats a literats: Antonio Machado, Federico García Lorca, Miguel Hernández, Juan Ramón Jiménez, Miguel de Unamuno, Isabel de Villena, Ignasi Agustí i Carles Soldevila; també un al cantant xilè Víctor Jara.

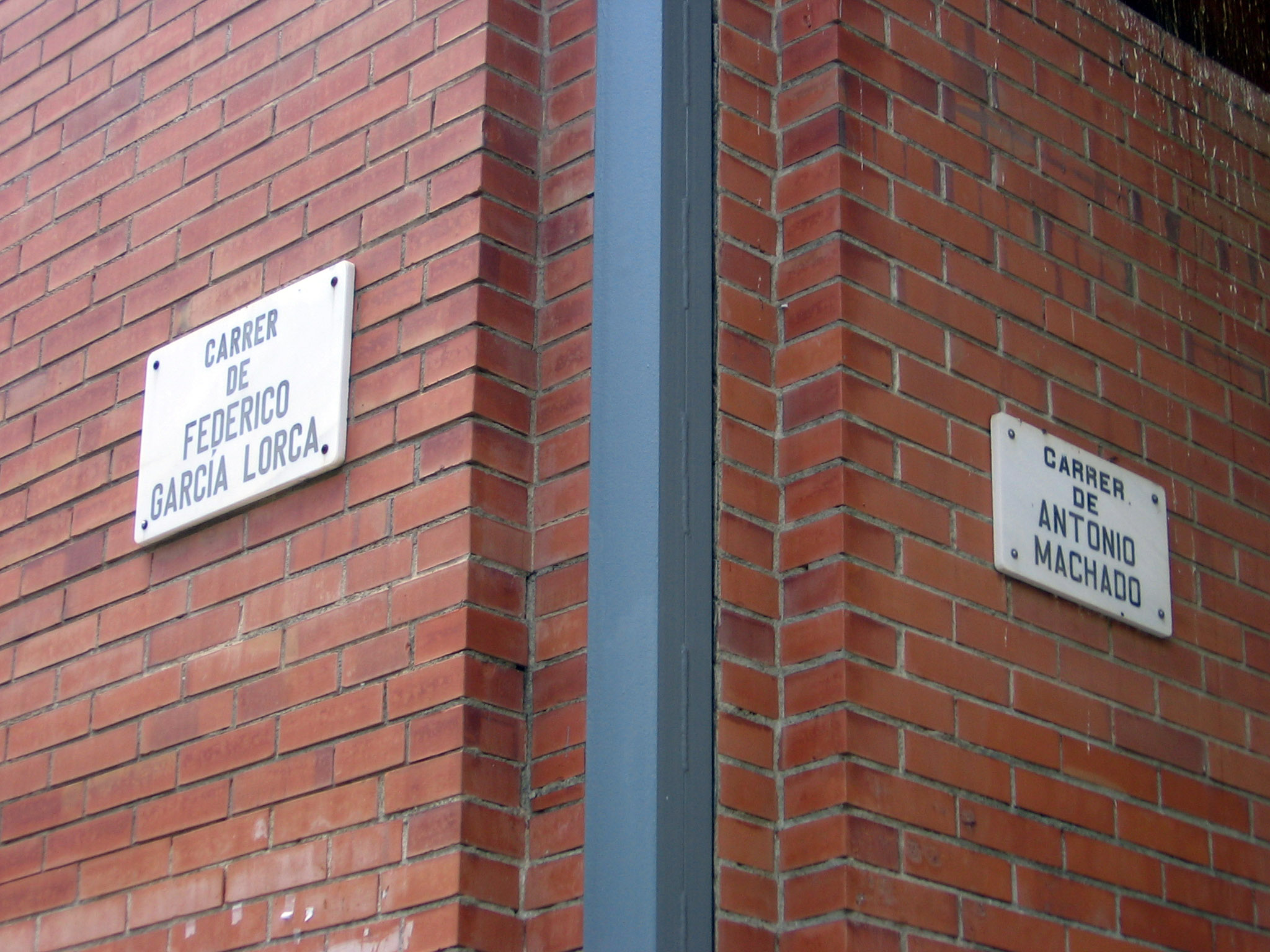
Cantonada dels carrers Federico García Lorca i Antonio Machado, Canyelles.

Entre 1958 i 1965 es va urbanitzar la Zona Franca, un sector industrial situat entre la muntanya de Montjuïc, el port i el riu Llobregat. La seva via principal és el passeig de la Zona Franca, que forma part de la ronda del Mig. Molts dels carrers d'aquesta zona van ser nomenats amb lletres —per a les vies en direcció nord-sud— i números —sentit est-oest. Diversos altres carrers van ser batejats amb noms relatius a la indústria: Acer, Ferro, Alumini, Níquel, Mercuri, Cobalt, Plom, Estany, Coure, Bronze, Platí, Urani, Alts Forns, Foc, Energia, Foneria, Mineria, Mecànica, Metal·lúrgia, Física, Química, Matemàtiques, Motors, Enclusa, Encuny i Cisell. Un sector de la Zona Franca proper al port va rebre el 1994 noms de mars, oceans i estrets: Atlàntic, Àrtic, Antàrtic, Índic, Mar Groga, Mar Roja, Aral, Martinica, Suez, Malacca, Ormuz i Dardanels. També es troba allí el principal mercat a l'engròs de la ciutat, Mercabarna, que està dividit en diversos carrers, el principal dels quals és el carrer Major de Mercabarna, mentre que la resta està dividida en carrers nomenats segons el seu sentit, Longitudinal o Transversal, més un número.

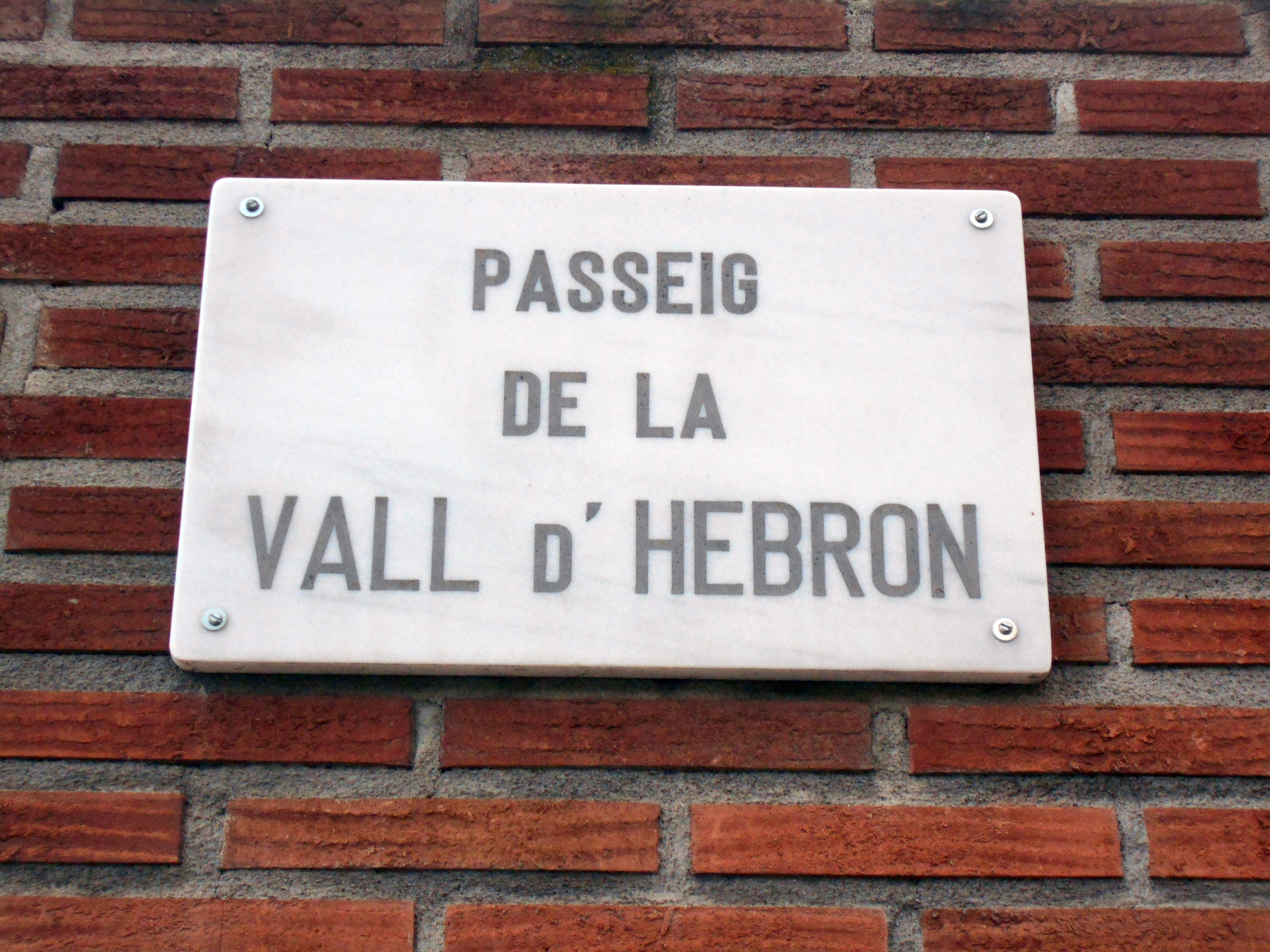
Passeig de la Vall d'Hebron.

En alguns casos, la nominació de nous carrers va quedar al caprici d'algun funcionari, com un sector del barri d'El Carmel, els carrers del qual van ser batejats el 1959 amb noms de pobles de Guadalajara perquè el funcionari havia hagut d'aprendre-se'ls de memòria de petit: així, figuren la plaça de Pastrana i els carrers Sacedón, Trillo, Jadraque, Sigüenza i Cifuentes. També el 1959 es va crear la plaça d'Alfonso el Sabio, dedicada al rei Alfons X de Castella.
El 1959 es va urbanitzar també el barri de La Vall d'Hebron, el nom del qual prové d'un antic monestir situat a la zona i desaparegut el 1835, anomenat Sant Jeroni de la Vall d'Hebron, en al·lusió a la ciutat palestina. La seva via principal és el passeig de la Vall d'Hebron, que forma part de la ronda de Dalt; hi ha també una plaça i un parc amb el mateix nom. D'acord amb el nom del barri, els carrers del voltant van ser anomenats amb noms bíblics: Betània, Canaan, Getsemaní, Gòlgota, Haifa, Idumea, Jericó, Jordà, Judea, Meguidó, Mont Tabor, Naïm, Natzaret, Nínive, Palestina, Samària, Sidó i Tir.
En els següents anys va haver-hi escassos canvis, a destacar la dedicació d'un tram de l'avinguda de la Catedral a Francesc Cambó el 1972, o la conversió del tram superior de l'avinguda Meridiana en Rio de Janeiro el 1973. En els anys 1960 es va obrir un vial al costat de l'església parroquial de Sant Andreu de Palomar que va rebre diversos noms segons el tram (Saló Tinent Coronel Onofre Mata, Església, Guardiola i Feliu), però que el 1979 va ser anomenat en conjunt com a passeig de Torras i Bages, per l'eclesiàstic, filòsof i escriptor Josep Torras i Bages.
Cal assenyalar finalment la creació de diversos espais verds en aquesta època: parc de Monterols, pel turó homònim (1947); jardins del Mirador de l'Alcalde, per l'alcalde Porcioles (1962-1969); parc de Cervantes, per l'escriptor castellà (1965); jardins de Jaume Vicens i Vives, per l'historiador (1967); jardins Mossèn Costa i Llobera, pel sacerdot i poeta (1970); jardins de Mossèn Cinto Verdaguer, pel també sacerdot i poeta (1970); jardins de Joan Maragall, pel poeta (1970); jardins del Turó del Putget, pel turó d'igual nom (1970); jardins de Vil·la Amèlia, per la propietària del terreny, Amèlia de Vilanova i Nadal (1970); i parc de la Guineueta, per una antiga masia anomenada Can Guineueta (1971).

#### Democràcia

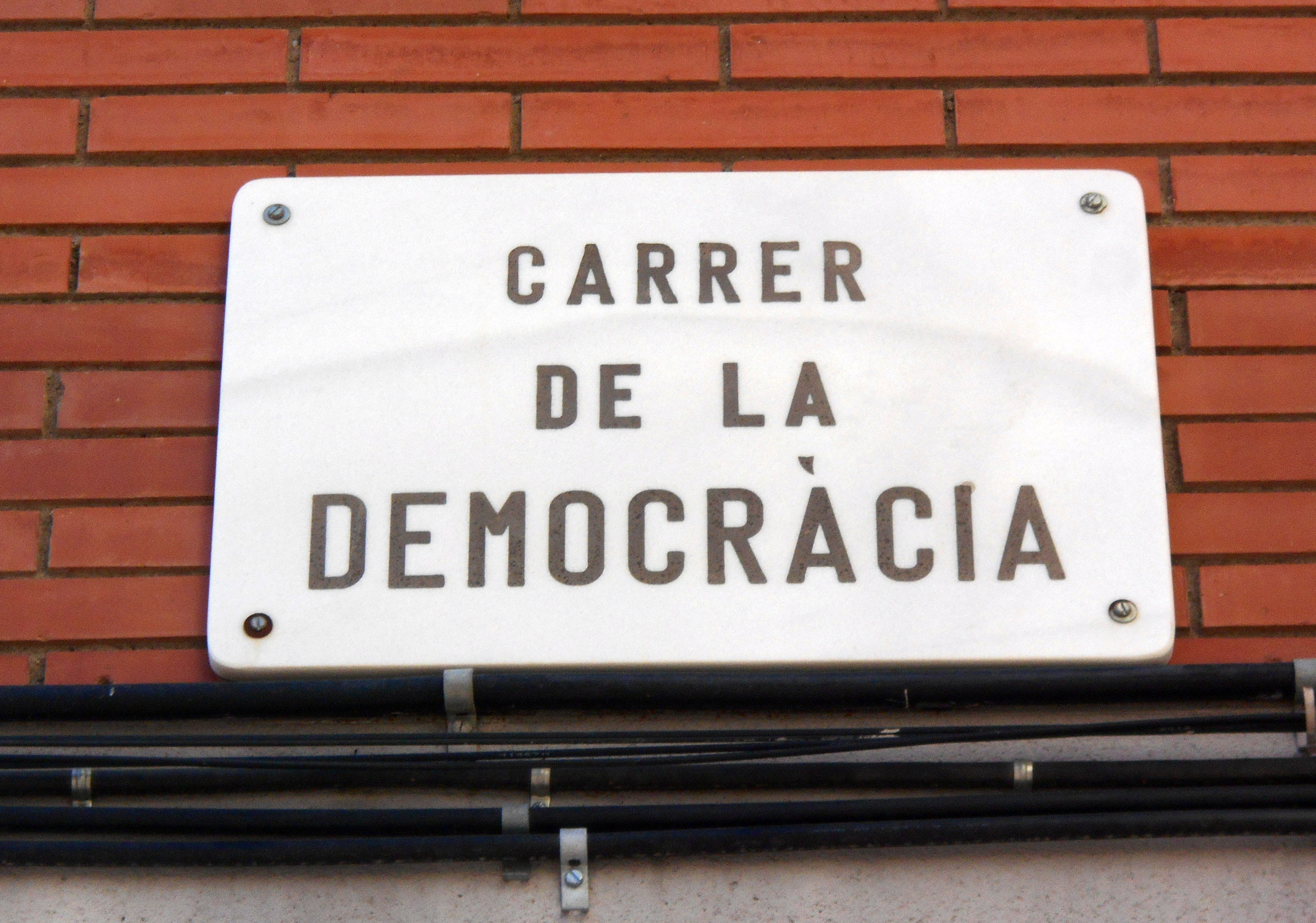
Carrer de la Democràcia.

L'arribada de la democràcia va significar de nou un profund canvi en el nomenclàtor, tant per l'alternança de l'idioma novament del castellà al català, com pel canvi de nombrosos noms de vies públiques. Les primeres decisions del primer consistori de transició, presidit per Joaquim Viola, van ser tres: retolació bilingüe per a tots els carrers de Ciutat Vella; recollir la voluntat popular dels veïns de Sant Andreu perquè el carrer de l'Orden s'anomenés Ignasi Iglésias, com en temps de la República; i retornar igualment l'avinguda del General Goded a Pau Casals —tot i que el nom del general va ser traslladat a un tram de l'avinguda Infanta Carlota, entre la Diagonal i la carretera de Sarrià.
Durant el mandat en l'alcaldia de Josep Maria Socías (1976-1979) solament es van produir dos canvis: retornar al carrer de Sant Andreu el qualificatiu de Gran, i retornar el nom d'Icària a l'avinguda de López Varela.
La situació va canviar amb el triomf del PSC en les eleccions municipals de 1979, que van donar accés a l'alcaldia a Narcís Serra. El nou consistori va ser més receptiu a les reclamacions populars, que demanaven la tornada als noms anteriors a la dictadura, així com la retolació en català. En aquests anys de transició van sorgir diverses iniciatives populars per a la recuperació d'antics hodònims, entre els quals destacà una proposta del Congrés de Cultura Catalana. D'altra banda, en nombrosos carrers i places algunes persones i col·lectius van prendre la iniciativa de canviar els noms o traduir-los al català, encara que fos a través de pintades o amb papers impresos col·locats sobre les plaques dels carrers. Igualment, les associacions veïnals van proposar nous noms per als carrers inaugurats en temps de la dictadura i que no tenien nom anterior; així, l'ajuntament va aprovar el 20 de desembre de 1979 el canvi del passeig dels Mártires de la Tradición a rambla de l'Onze de Setembre (diada de Catalunya).

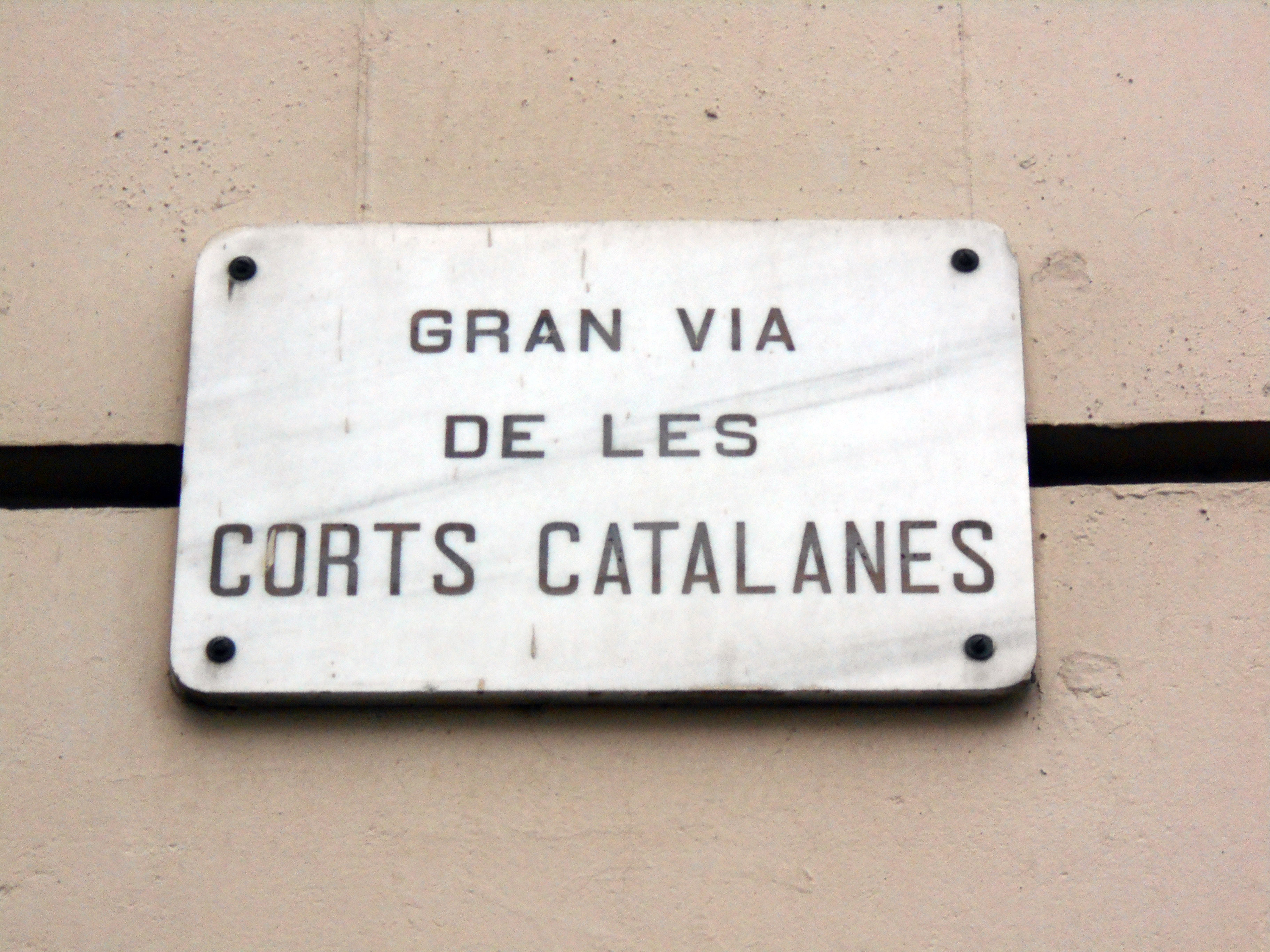
La Gran Via de les Corts Catalanes va recuperar el seu nom el 1979.

El nou ajuntament no va practicar la política de reversió automàtica que es va fer durant la dictadura franquista, sinó que va estudiar tots els casos d'un en un. De fet, es van mantenir bastants dels noms instaurats en el període anterior. La primera decisió de l'equip consistorial (22 de juny de 1979) va ser la de retornar el seu nom tradicional a quatre importants vies: l'avinguda del Generalísimo Franco va tornar a ser la Diagonal; l'avinguda de José Antonio Primo de Rivera va retornar a Gran Via de les Corts Catalanes; el carrer del Marquès del Duero es va convertir de nou en avinguda del Paral·lel; i el carrer General Primo de Rivera va ser de nou carrer Ample.
El principal canvi de noms va ser aprovat el 21 de desembre de 1979, data en què un total de 59 carrers van recuperar el seu nom anterior o en van rebre un de nou. Entre els canvis, van tornar a la seva totalitat el passeig de Sant Joan (un tram del qual abans es deia General Mola) i l'avinguda de la Infanta Carlota (un tram de la qual estava dedicat al General Goded); i la Via Laietana va ser dividida de nou entre el tram homònim i el carrer de Pau Claris. Entre les vies que van recuperar el seu nom cal destacar: Autonomia, Democràcia, avinguda de les Drassanes, carrer Nou de la Rambla, Ramon Turró, avinguda de Pedralbes, Riego, Prats de Molló, avinguda del Tibidabo, plaça del Verdum, plaça de Vallvidrera, etc. Els carrers dedicats a falangistes al barri de la Mercè van ser dedicats a accidents geogràfics —excepte Ramiro Ledesma i Onésimo Redondo, que no es van canviar fins al 1983. D'altres van rebre noms nous: Francesc Macià, Lluís Companys, Prat de la Riba, Pi i Margall, Sabino Arana, Pablo Neruda, Picasso, Bosch i Gimpera, Carrasco i Formiguera, Aristide Maillol, Eduard Toldrà, Joaquim Blume, Julián Besteiro i Lázaro Cárdenas.

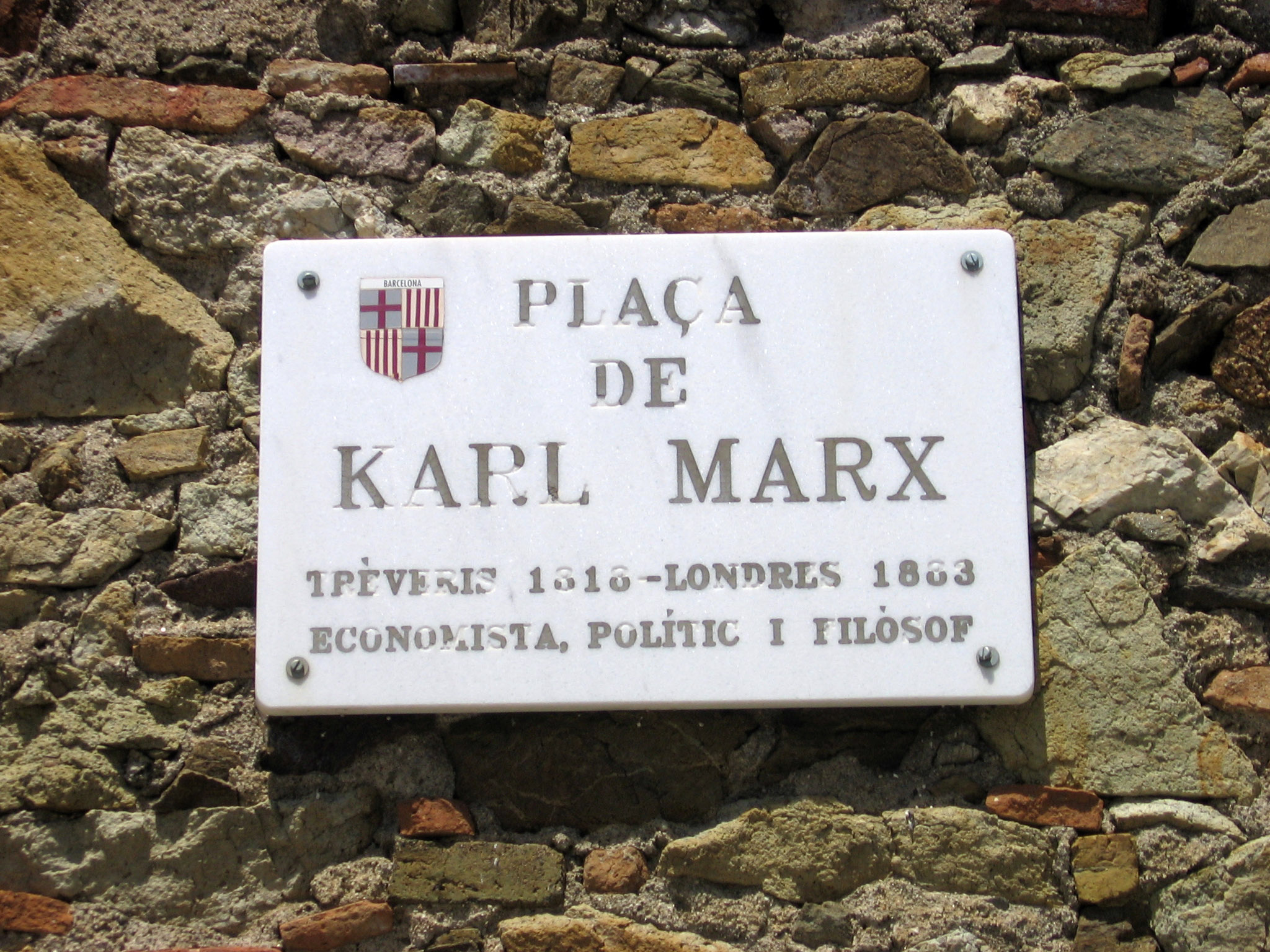
Plaça de Karl Marx.

El 1980 es va publicar un Nomenclàtor de les vies públiques que recollia els nous canvis efectuats en la nominació de carrers, però que malgrat tot constatava nombroses llacunes en el significat d'alguns dels carrers d'origen antic. Es va proposar llavors l'atribució de carrers desconeguts a personatges homònims recollits en la Gran Enciclopèdia Catalana, fet que desvirtuava la seva atribució inicial. Així, per exemple, el carrer de Calvet va ser dedicat al poeta i dramaturg Damas Calvet i de Budallès; malgrat tot, més endavant es va esclarir que procedia de la propietària del terreny, Maria del Remei Calvet i Sagrera, pel qual es va procedir de nou a canviar la dedicatòria. La nova versió del Nomenclàtor de 1996, en què es va dedicar més temps a la recerca, va esmenar molts d'aquests errors i llacunes.
Entre 1979 i 1981 diversos carrers de Vallvidrera, Rectoret i Can Caralleu, barris de la perifèria que encara tenien diversos carrers duplicats amb el centre de la ciutat, van ser canviats. En aquests llocs es va deixar la decisió dels nous noms als propis veïns. La majoria van ser dedicats a arbres i plantes, així com alguns d'ells van rebre noms d'òperes (Parsifal, Lohengrin, La Traviata, Bohemios, Madame Butterfly) o bé noms relacionats amb l'astronomia (Firmament, Satèl·lits, Ossa Major, Nebuloses, Via Làctica, Mart, Júpiter, Saturn). També es van crear els carrers Major de Can Caralleu i Major del Rectoret.

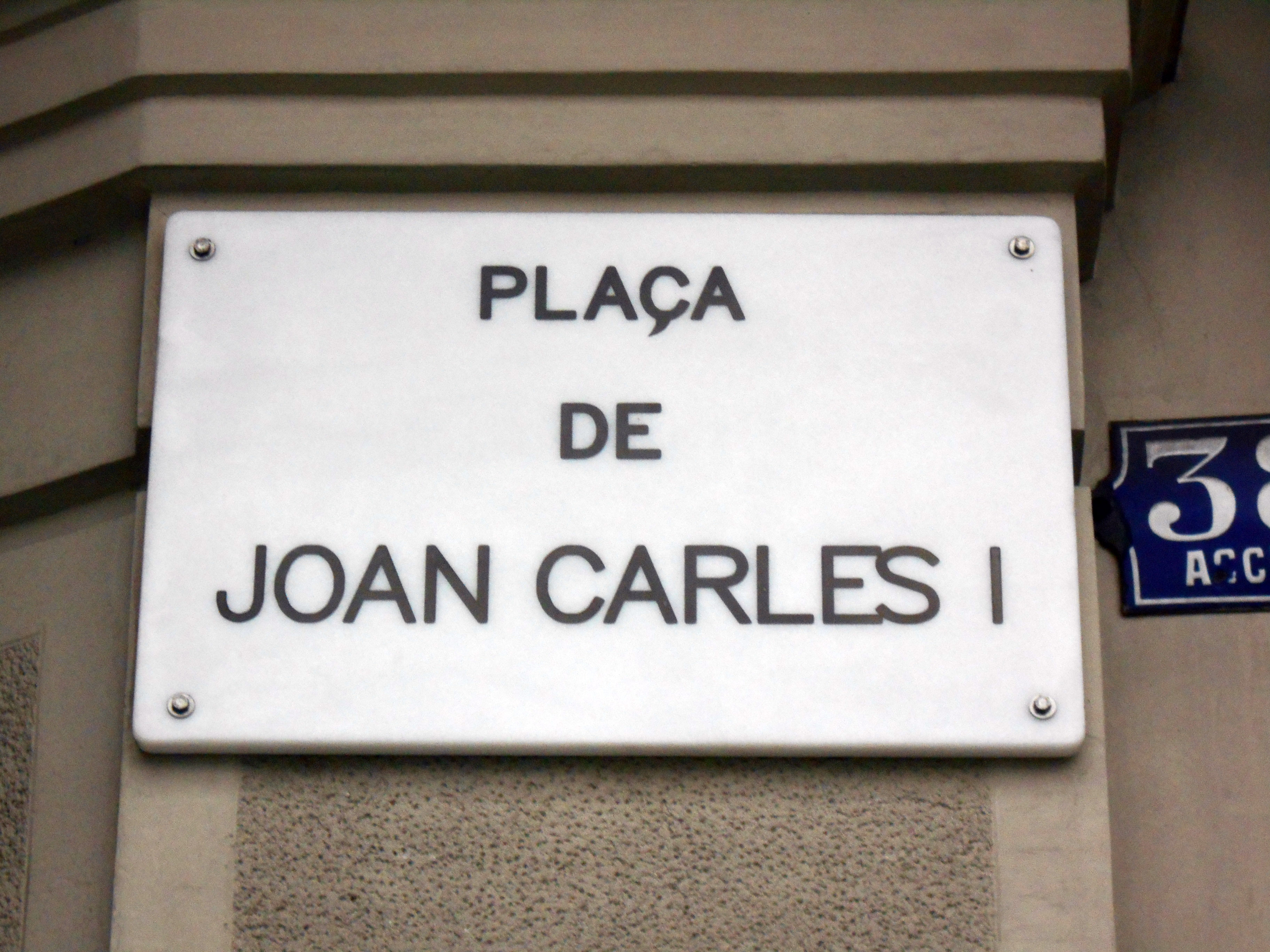
Placa situada a la plaça de Joan Carles I, actualment plaça del Cinc d'Oros.

El 1980 es van crear a Nou Barris dues places dedicades a personatges vinculats amb l'esquerra: Francesc Layret, advocat i diputat pel Partit Republicà Català; i Ángel Pestaña, polític anarcosindicalista i dirigent de Solidaridad Obrera.
També entre 1980 i 1981 es va modificar el nom de diversos carrers que anteposaven un qualificatiu al nom del personatge homenatjat, deixant tan sols dit nom, entre ells diversos carrers dedicats a músics que tenien tots l'apel·latiu Maestro. Alguns exemples serien: Escultor Enric Clarasó a Enric Clarasó, Decorador José María Sert a Josep Maria Sert, Farmacèutic Carbonell a Francesc Carbonell, Tinent Coronel González Tablas a González Tablas, Papa Joan XXIII a Joan XXIII, Bisbe Urquinaona a Urquinaona, Jurista Borrell i Soler a Borrell i Soler, Aviadors Jiménez i Iglesias a Jiménez i Iglesias, Advocat Ballbé a Manuel Ballbé, etc.
El 1981 es van produir diversos canvis menors: la dedicació de la plaça de la Font Màgica al seu autor, Carles Buïgas; l'adjudicació de la plaça de la Victòria a Joan Carles I, en reconeixement de la seva actuació durant el cop d'estat del 23 de febrer; es va batejar com a plaça de l'Assemblea de Catalunya a la popularment coneguda com a plaça de les Rates; i es van crear les places de Wagner, Salvador Seguí, Emili Vendrell, Torres Clavé i Joan Llongueras.

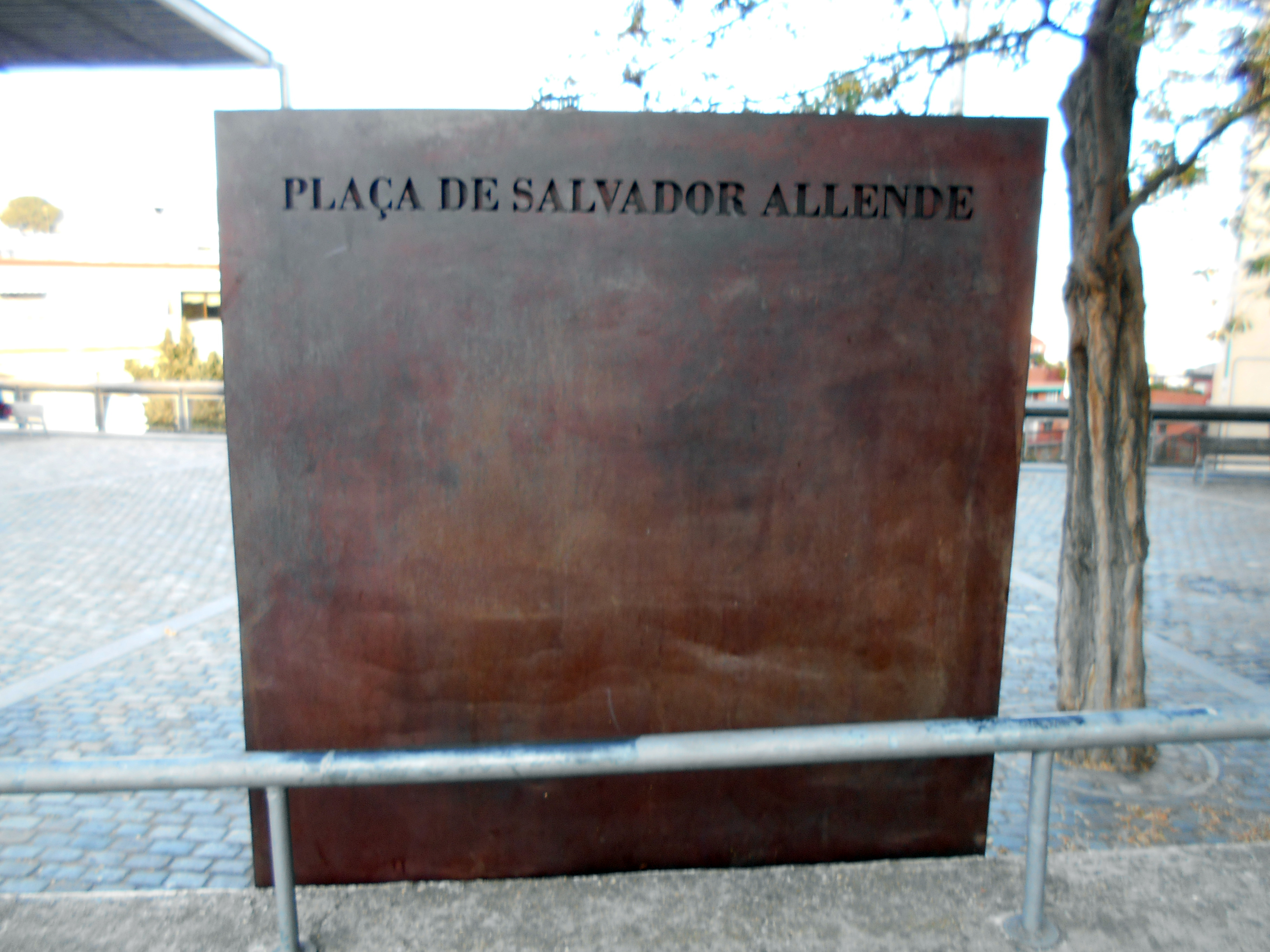
Plaça de Salvador Allende.

En els anys següents va haver-hi diversos canvis puntuals, entre els quals cal destacar: Bisbe Irurita per Bisbe (1982), Encants per Consolat de Mar (1982), plaça de la Unificación per Revolució de Setembre de 1868 (1983), passeig de la Ciutat de Mallorca (un segment) per Andreu Nin (1984), plaça del Funicular per Doctor Andreu (1984), passeig de Colom (un tram) per Josep Carner (1984), passeig del Triunfo per rambla del Poblenou (1987), Menéndez Pelayo per Torrent de l'Olla (1989) i carrer de Valldaura per Pablo Iglesias (1991).

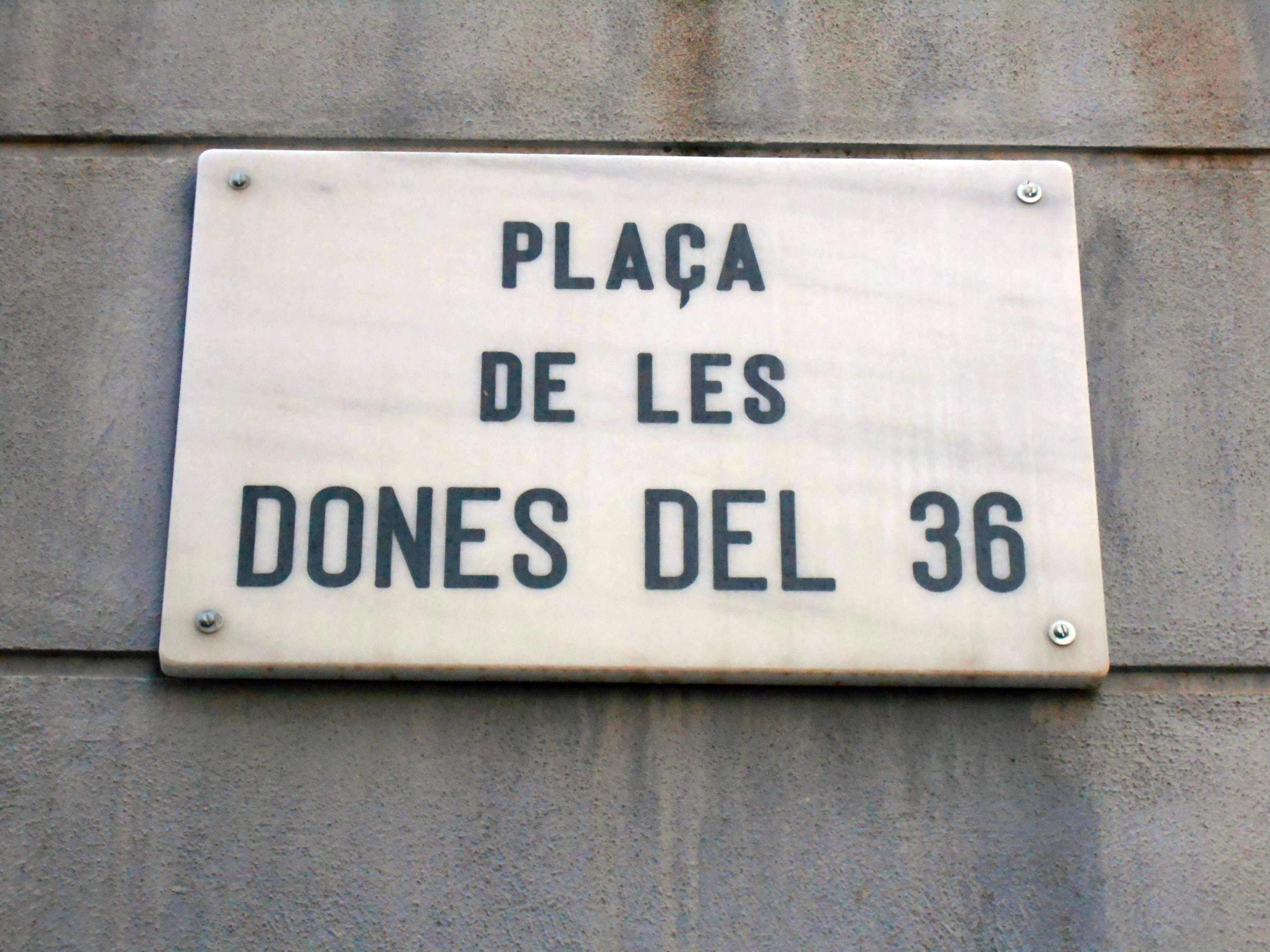
Plaça de les Dones del 36.

També en aquests anys van sorgir noves vies que van rebre el seu primer nom, entre les quals cal esmentar: plaça de Charlie Rivel (1984), plaça de la Hispanitat (1984), plaça de John F. Kennedy (1984), plaça de Salvador Allende (1984), plaça de Karl Marx (1984), carrer dels Segadors (1987), plaça de la Cultura (1987), carrer de Josep Maria de Sagarra (1987), carrer de Josep Irla i Bosch (1988), plaça dels Països Catalans (1989), avinguda de l'Estatut de Catalunya (1989), plaça de Carles Pi i Sunyer (1989), plaça de Buenaventura Durruti (1990), passeig de Don Quixot (1990), plaça de Diagonal Mar (1991), plaça de Félix Rodríguez de la Fuente (1991), plaça del Primer de Maig (1991) i plaça Roja de la Ciutat Meridiana (1991) —per la plaça Roja de Moscou.
També es van crear nous parcs, com el de Joan Miró (1980-1982), pel pintor; el de l'Espanya Industrial (1981-1985), per la fàbrica d'aquest nom; el de la Creueta del Coll (1981-1987), un topònim tradicional; el de la Pegaso (1982-1986), per la fàbrica homònima; el del Clot (1982-1986), pel barri; el de Sant Martí (1985), per l'antic municipi; el de Vil·la Cecília (1986), per Cecilia Gómez del Olmo, propietària del terreny; i el de l'Estació del Nord (1988), per l'estació d'autobusos d'igual nom.
Una altra de les preocupacions dels nous consistoris democràtics ha estat la recuperació de noms de dona per a dedicatòria d'espais públics, en vistes d'equilibrar la seva presència disminuint la disparitat amb el gènere masculí. Van sorgir així vies públiques com la plaça de Juliana Morell (monja i poetisa), el passatge de Magdalena Giralt (esposa del general Josep Moragues, la qual va ser empresonada per defensar la memòria del seu marit), el carrer d'Otilia Castellví (miliciana poumista), o els jardins d'Emma de Barcelona (fundadora del monestir de Sant Joan de les Abadesses), per citar solament uns exemples. També s'han dedicat espais públics a personatges femenins internacionals, com Rosa Luxemburg, Frida Kahlo, Isadora Duncan, Marie Curie, Sarah Bernhardt, Simone de Beauvoir, Virginia Woolf o Anna Frank. D'altra banda, hi ha també dedicatòries col·lectives, com la plaça de les Dones del 36, la plaça de les Heroïnes de Girona, els jardins de les Sufragistes catalanes, la placeta de les Dones de Ravensbrück, el pla de les Madres de la Plaza de Mayo, la plaça de les Bugaderes d'Horta o la plaça de les Dones de Nou Barris.

#### Jocs Olímpics

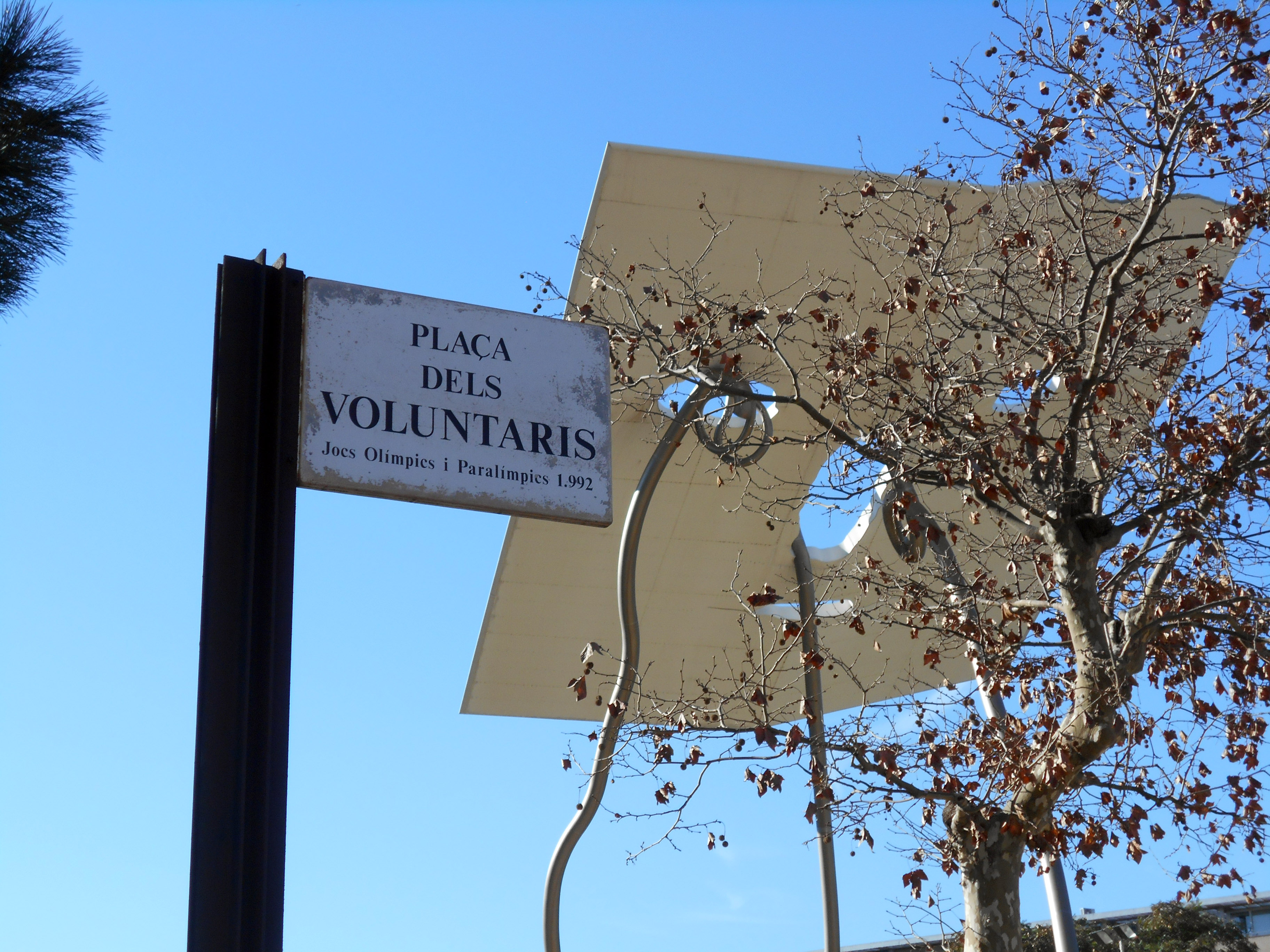
Plaça dels Voluntaris Olímpics.

Una altra de les profundes transformacions de Barcelona va venir amb motiu dels Jocs Olímpics de 1992. L'esdeveniment va suposar la remodelació de part de la muntanya de Montjuïc, on es va situar l'anomenada Anella Olímpica (1985-1992), un ampli recinte que acull diversos equipaments esportius, com l'Estadi Olímpic Lluís Companys i el Palau Sant Jordi. Aquest recinte es troba en una avinguda anomenada passeig de Minici Natal, un militar i senador de la Bàrcino romana que va ser el primer barceloní a guanyar una medalla en els Jocs Olímpics; el passeig està situat entre les places d'Europa i de Nemesi Ponsati, un impulsor de l'esport a la Ciutat Comtal, president del Club Natació Barcelona. A Montjuïc es van nomenar diverses vies també en record dels jocs, com el passeig Olímpic, el carrer dels Jocs del 92 i el carrer de Pierre de Coubertin, el fundador dels Jocs Olímpics moderns.
Per a l'allotjament dels esportistes es va construir un nou barri, la Vila Olímpica del Poblenou (1985-1992), amb un traçat general de l'equip MBM arquitectes. Diverses de les vies del nou barri van rebre els noms de ciutats que havien albergat anteriorment Jocs Olímpics: Anvers, Amsterdam, Atlanta, Estocolm, Hèlsinki, Los Angeles, Melbourne, Moscou, Múnic, Saint Louis i Seül. D'altra banda, la plaça més cèntrica del barri, situada entre els gratacels Torre Mapfre i Hotel Arts, va ser dedicada als Voluntaris Olímpics, mentre que una altra propera va ser nomenada dels Campions. Altres vies del barri van ser denominades amb noms d'artistes i literats, com Joan Miró, Arquitecte Sert, Joan Oliver i Salvador Espriu, així com el de la pedagoga Rosa Sensat, a més de la plaça de Tirant lo Blanc, la novel·la de Joanot Martorell.
Els Jocs Olímpics van comportar igualment un procés de creació de nous parcs i jardins, com els parcs del Mirador del Migdia, el del Poblenou, el de Carles I i tres dissenyats per MBM arquitectes: el parc de les Cascades, el del Port Olímpic i el de Nova Icària.

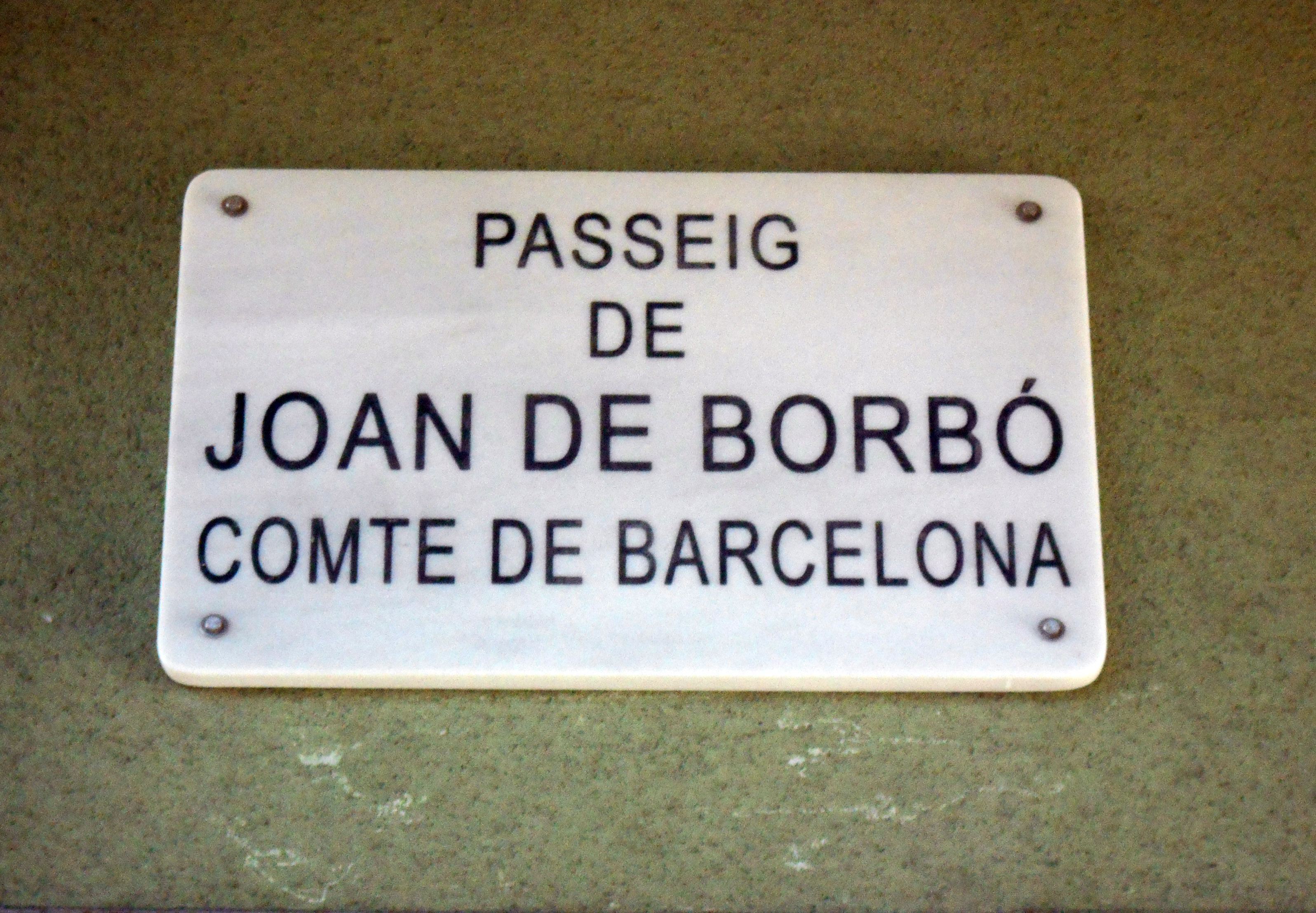
Passeig de Joan de Borbó Comte de Barcelona, abans passeig Nacional.

Cal destacar també que en ocasió dels Jocs es va ampliar notablement l'estructura viària de la ciutat, especialment amb la creació dels cinturons de ronda (1989-1992), disposats en circumval·lació al llarg de tot el perímetre urbà. Es van establir tres cinturons: la ronda de Dalt, la ronda del Mig i la ronda del Litoral. Les dues primeres circumval·len Barcelona, mentre que la ronda del Mig travessa la ciutat i rep diversos noms segons el tram: passeig de la Zona Franca, rambla de Badal, rambla del Brasil, Gran Via de Carles III, ronda del General Mitre, travessera de Dalt, ronda del Guinardó, carrer de Ramon Albó, carrer d'Arnau d'Oms, carrer de Piferrer i avinguda de Rio de Janeiro.
També per als Jocs es van condicionar les platges de la ciutat, gràcies a un Pla de Costes pel qual van ser netejades i emplenades de sorra del fons marí, i es van col·locar esculls submarins per afavorir la flora i la fauna amb vista a la seva regeneració. Al llarg del front marítim es troben les platges de Sant Sebastià, Sant Miquel, Barceloneta, Somorrostro, Nova Icària, Bogatell, Mar Bella, Nova Mar Bella i Banys Fòrum. També es troben els espigons del Gas, Bogatell, Bac de Roda i Mar Bella, així com l'escullera del Poblenou.
Als següents anys hi hagué diversos canvis de nom: camí de rere el Cementiri Vell per Carmen Amaya (1993), avinguda de la Tècnica per carrer de la Guàrdia Urbana (1993), Badajoz (un tram) per Jaume Vicens i Vives (1993), passeig Nacional per Joan de Borbó Comte de Barcelona (1993), Àlaba (un tram) per Frederic Mompou (1994) i Francisco Aranda per Ramon Trias Fargas (1995). També es van batejar noves vies: plaça del Baró de Viver (1993), passeig de Garcia Fària (1993), plaça de John Lennon (1993), plaça del Poble Romaní (1993), avinguda de J. V. Foix, plaça d'Alfonso Comín (1994), plaça de Fernando de los Ríos (1994), plaça dels Indians (1994), plaça de la Modernitat (1994), plaça del Fossar de les Moreres (1995), carrer d'Albert Einstein (1995), avinguda de Manuel Azaña (1995), passeig d'Ítaca (1996), rambla de Mar (1996), plaça de Nicolás Salmerón (1997), plaça de Botticelli (1999), jardins de Gandhi (1999) i carrer de Martin Luther King (1999).

### Segle XXI

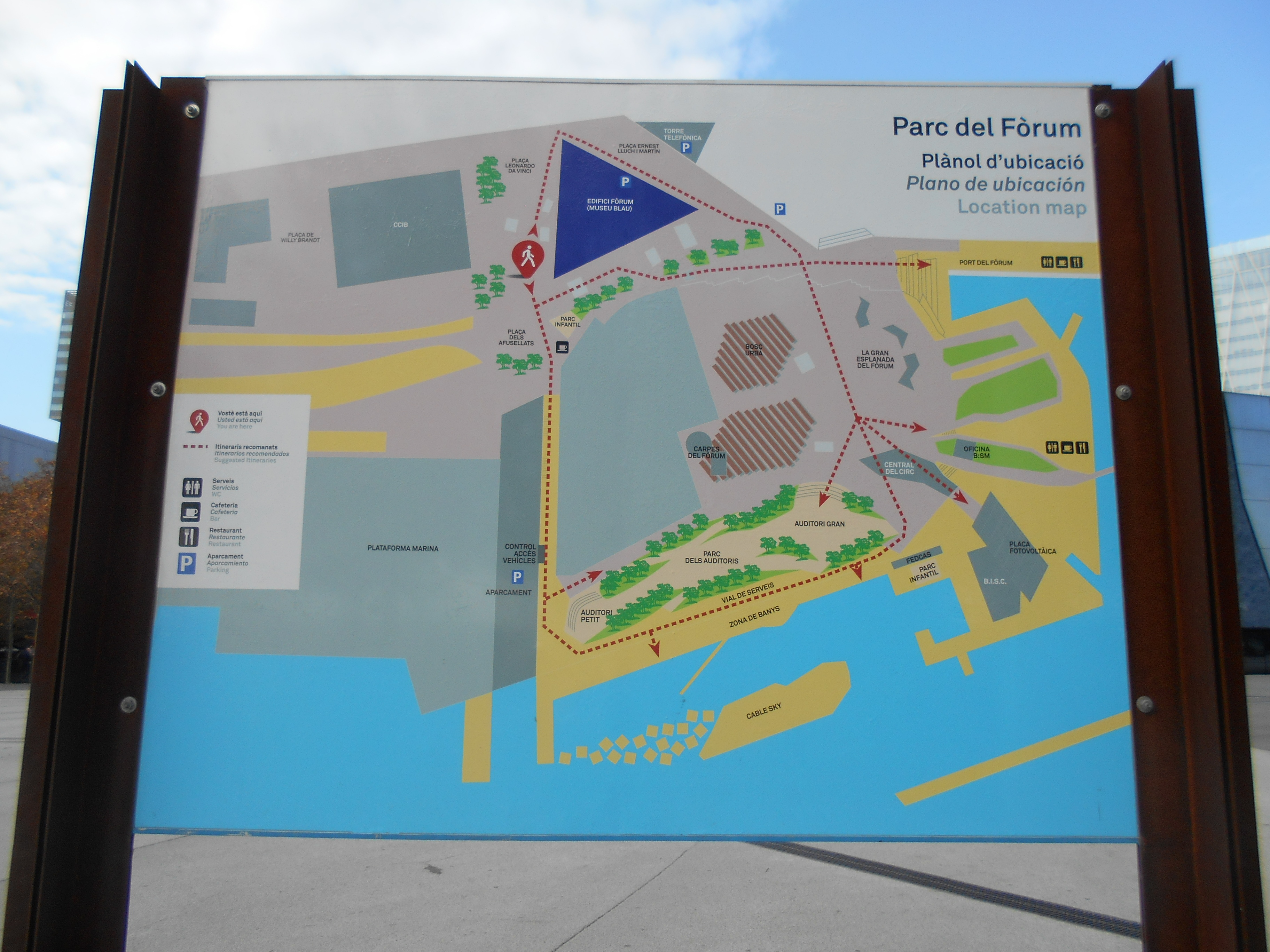
Rètol amb el plànol del parc del Fòrum.

El canvi de segle no va oferir cap canvi substancial en el nomenclàtor, ja que van continuar bàsicament els mateixos criteris seguits des de la tornada de la democràcia. Un dels primers projectes urbanístics del nou mil·lenni va ser la creació del districte 22@, gràcies a una modificació del Pla General Metropolità (PGM) efectuada l'any 2000. El seu objectiu és la reformulació del sòl industrial del barri del Poblenou, un sector tradicionalment industrial que es va voler reformular apostant per empreses dedicades a les noves tecnologies. El nom prové del codi que el PGM aplica als sòls industrials urbans, 22a, canviant aquesta "a" per la @ com a símbol de les tecnologies de la informació i la comunicació.
L'any 2000 es va urbanitzar també un terreny de Sant Andreu deixat pel trasllat de la fàbrica La Maquinista Terrestre i Marítima, els carrers de la qual van rebre noms relacionats amb la fàbrica: parc de la Maquinista de Sant Andreu, carrer i jardins de la Campana de la Maquinista, i carrers de les Naus, els Ponts i els Trens de la Maquinista.
Entre 2002 i 2003 diversos carrers de la Zona Franca van ser anomenats amb conceptes relatius a la lluita per la pau i els drets humans: Amnistia Internacional, Drets Humans, Gernika (ciutat bombardejada el 1937), Soweto (per la revolta de 1976 contra la discriminació racial a Sud-àfrica), Jane Addams (pacifista i sufragista, premi Nobel de la Pau el 1931) i Francesc Boix i Campo (fotògraf internat a Mauthausen).
El 2003 es va decidir dedicar a Salvador Dalí una plaça situada enfront de l'Estació de l'AVE de la Sagrera, la qual encara no s'ha pogut materialitzar a causa del retard en l'execució de les obres de l'estació.
Un dels esdeveniments més destacats del nou mil·lenni va ser la celebració del Fòrum Universal de les Cultures 2004, que va permetre nous canvis urbanístics a la ciutat: es va recuperar tota la zona del Besòs, fins llavors poblada d'antigues fàbriques en desús, es va regenerar tot el barri del Poblenou i es va construir el nou barri de Diagonal Mar, al mateix temps que es va dotar a la ciutat de nous parcs i espais per a l'oci dels ciutadans. Els principals espais anomenats per a l'esdeveniment van ser les places del Fòrum, d'Ernest Lluch, de Willy Brandt, de Leonardo da Vinci i dels Afusellats (pels represaliats de la dictadura franquista al Camp de la Bota, els terrenys del qual va ocupar el Fòrum).
L'any 2005 es van nomenar diversos carrers del moll d'Inflamables del Port de Barcelona amb noms de ports internacionals: Alexandria, Casablanca, Haifa, Lagos, Miami, Ningbo i Tianjin. Es va fer una ampliació el 2012 amb més noms de ports: Gènova, Rotterdam, Tarragona i Shanghai.

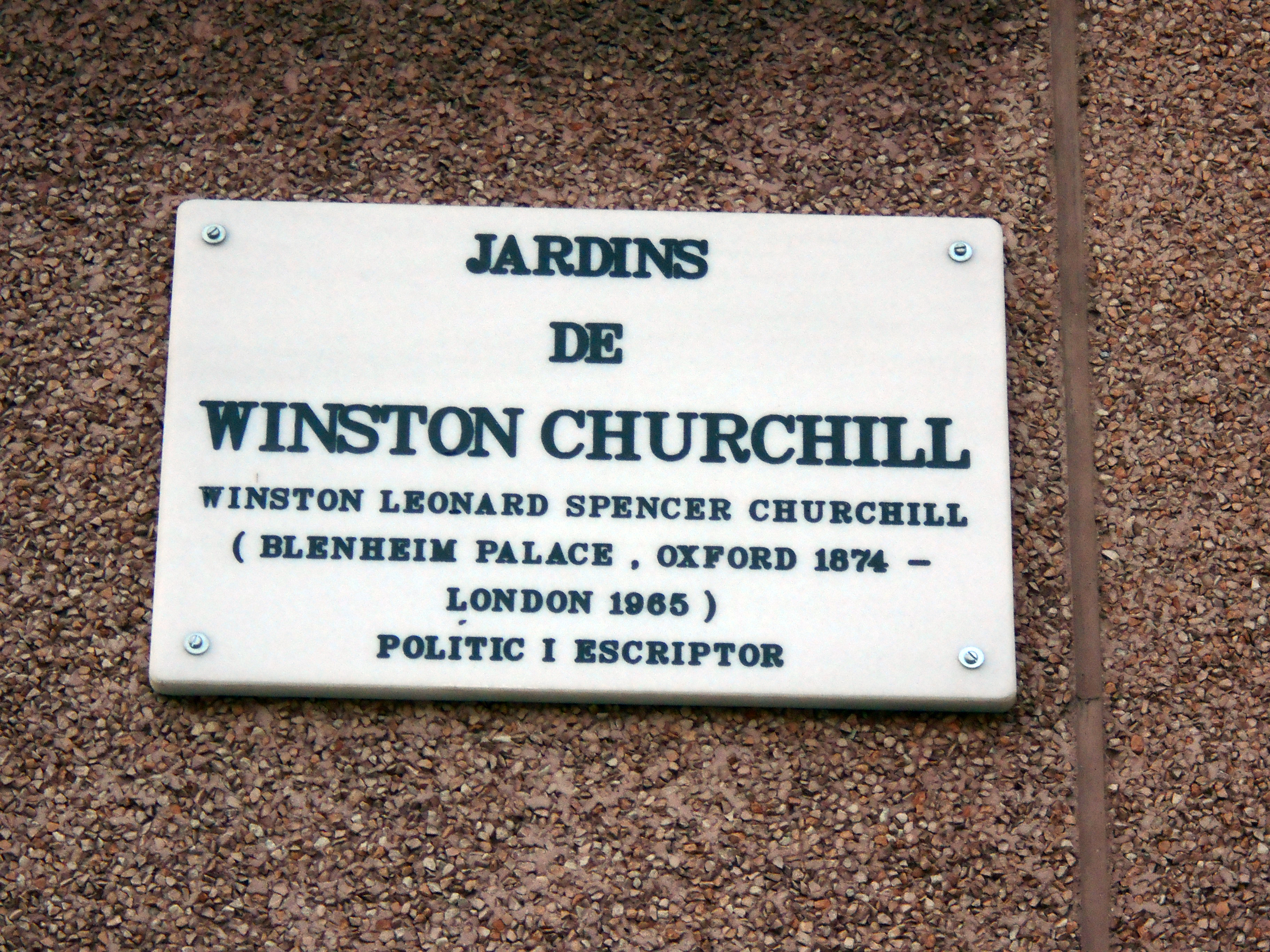
Jardins de Winston Churchill.

Entre els darrers canvis de noms efectuats aquests anys cal destacar: carrer de Posoltega per passeig de l'Havana (2000), passatge de Marçal per avinguda del Carrilet —sobrenom dels Ferrocarrils Catalans— (2001), plaça de Gibraltar per Grau Miró —monjo del segle xi— (2002), Sant Francesc de Paula per Palau de la Música (2005), avinguda de l'Hospital Militar per Vallcarca (2006), Tercio de Nuestra Señora de Montserrat per Mare de Déu de Montserrat (2006), Albarrasí per Ourense (2006), Pirineo Español per Pirineus (2006), Duc de la Victòria per Duc (2007), Estévanez per Garcilaso (2007), General Almirante per Juan Gris (2007), Pont del Treball per Pont del Treball Digne (2008), passeig de les Cascades per Jean C. N. Forestier (2009), plaça de Rius i Taulet per Vila de Gràcia (2009), avinguda del Marquès de Comillas per Francesc Ferrer i Guàrdia (2010), plaça del Marquès de Foronda per Josep Puig i Cadafalch (2012), Sagrera per Gran de la Sagrera (2013), Tinent Coronel Valenzuela per John M. Keynes (2014), Almirall Cervera per Pepe Rubianes (2017), jardins del Príncep de Girona per jardins del Baix Guinardó (2018), Ramiro de Maeztu per Ana María Matute (2021) i Almirall Churruca per Miquel Pedrola —milicià del POUM— (2023).

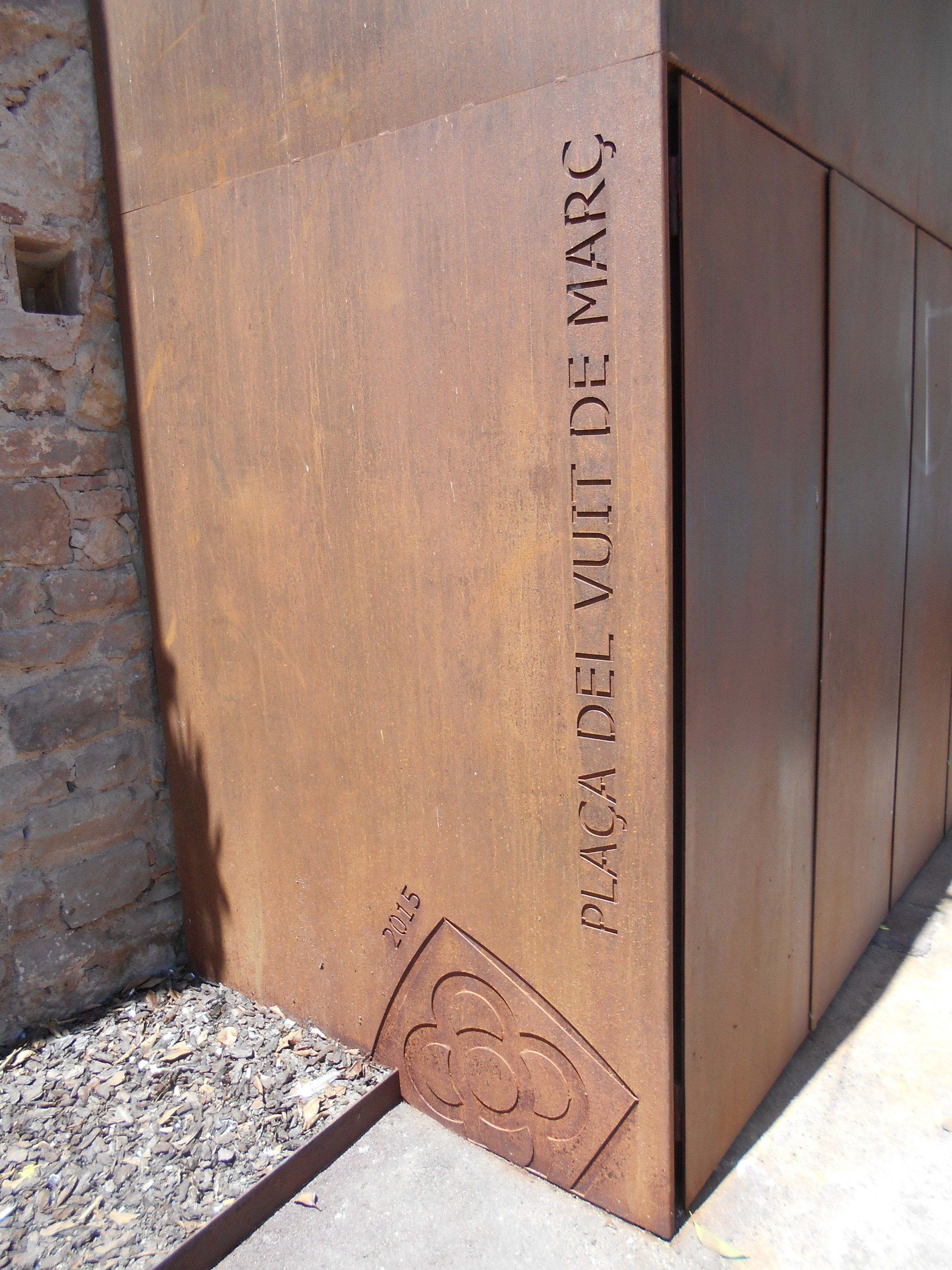
Plaça del Vuit de Març (2015).

Pel que fa a nous hodònims, als darrers anys se n'han introduït diversos d'entre els quals es poden esmentar: Rambla del Raval (2000), plaça Verda de la Prosperitat (2001), plaça del Fort Pienc (2002), placeta de Luis Buñuel (2005), plaça del Mar (2005), plaça de Charles Darwin (2006), plaça de Salvador Puig i Antich (2006), jardins de Teresa de Calcuta (2007), carrer d'Isaac Newton (2008), passeig del Mare Nostrum (2008), jardins de William Shakespeare (2009), jardins d'Els Setze Jutges (2011), jardins de la Segona República (2011), jardins de Winston Churchill (2012), plaça del Moviment Obrer (2018), passeig del Trencaones (2018), carrer de Gabriel García Márquez, plaça de Nelson Mandela (2024) i jardins de la Pasionaria.
Pel que fa a espais verds, entre els últims realitzats cal esmentar: el parc Central de Nou Barris (1997-2007), el parc de Diagonal Mar (1999-2002), els jardins de Joan Brossa —per l'artista i poeta— (2003), el parc de Xavier Montsalvatge —pel compositor— (2007), el parc de Joan Reventós —pel polític— (2009), el parc del Centre del Poblenou (2008), el parc de les Rieres d'Horta —pels múltiples torrents que hi havia en aquesta zona— (2013) i el parc d'Antoni Santiburcio —pel polític— (2018).

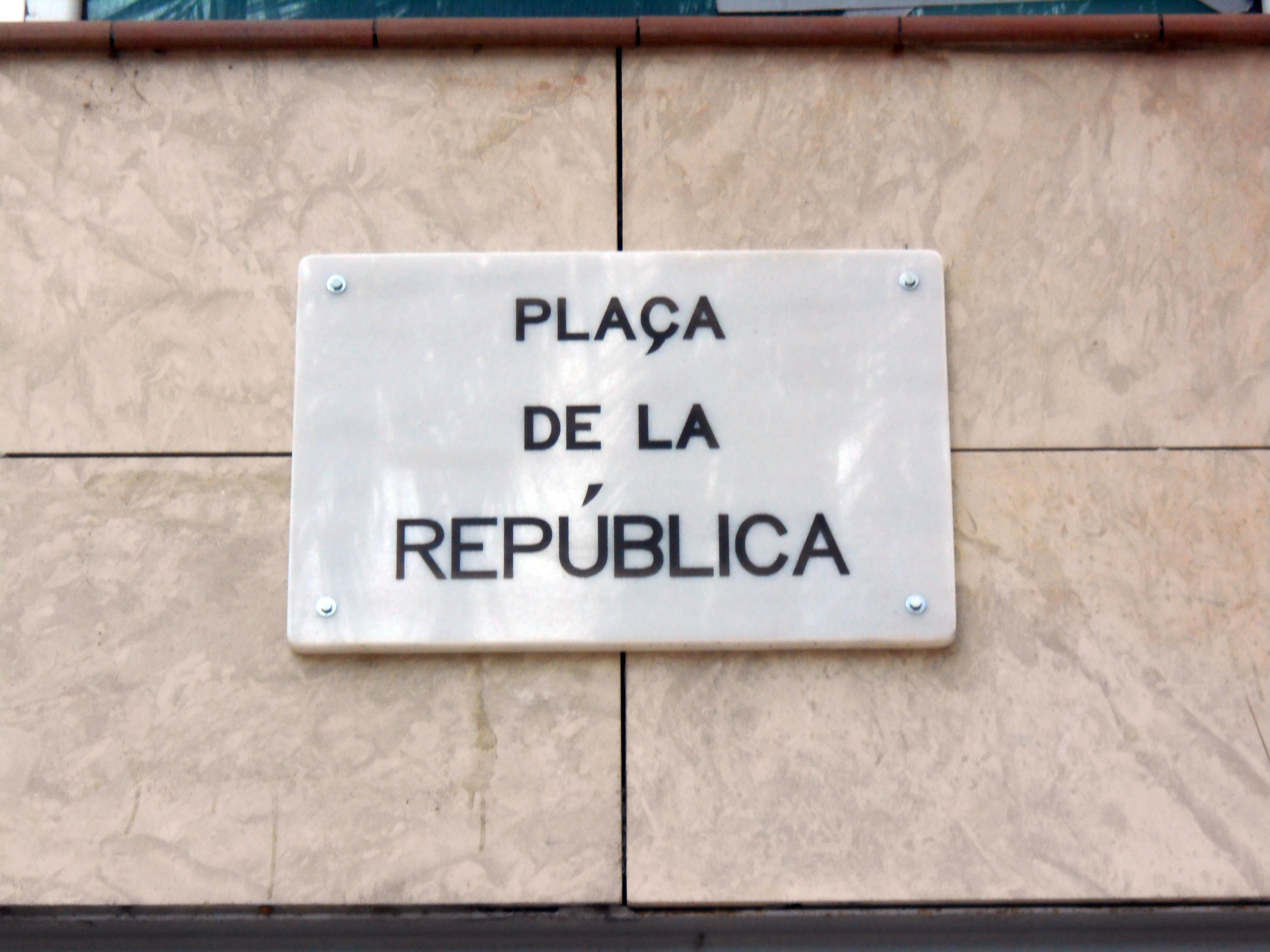
Plaça de la República (2016).

El 14 d'abril de 2016 la plaça de Llucmajor, on es troba el Monument a la República, va passar a anomenar-se de la República, en concordança amb el monument. Es tracta d'una antiga reivindicació de les associacions veïnals de la zona, que ha estat atesa pel nou consistori de Barcelona en Comú sorgit el 2015. L'anunci es va efectuar el 29 de novembre de 2015, fixant-se la data pel 14 d'abril, «dia de la República» (per la proclamació de la Segona República el 14 d'abril de 1931). De forma inversa, uns jardins situats a la plaça que estaven dedicats a la Segona República van passar a anomenar-se de Llucmajor, i per això es va mantenir la dedicatòria a la localitat mallorquina al nomenclàtor barceloní. Per això, l'estació de metro de Llucmajor que es troba a la plaça no va sofrir cap variació quant al nom.

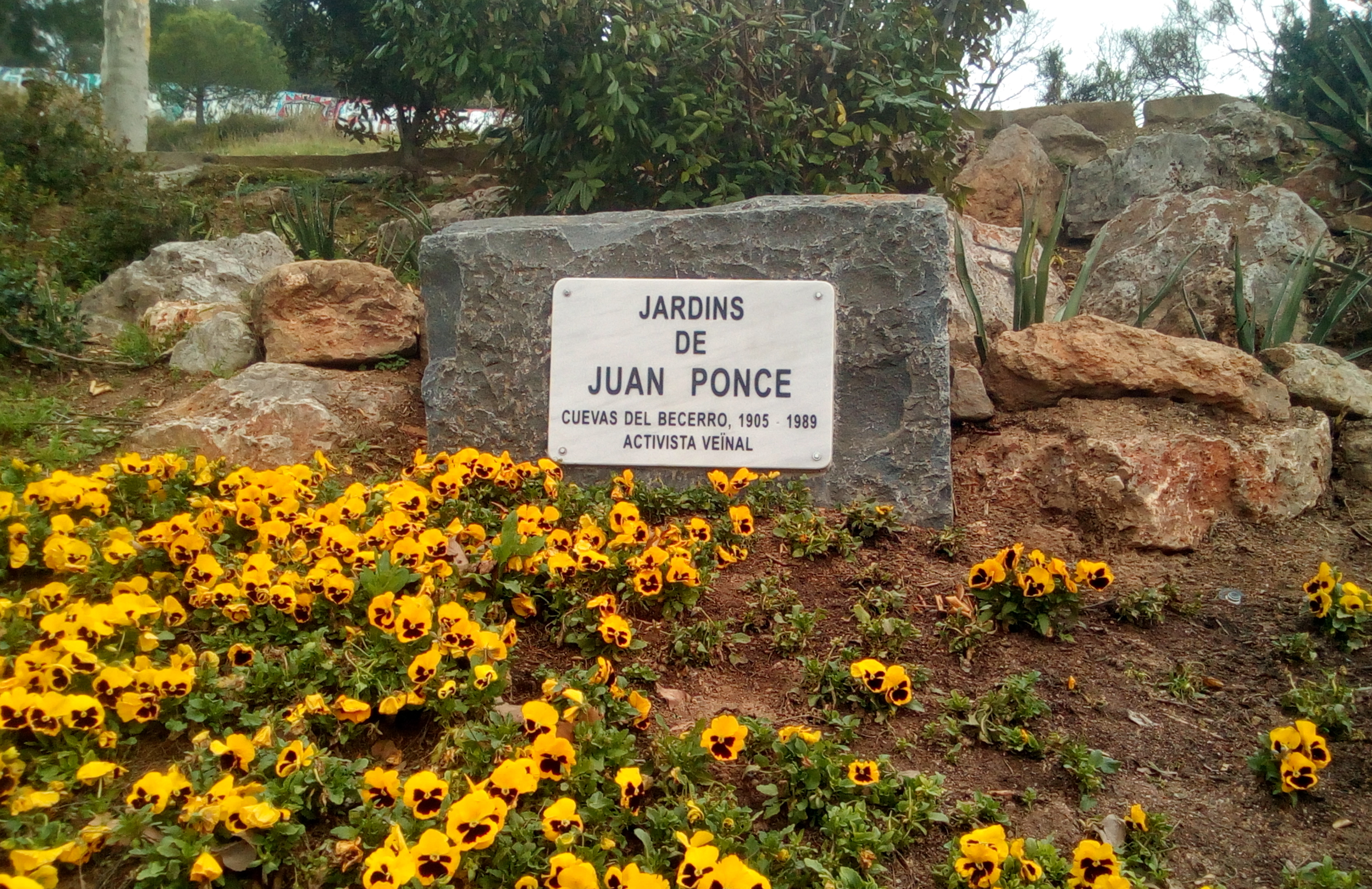
Jardins de Juan Ponce

D'altra banda, el consistori liderat des del 2015 per Ada Colau va estudiar canviar el nom de diversos carrers relacionats amb la dinastia dels Borbó, sota la premissa que eren herència de la dictadura franquista. Les vies afectades serien: el passeig de Joan de Borbó Comte de Barcelona, la plaça i avinguda de Maria Cristina, el passatge d'Isabel, l'avinguda de Borbó, el passeig d'Isabel II, la plaça de Joan Carles I, el carrer d'Alfons XII, l'avinguda del Príncep d'Astúries, el carrer de la Reina Cristina, el carrer de la Reina Victòria i el moll del Príncep d'Espanya. El primer canvi oficial es va fer el 23 de setembre de 2016, data en què es va aprovar el canvi de la plaça de Joan Carles I per Cinc d'Oros, el seu anterior nom popular. El 2018 es va canviar l'avinguda de Borbó per Els Quinze, un nom popular entre els veïns procedent de l'antic bitllet del tramvia 46 que a començaments del segle xx anava d'Urquinaona a Torre Llobeta, que valia quinze cèntims, xifra que cridava el cobrador en el punt que aquest bitllet perdia validesa. El mateix any es va canviar el nom dels jardins del Príncep de Girona —un dels títols de l'hereu a la Corona—, que van ser rebatejats com a jardins del Baix Guinardó. D'altra banda, al febrer del 2019 es va canviar l'avinguda del Príncep d'Astúries per Riera de Cassoles, el seu anterior nom popular.
A més, es va qüestionar també la idoneïtat d'altres vies públiques, com el carrer de l'Aviador Franco, germà del dictador; el del Secretari Coloma, impulsor de la Inquisició al segle xv; o la plaça d'Antonio López, a causa de la seva activitat com a comerciant d'esclaus. Així, el 2018 es va acordar canviar el carrer de l'Aviador Franco per Pablo Rada, mecànic del mateix vol del Plus Ultra pilotat per Franco. El 2019 es va decidir canviar el carrer del Secretari Coloma per Pau Alsina —el seu nom anterior—, un diputat obrer. Pel que fa a la plaça d'Antonio López, el 2021 es va dividir en dues, amb una línia divisòria a la Via Laietana: la part situada enfront de l'edifici de Correus va passar a anomenar-se plaça de Correus; la part situada enfront de la Llotja de Mar va ser batejada com Idrissa Diallo, un immigrant guineà mort al Centre d'Internament d'Estrangers de la Zona Franca el 2012.
El 7 de març de 2017 es va anunciar la unificació de les places de la Hispanitat i de Pablo Neruda, creant-se una única plaça dedicada al poeta xilè. D'altra banda, el 16 de juliol de 2018 es va canviar el nom del carrer de Sant Domènec del Call, que feia referència al pogrom del 5 d'agost de 1391 (dia de sant Domènec), per Salomó ben Adret (1235-1310), un rabí medieval que va ser prestador del rei Jaume I i director de l'escola talmúdica de Barcelona. El 2018 es va dedicar també l'espigó de la Mar Bella al pediatre i polític Antoni Gutiérrez Díaz, que va ser secretari general del PSUC, mort el 2006. En aquest espigó solia pescar, una de les seves aficions, per la qual cosa es va considerar el lloc adequat per homenatjar-lo. Es va instal·lar a més una placa amb el poema Laberint de Joan Brossa.
El 2022 es va canviar el nom de la plaça de la Torre, ubicada a Sarrià-Sant Gervasi, per Antoni Tàpies, un dels pintors catalans més destacats de la segona meitat del segle xx, que va assolir renom internacional. Igualment, el 2025 es van efectuar diversos canvis de nomenclatura: la plaça Theolongo Bacchio, un suposat cabdill laietà de dubtosa historicitat, va ser canviada per Gerda Taro, fotoperiodista jueva alemanya que va documentar la Guerra Civil; el carrer de Sant Liguori va ser adjudicat a l'empresari farmacèutic Víctor Grífols; i el carrer de Jordi Girona va ser canviat de nom degut a la vinculació d'aquest personatge amb el cop d'estat de 1936, sent atorgat a l'arquitecta Bet Figueras. Tanmateix, al barri d'El Carmel es va crear la plaça de l'Esvoranc, en record de l'esfondrament ocorregut per les obres del Metro el 2005.

## Regulació

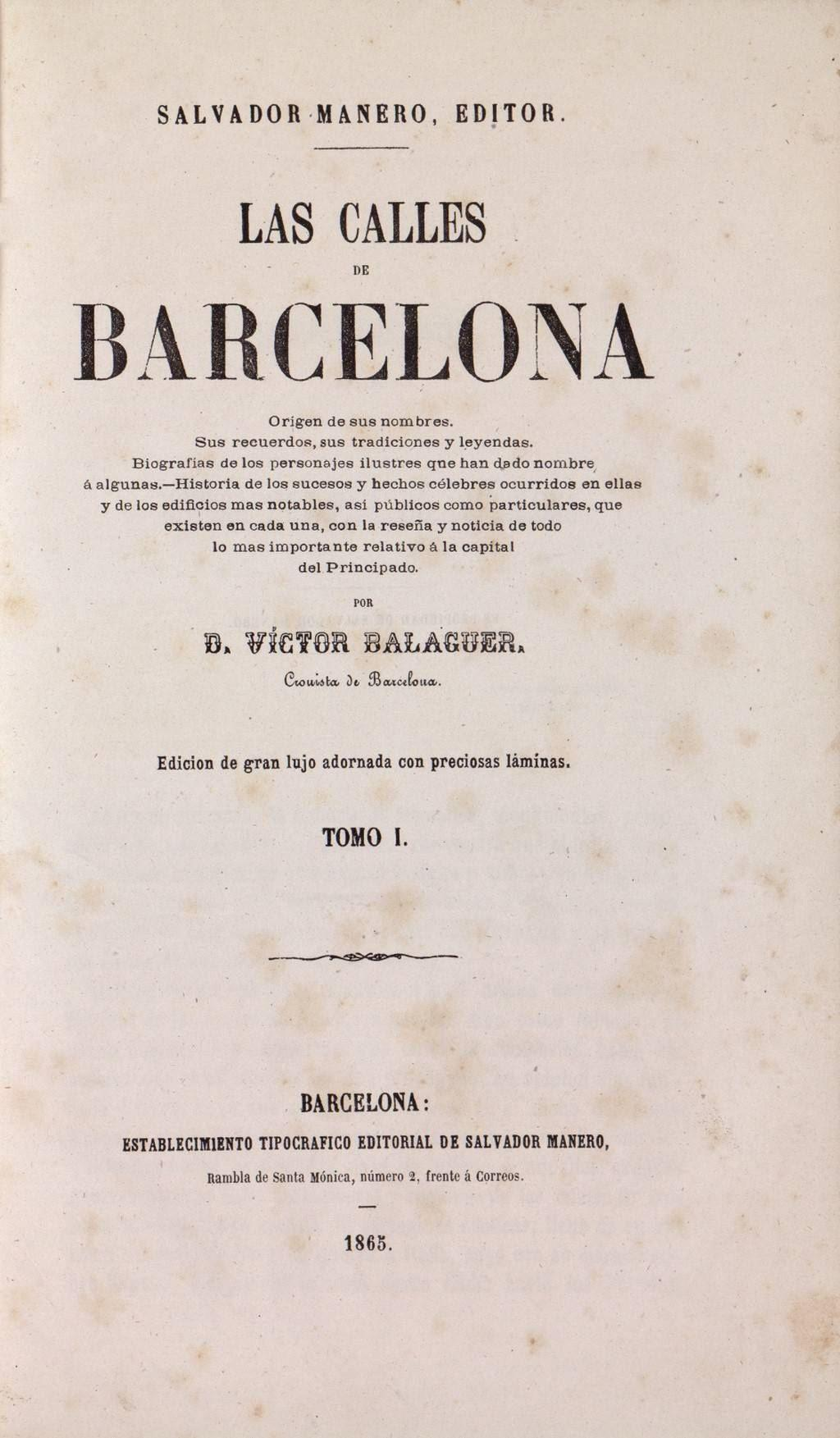
Els carrers de Barcelona, de Víctor Balaguer (1865).

La primera classificació dels carrers de Barcelona es va realitzar el 1917 per encàrrec de la Comissió de Foment de l'Ajuntament de Barcelona: La redacció de breus llegendes explicatives del significat dels noms dels carrers de la Ciutat, escrita per Ramon Nonat Comas i Pitxot i Josep Roca i Roca, i finalitzada el 1922.
El 1930 es va elaborar l'informe de la Ponència de Retolació de Carrers, dirigida per Agustí Duran i Sanpere, en què es va fer una nova classificació dels carrers, es van assenyalar duplicitats i es va constatar la ignorància del significat de nombrosos carrers d'origen antic.
El següent intent de classificació es va fer amb l'arribada de la democràcia, moment en el qual a més es van adaptar les accepcions del castellà a la seva versió normativa en català. El 1981 es va publicar el Nomenclàtor 1980 de les Vies Públiques de Barcelona, a càrrec de Miquel Ponsetí i Vives, el qual, a causa del poc temps emprat en la seva elaboració, emmalaltia de certs errors i llacunes. El 1987 es va publicar una versió revisada, amb la supervisió de Pilar Aranda.

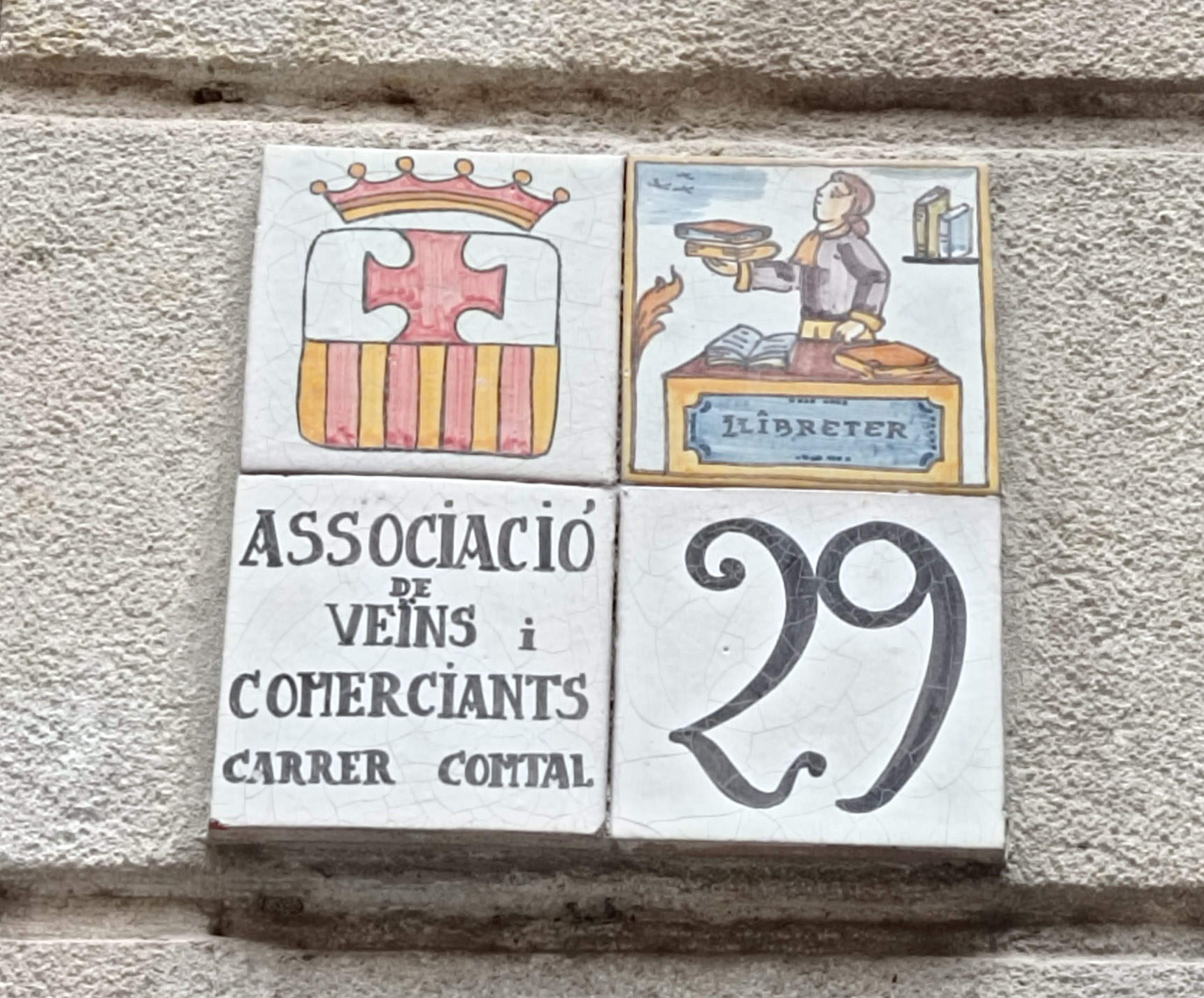
Placa de numeració del carrer Comtal de Barcelona, promoguda per l'Associació de veïns i comerciants

Finalment, el 1996 es va fer una nova versió del Nomenclàtor, en què es van afegir les fitxes que hi havia elaborant Miquel Ponsetí en el transcurs dels anys, en els quals va realitzar una profunda recerca de significats fins llavors desconeguts, especialment quant a personatges d'antics propietaris de terrenys que havien batejat els espais urbanitzats per ells amb els seus propis noms.
En l'actualitat la classificació i nominació de les vies públiques està regulada per la Ponència de Nomenclàtor dels carrers de Barcelona, que és la que estudia les propostes de nous noms, a través d'una comissió presidida pel regidor de Cultura de l'Ajuntament en la qual participen diversos departaments consistorials: Via Pública, Cartografia, Urbanisme, Població, Relacions Institucionals i Esports, Patrimoni i Programa Municipal per a les Dones. També es consulta a experts en diversos camps, i s'atenen les peticions i suggeriments d'associacions cíviques i veïnals. D'aquí sorgeixen les propostes que en última instància són aprovades per l'alcalde.
Entre les diverses normes d'aplicació per a l'adjudicació d'un determinat nom a una via pública cal destacar la que concerneix a persones: a Barcelona solament es pot donar el nom d'un carrer a una persona morta, passats a més cinc anys des del moment de la seva defunció; tan sols es poden fer excepcions en el cas de personatges guardonats amb la Medalla d'Or de la Ciutat, i com a persona viva únicament al cap de l'estat.
Altres normes a tenir en compte són: està prohibida la utilització de sigles i acrònims en les vies públiques; els canvis de denominació solament s'efectuaran en casos de força major, per no afectar el veïnat; s'evitaran les duplicitats, excepte als carrers existents dins del perímetre del Poble Espanyol de Barcelona; si es produeix una duplicitat tindrà diferent assignació tipològica (per exemple, carrer i plaça); els noms propis s'escriuran amb la seva grafia d'origen, excepte en el cas de sants, papes, reis o personatges de la reialesa; no es nomenaran carrers a personatges únicament per la cessió del terreny; per a la dedicació a personatges es buscarà el beneplàcit de la família; els rètols de personatges contindran les seves dades biogràfiques en almenys una de les plaques a col·locar.

## Retolació

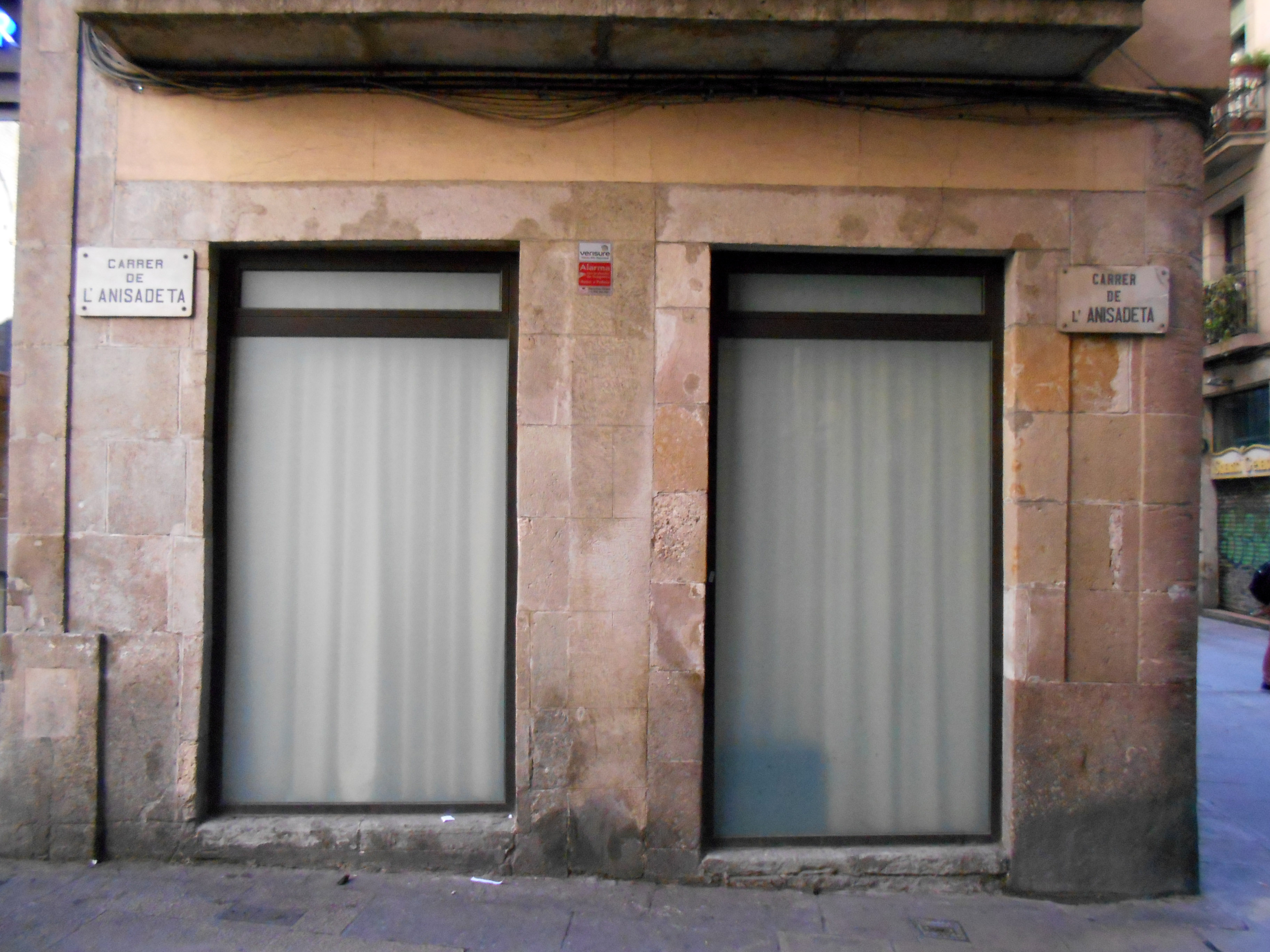
El carrer de l'Anisadeta és el més curt de Barcelona.

Els noms dels carrers de Barcelona estan senyalitzats mitjançant rètols situats generalment en façanes d'edificis, per regla general en cantonades i interseccions de carrers, a una altura de 3 a 5 metres. En ells s'especifica l'hodònim de cada via, compost d'un genèric (carrer, plaça, passeig, avinguda, rambla, etc.) i un nom propi. Alguns rètols ofereixen també informació de l'hodònim, especialment en casos de personatges, on se sol indicar les seves dades biogràfiques i la seva professió o qualitat per la qual van adquirir rellevància. Els rètols se solen dissenyar amb uns criteris basats en la seva visibilitat: les lletres han de tenir una mida adequada per ser vistes a distància, i el color de lletres i el fons han de facilitar un bon contrast. A Barcelona hi ha 34.350 rètols de carrer (dades de 2009).
La majoria de rètols estan elaborats en plaques de marbre, amb les lletres en baix relleu, compostes de ciment aluminós barrejat amb sorra i tinta negra, i es fixen a la paret amb cargols d'acer inoxidable i tacs de niló. Hi ha també plaques de vial, que se solen col·locar en semàfors o columnes d'il·luminació, realitzades en xapa d'acer en colors blanc i blau, que a més del nom de la via solen indicar l'adreça amb una fletxa i els números del carrer; i senyals verticals, amb una placa de resina fenòlica de color blanc, situada en un màstil.
La retolació dels carrers va començar el 1842 a causa del bombardeig de la ciutat pel general Espartero i la següent multa imposada als barcelonins, que va obligar a tenir ben localitzada a la ciutadania. Es va efectuar amb plaques de marbre i lletres de plom fos, similars a les d'avui dia. Encara que actualment les plaques són rectangulars, en origen eren de contorn sinuós, a l'estil dels marcs de pintures i fotografies. Generalment eren de marbre, encara que de vegades es feien també de ceràmica. Van ser col·locades a Ciutat Vella, on encara en queden algunes, i a l'Eixample a l'inici de la seva urbanització, tot i que en aquest districte ja han estat retirades.
El 1916 van aparèixer també uns panots amb lletres, que permetien escriure el nom dels carrers al paviment de les voreres. Es van deixar d'instal·lar en els anys 1960, data des de la qual han anat desapareixent gradualment, tot i que encara en queden alguns exemples, com als carrers Londres i París.
Entre els anys 1940 i 1960 la retolació dels carrers es va efectuar amb plaques de llauna, que eren més barates que les de marbre. Tenien el fons blavenc, i les lletres eren de color platejat. Més endavant van tornar a col·locar-se de marbre.

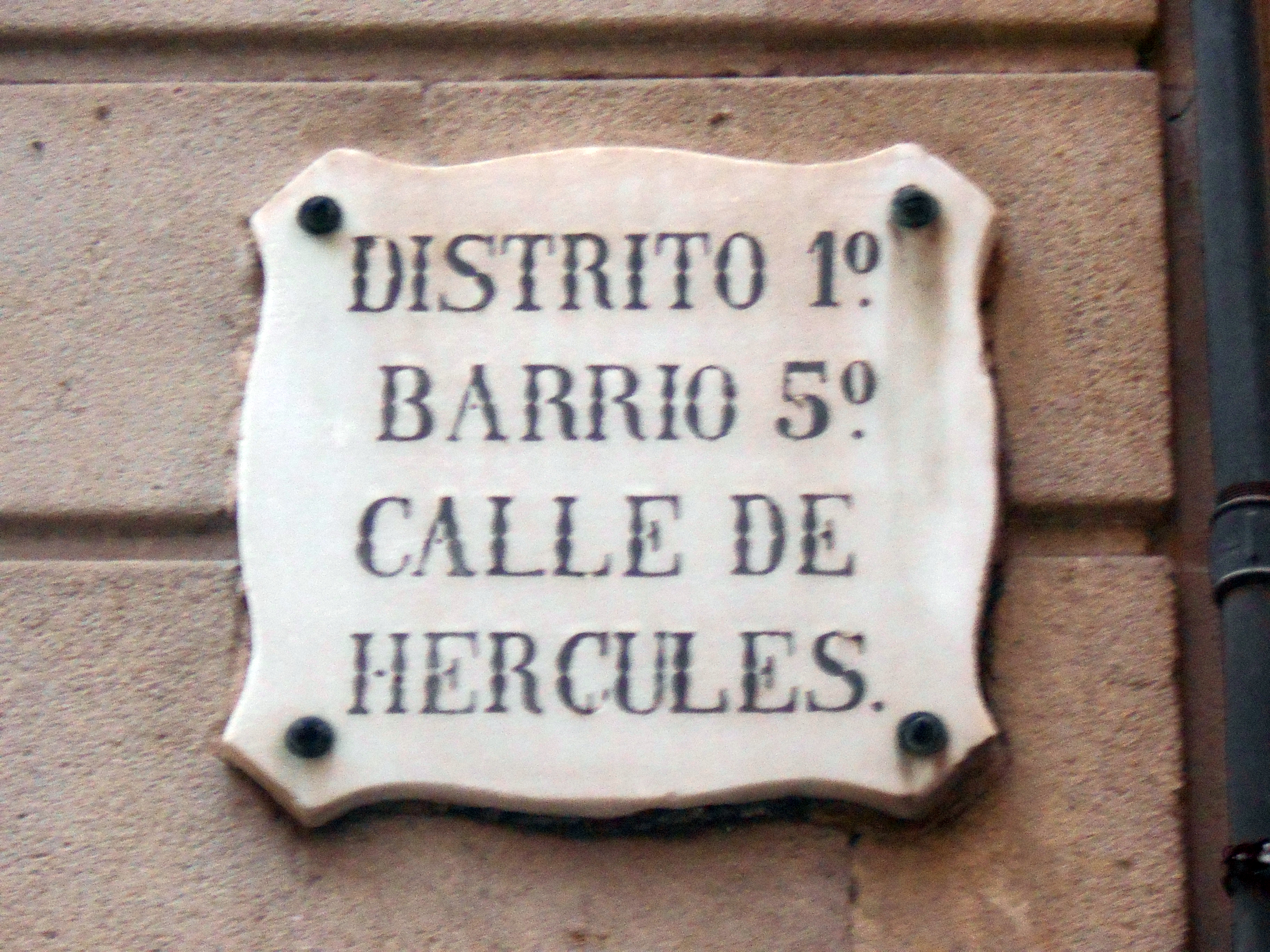
Antic rètol tipus marc: carrer d'Hèrcules.
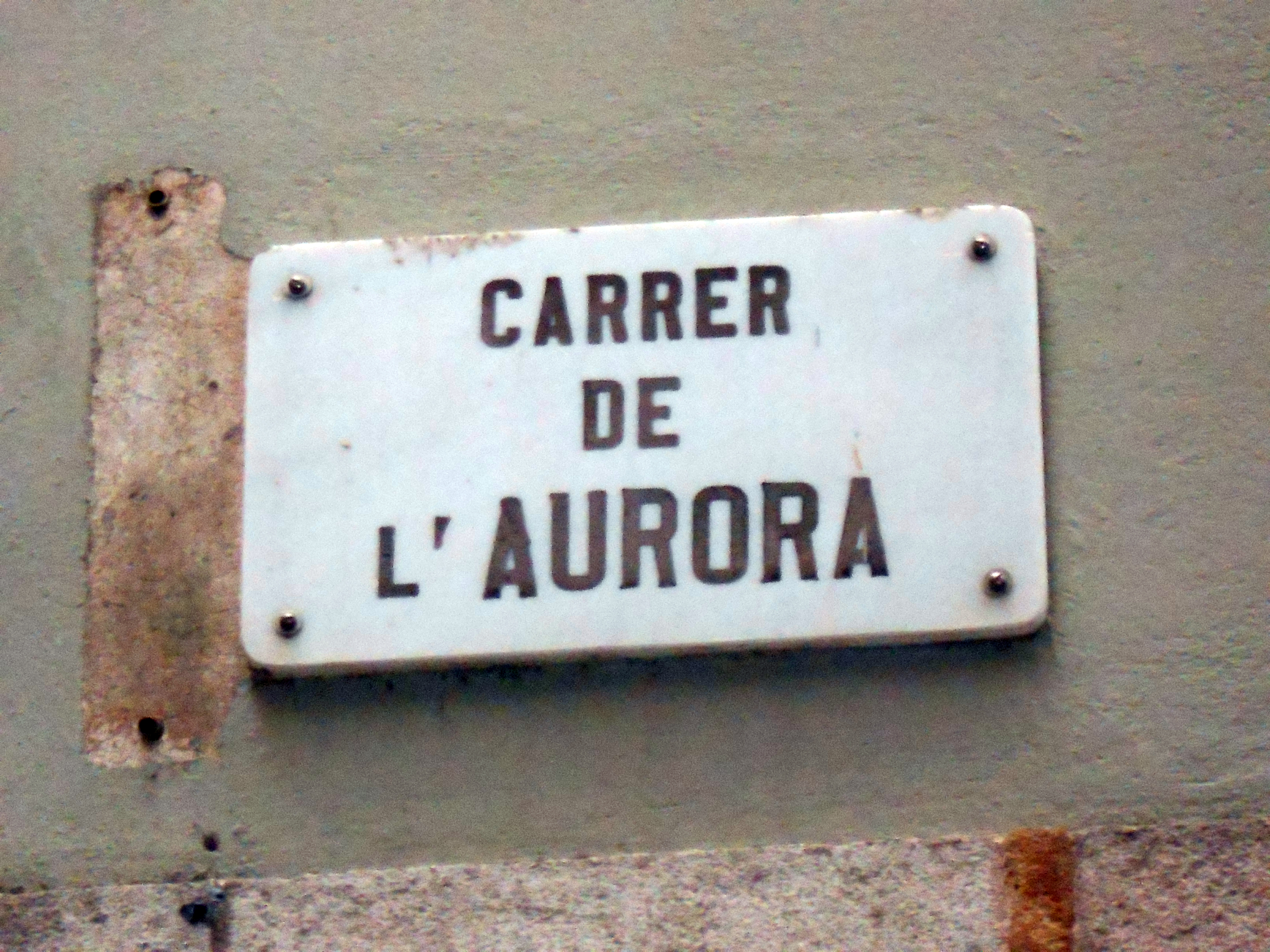
Placa normal: carrer de l'Aurora.
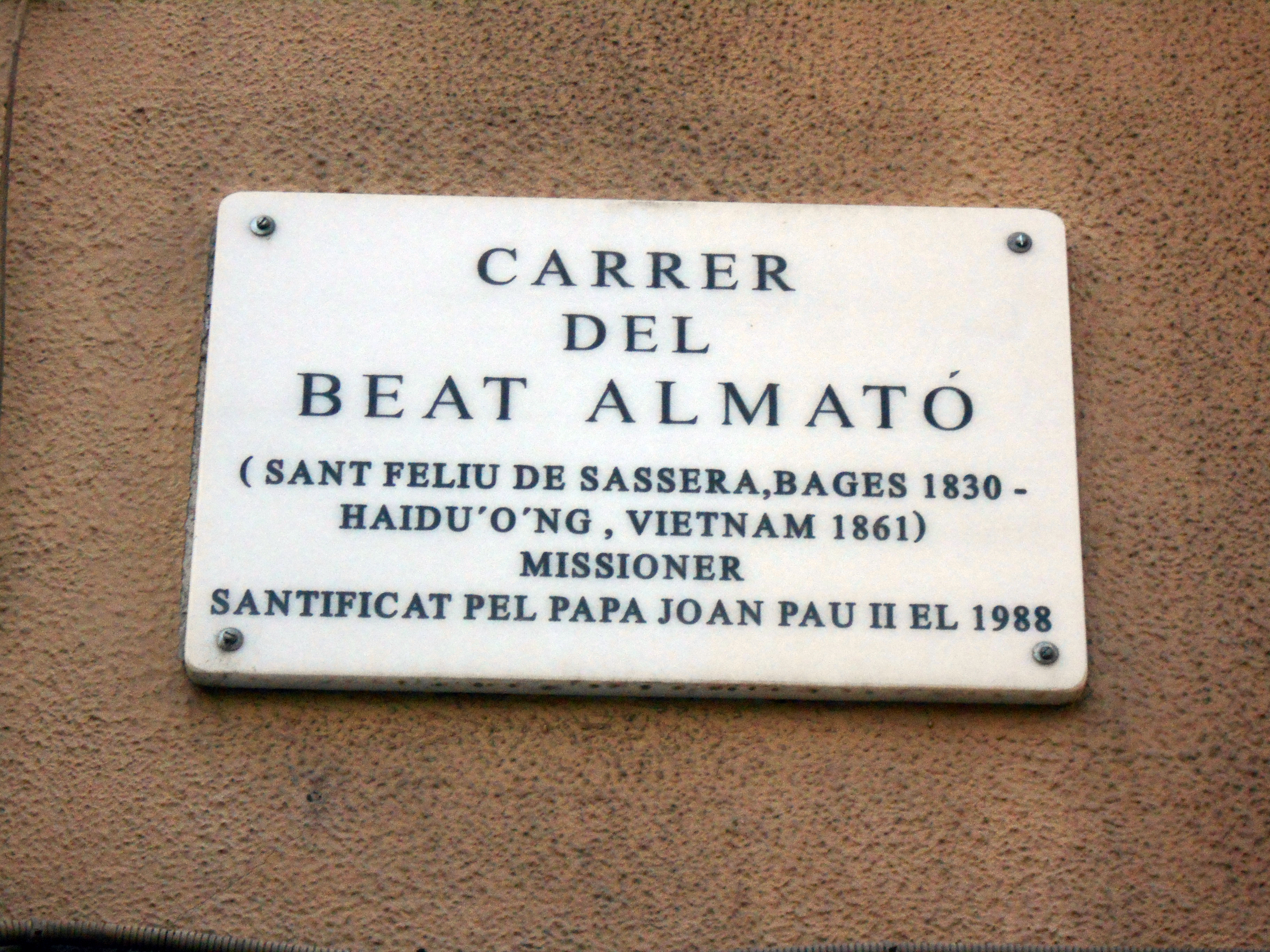
Placa amb dades biogràfiques: carrer del Beat Almató.
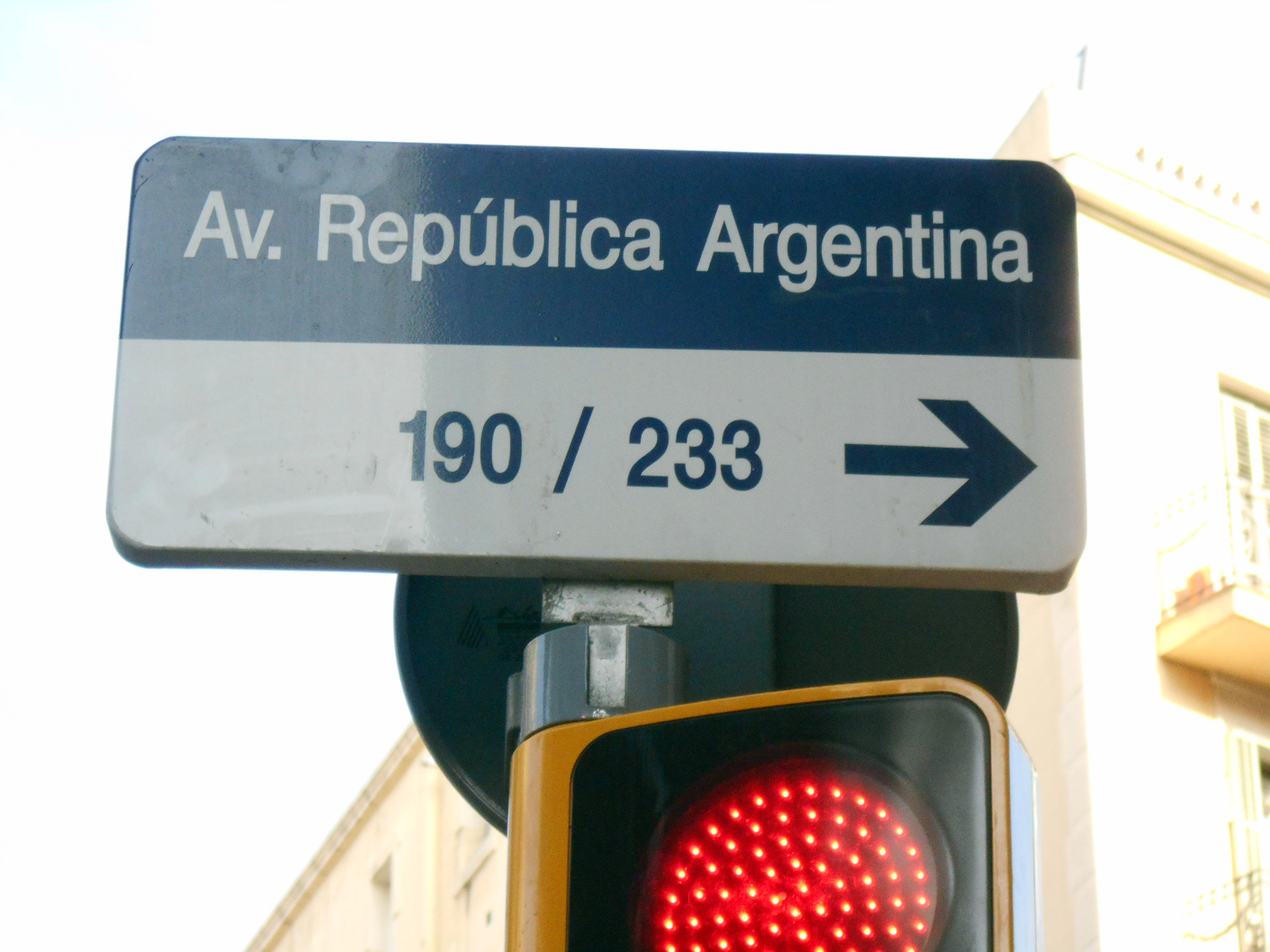
Placa de vial: avinguda de la República Argentina.
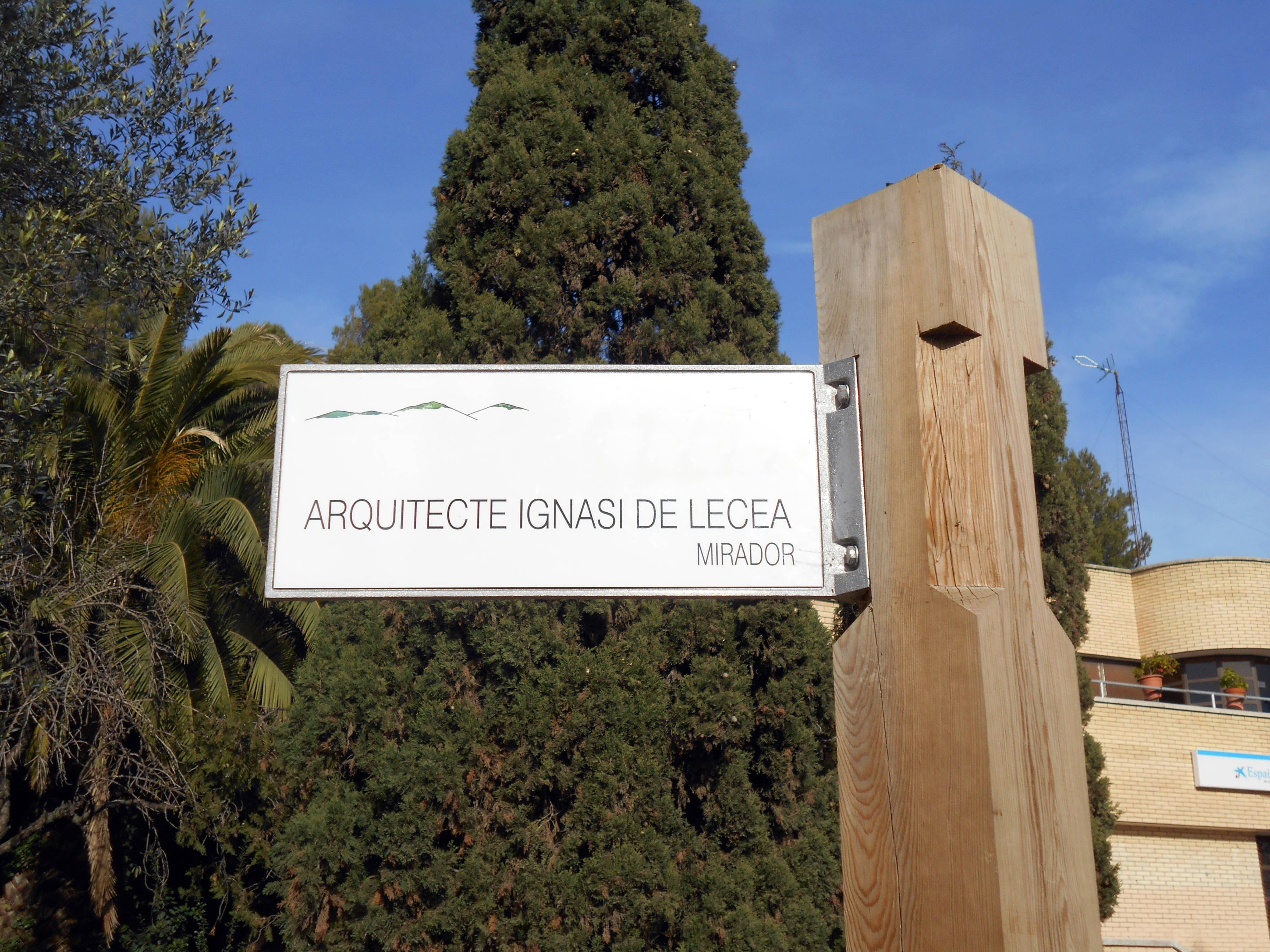
Placa vertical sobre màstil: mirador Arquitecte Ignasi de Lecea.
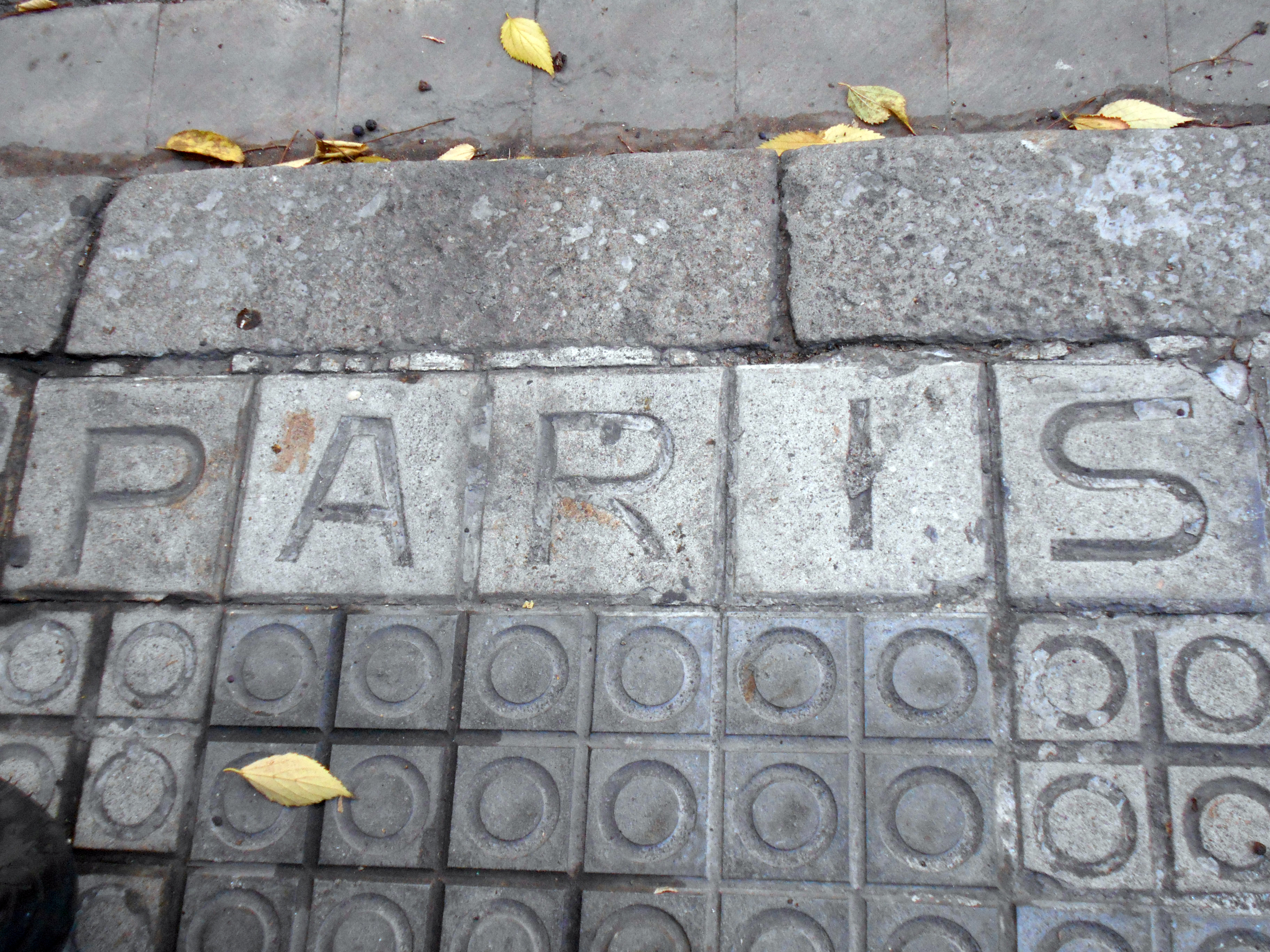
Nom del carrer al paviment: carrer de París.

Quant a numeració d'edificis, per regla general se situen els números parells en una vorera del carrer i els senars en l'altra, amb excepció de les places, que per la seva morfologia solen ser consecutius. Així, per exemple, a l'Eixample els carrers en sentit mar-muntanya comencen la numeració en el costat mar, amb els parells a la dreta; i els de sentit Llobregat-Besòs comencen pel Llobregat situant a la dreta els parells. La numeració més alta de Barcelona es dona a la Gran Via de les Corts Catalanes, que arriba al número 1198, no en va és el carrer més llarg de tot Espanya, amb 13 km de llarg. En contrapartida, el més curt és el carrer de l'Anisadeta, de 2 m.

## Galeria

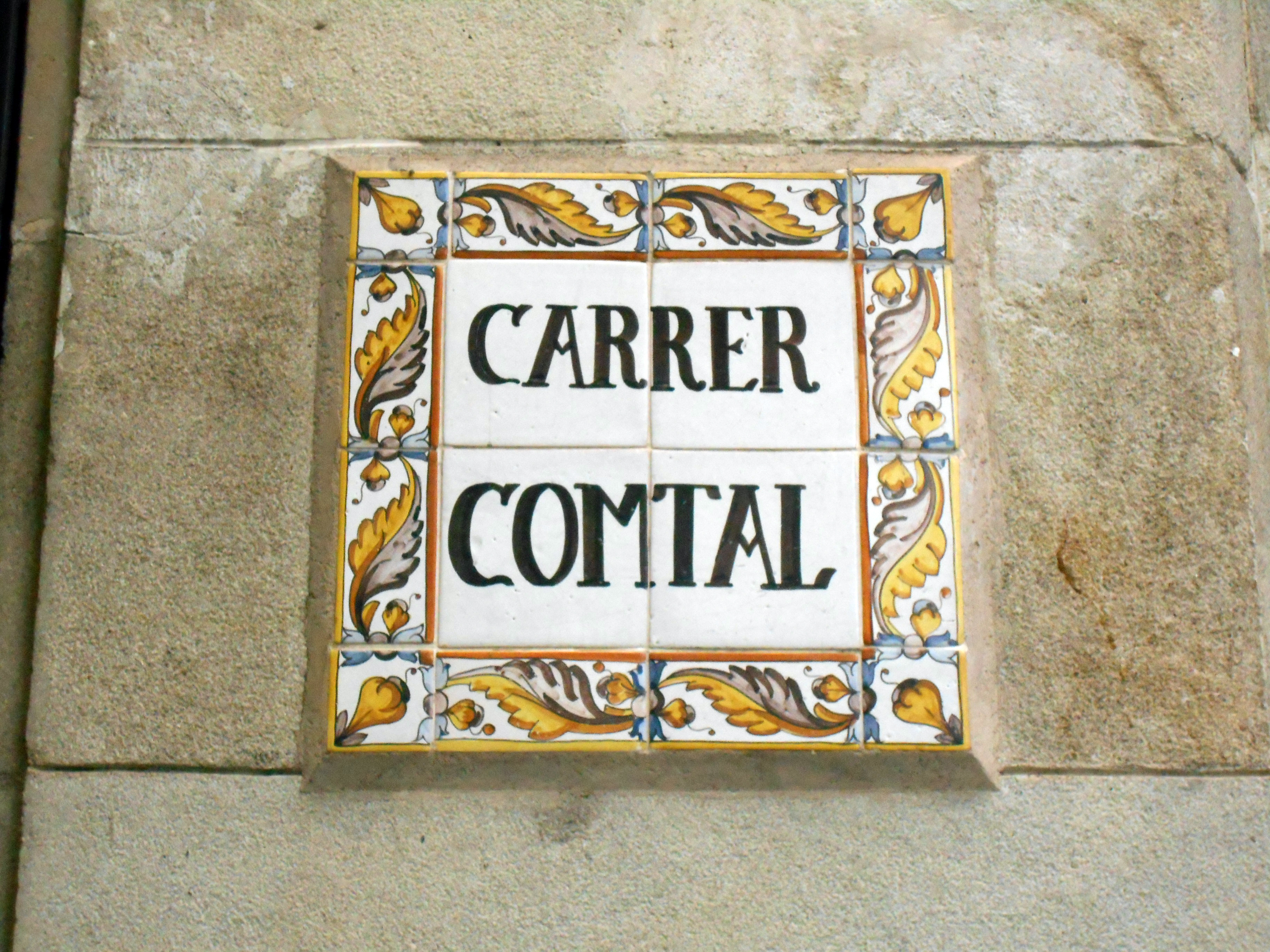
Carrer Comtal.
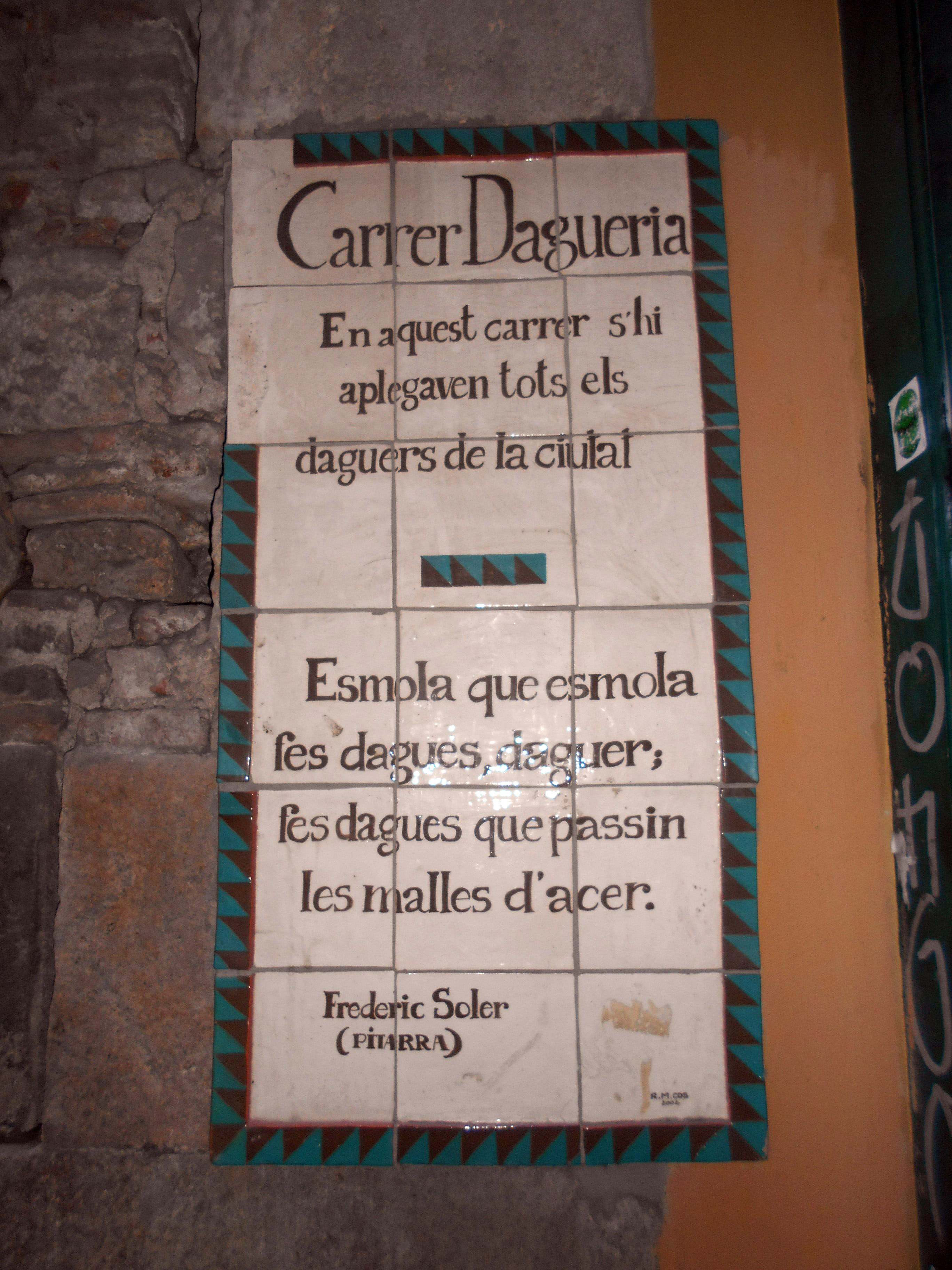
Carrer Dagueria.
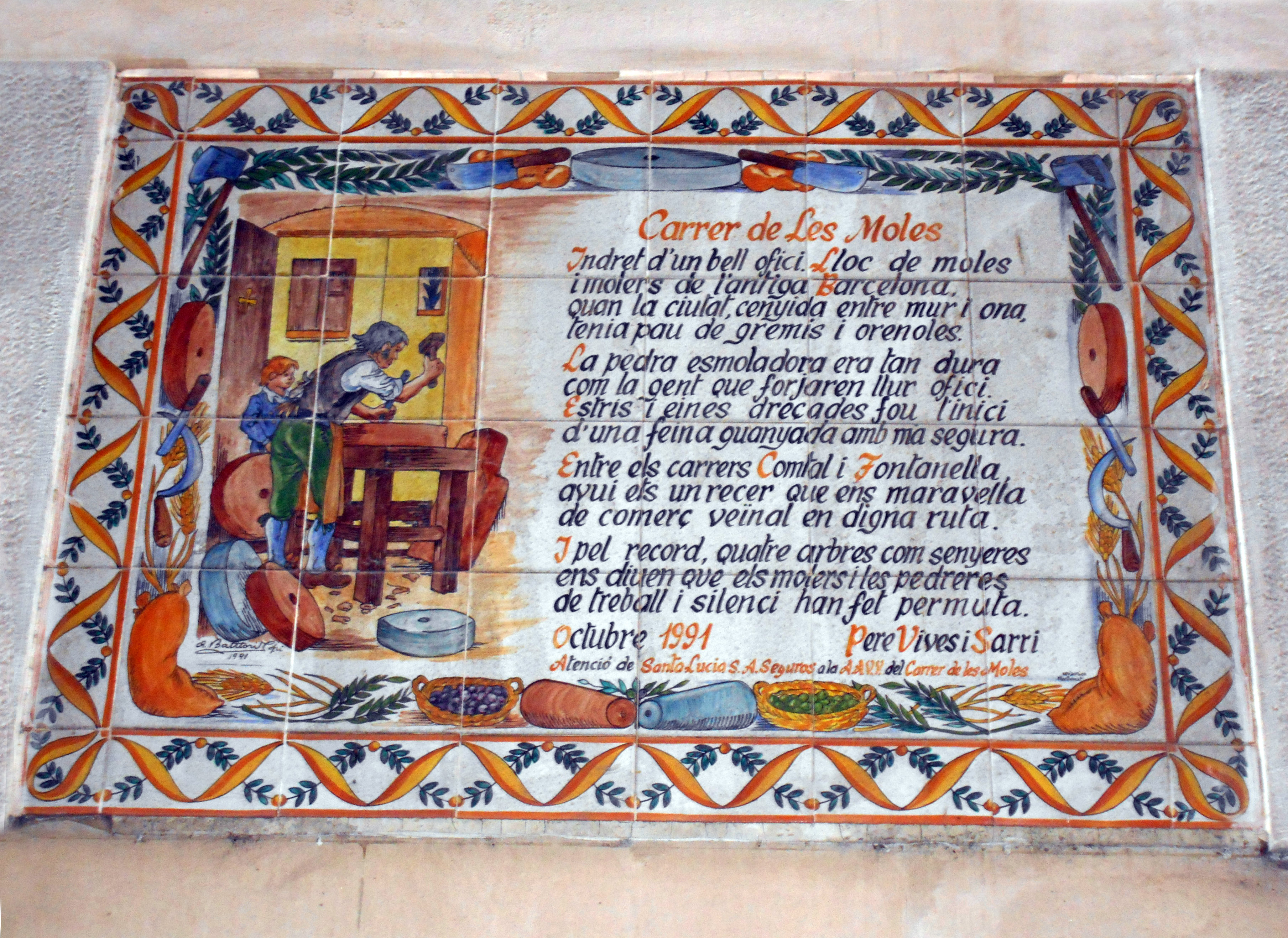
Carrer de les Moles.
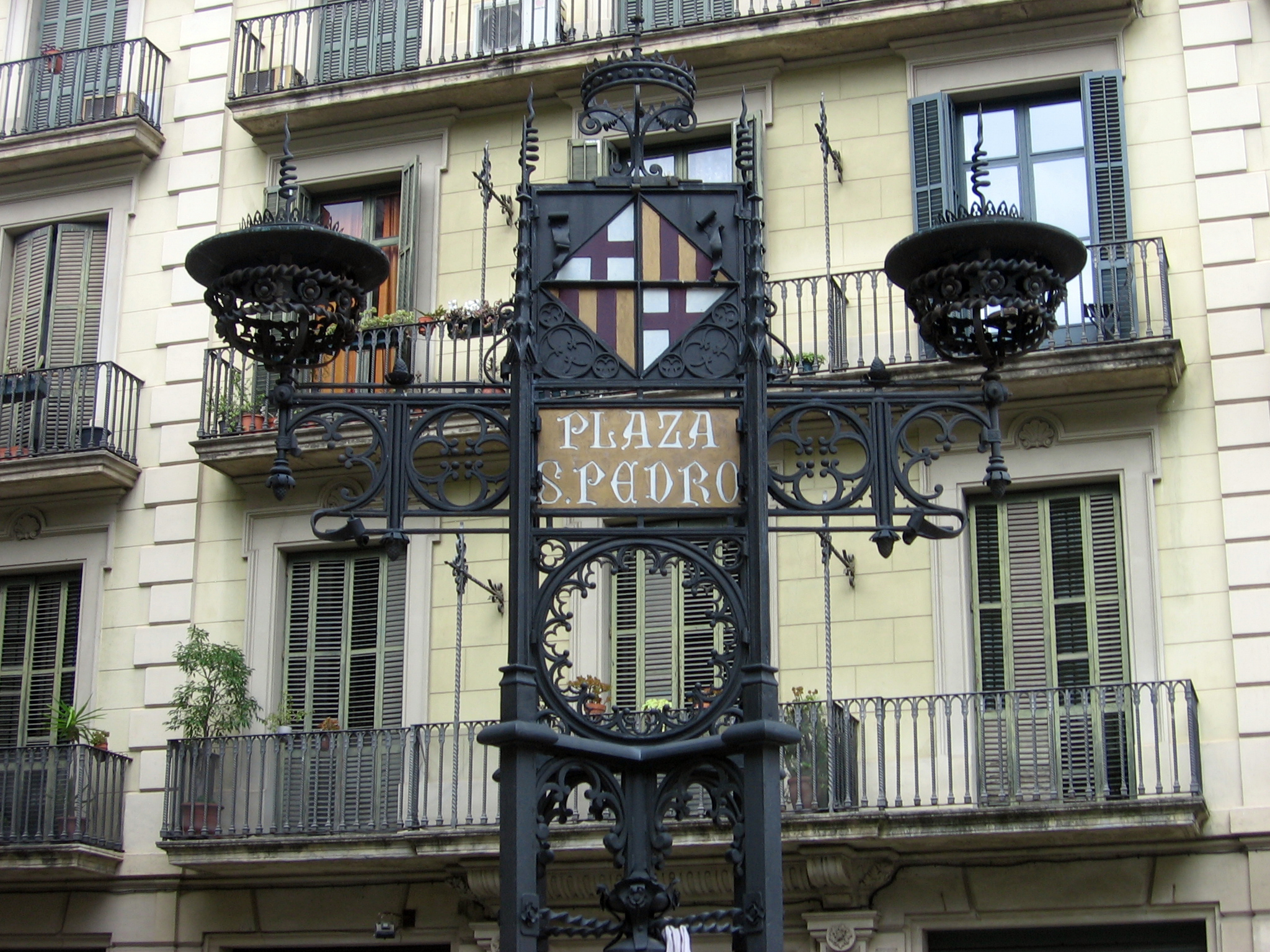
Plaça de Sant Pere.
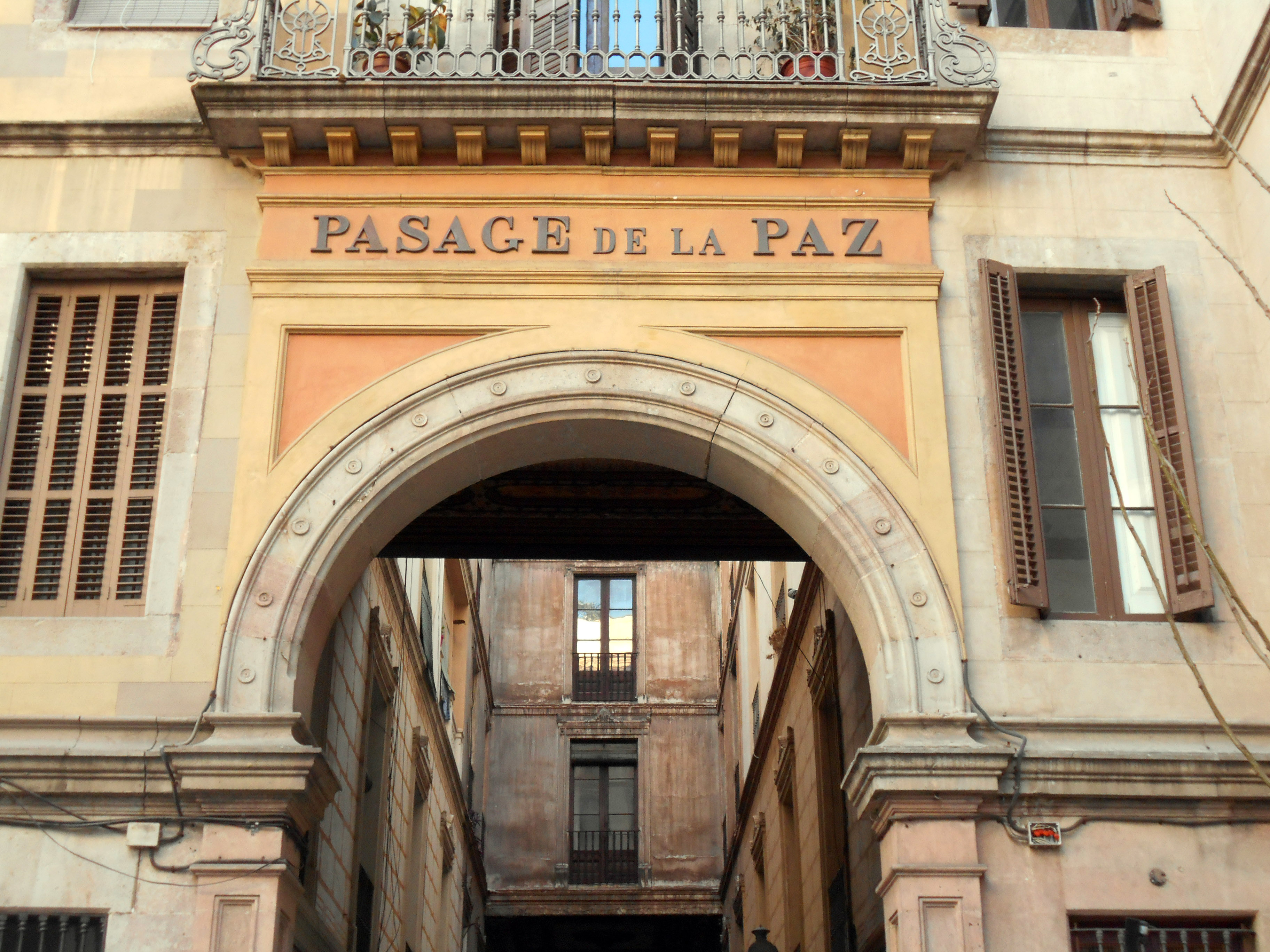
Passatge de la Pau.
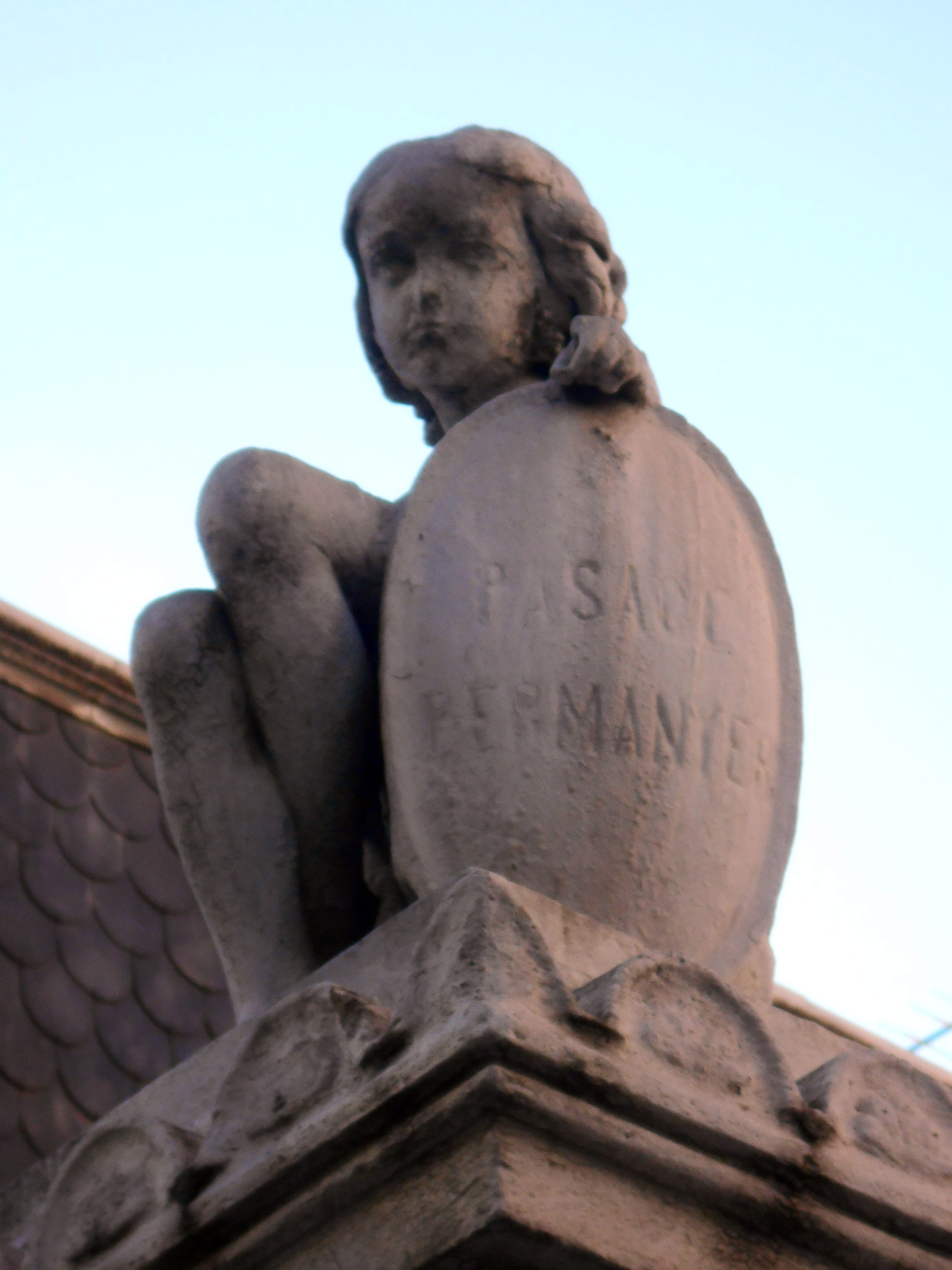
Passatge de Permanyer.
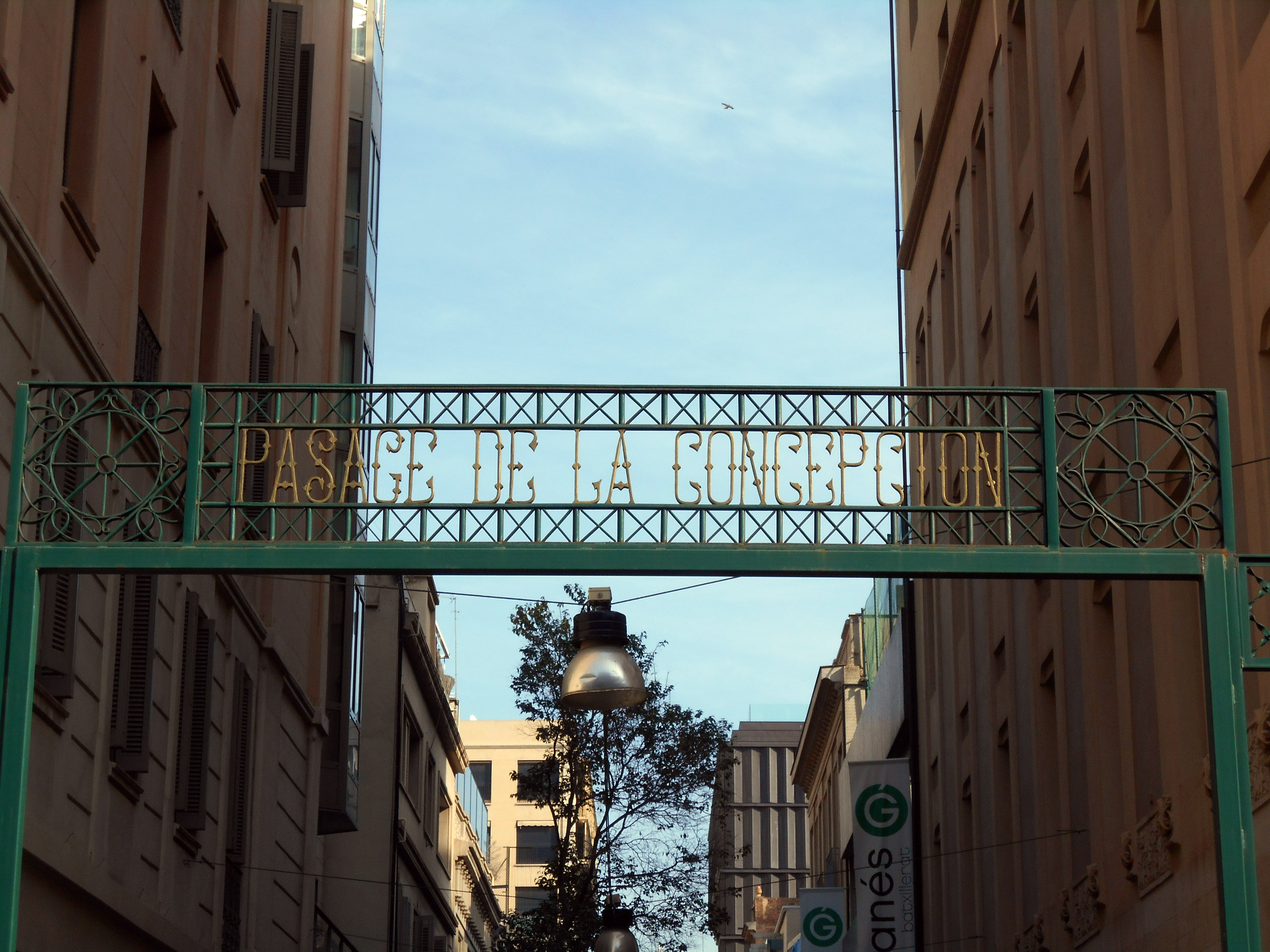
Passatge de la Concepció.
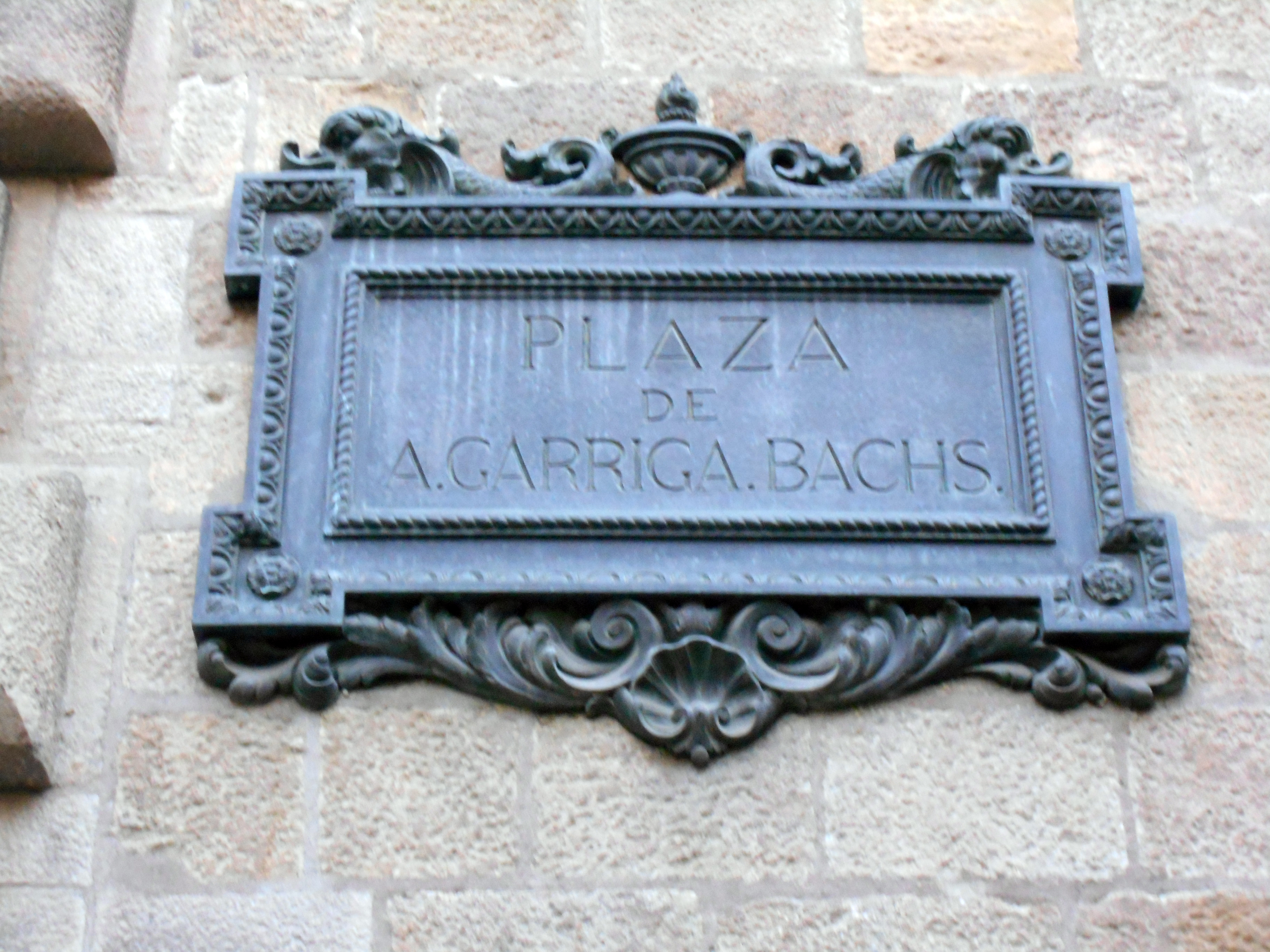
Plaça de Garriga i Bachs.
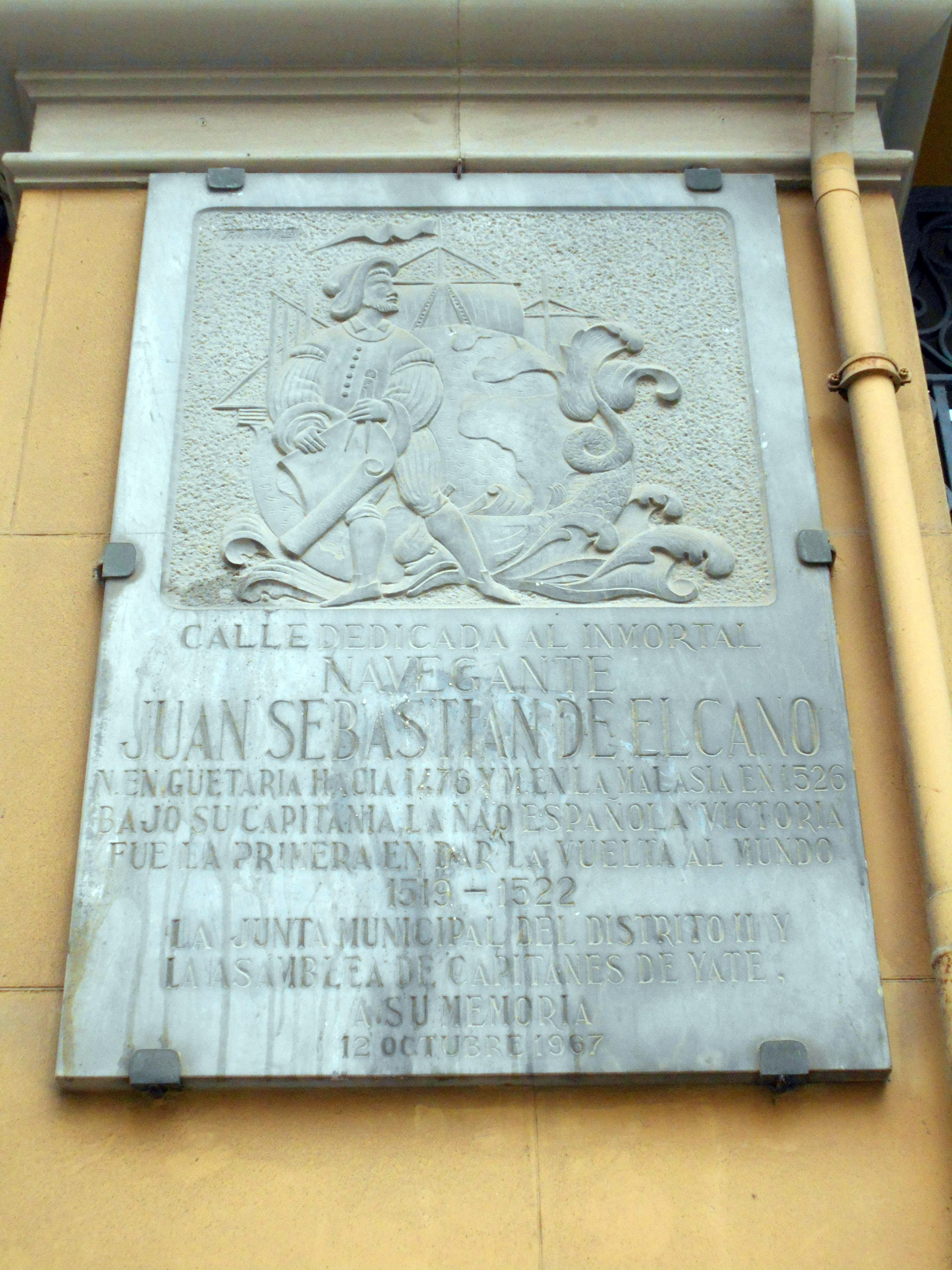
Carrer d'Elkano.
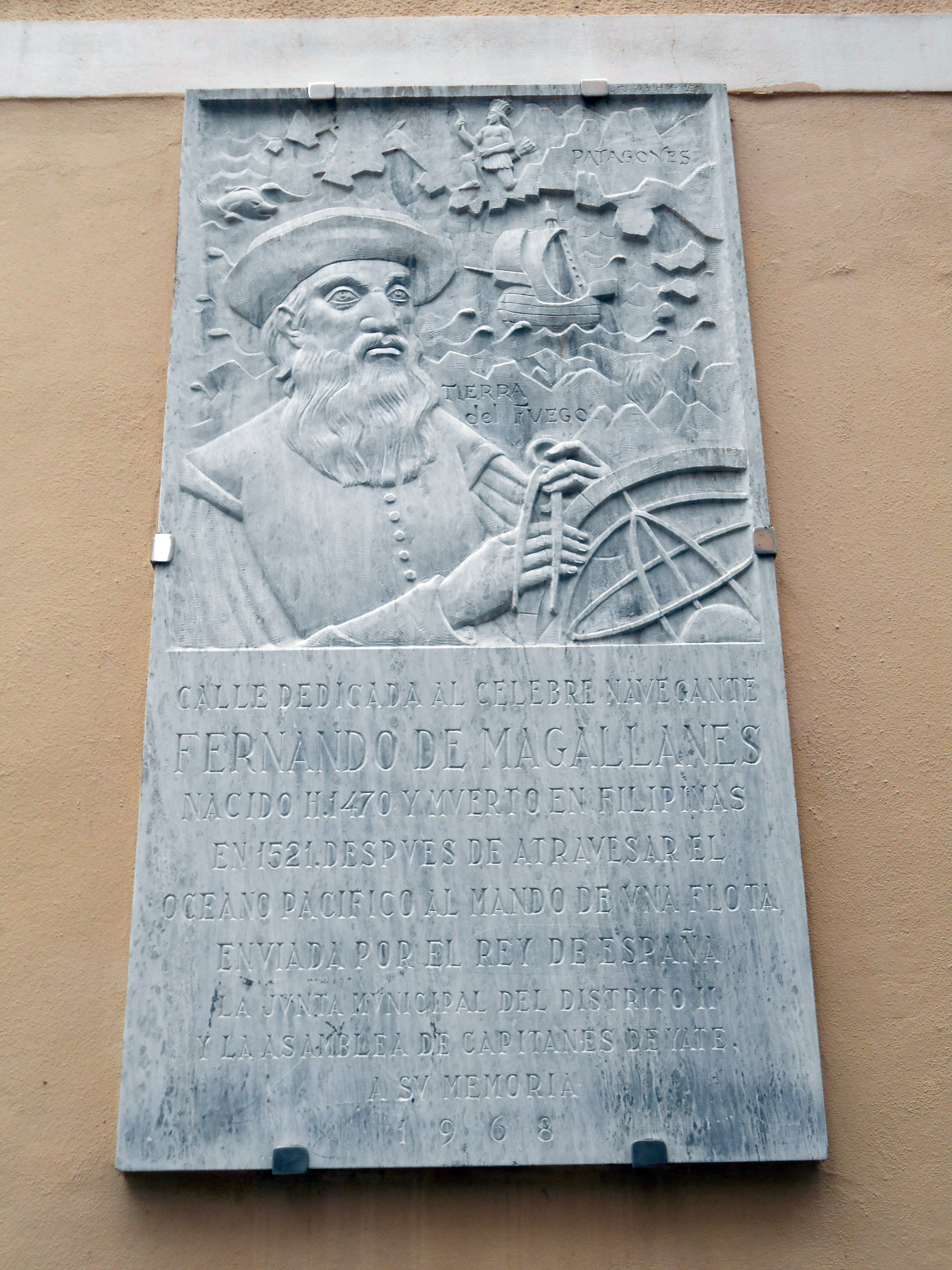
Carrer de Magalhães.
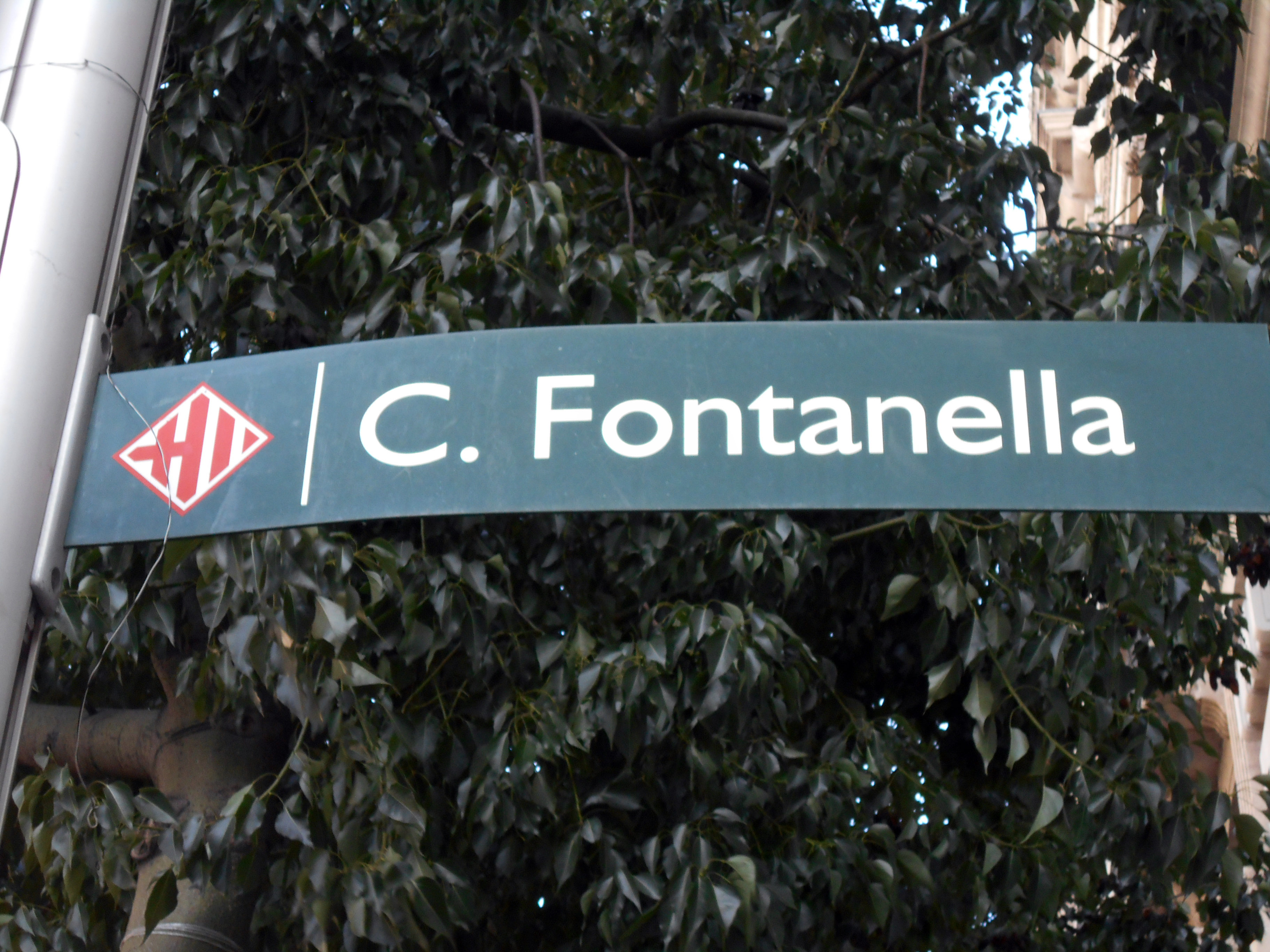
Carrer de Fontanella.
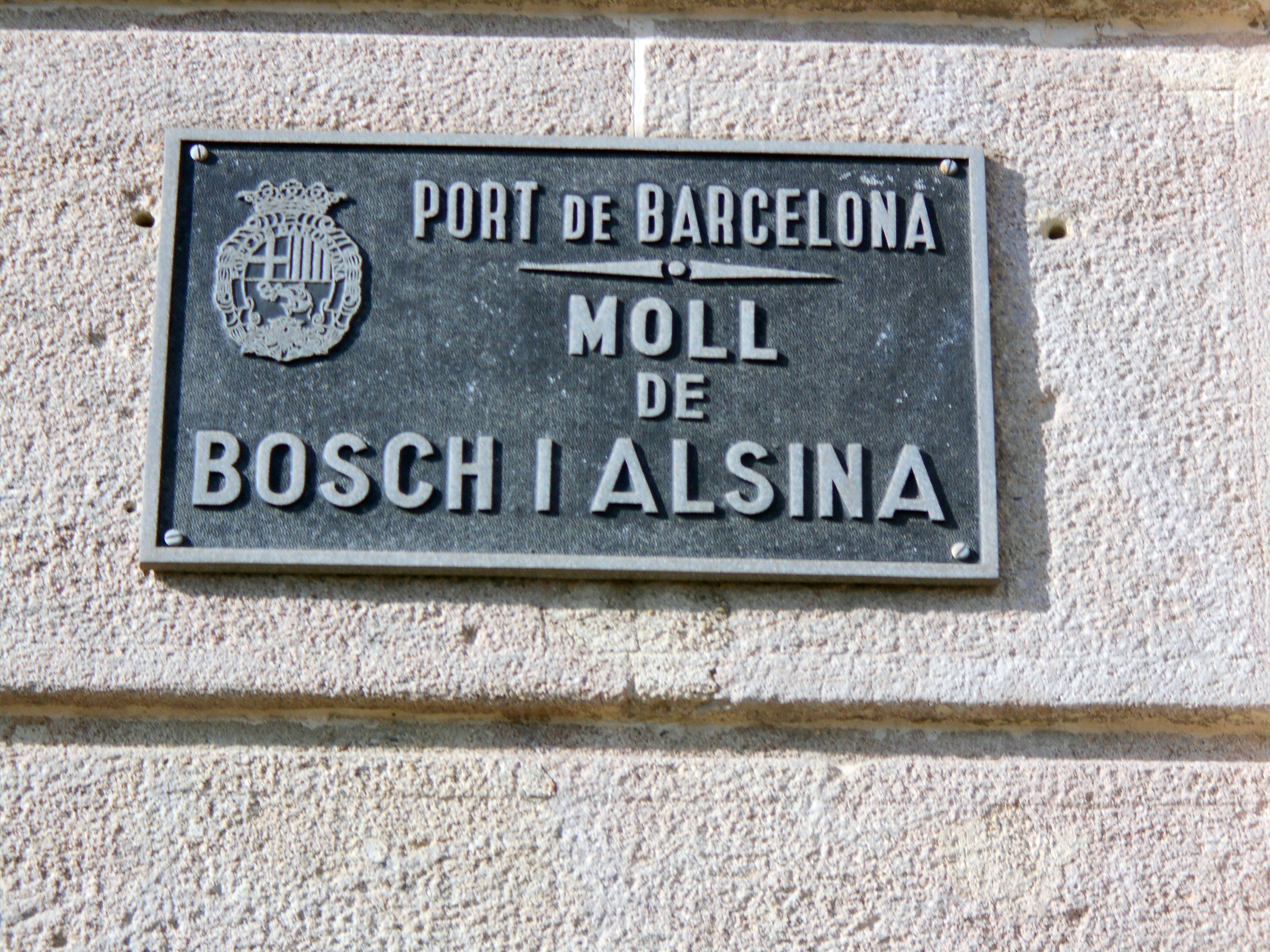
Moll de Bosch i Alsina.
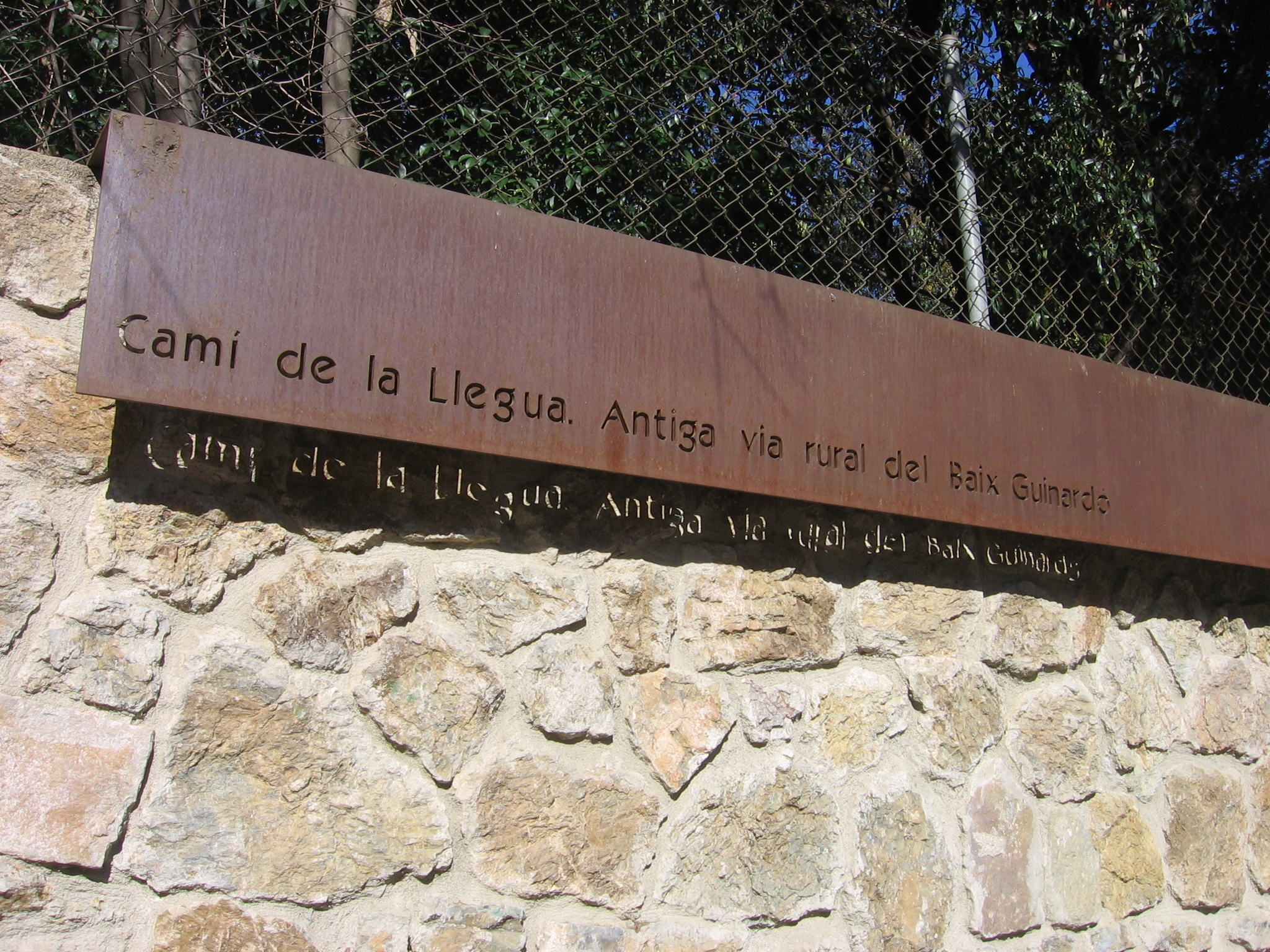
Camí de la Llegua, antiga via rural del Baix Guinardó.
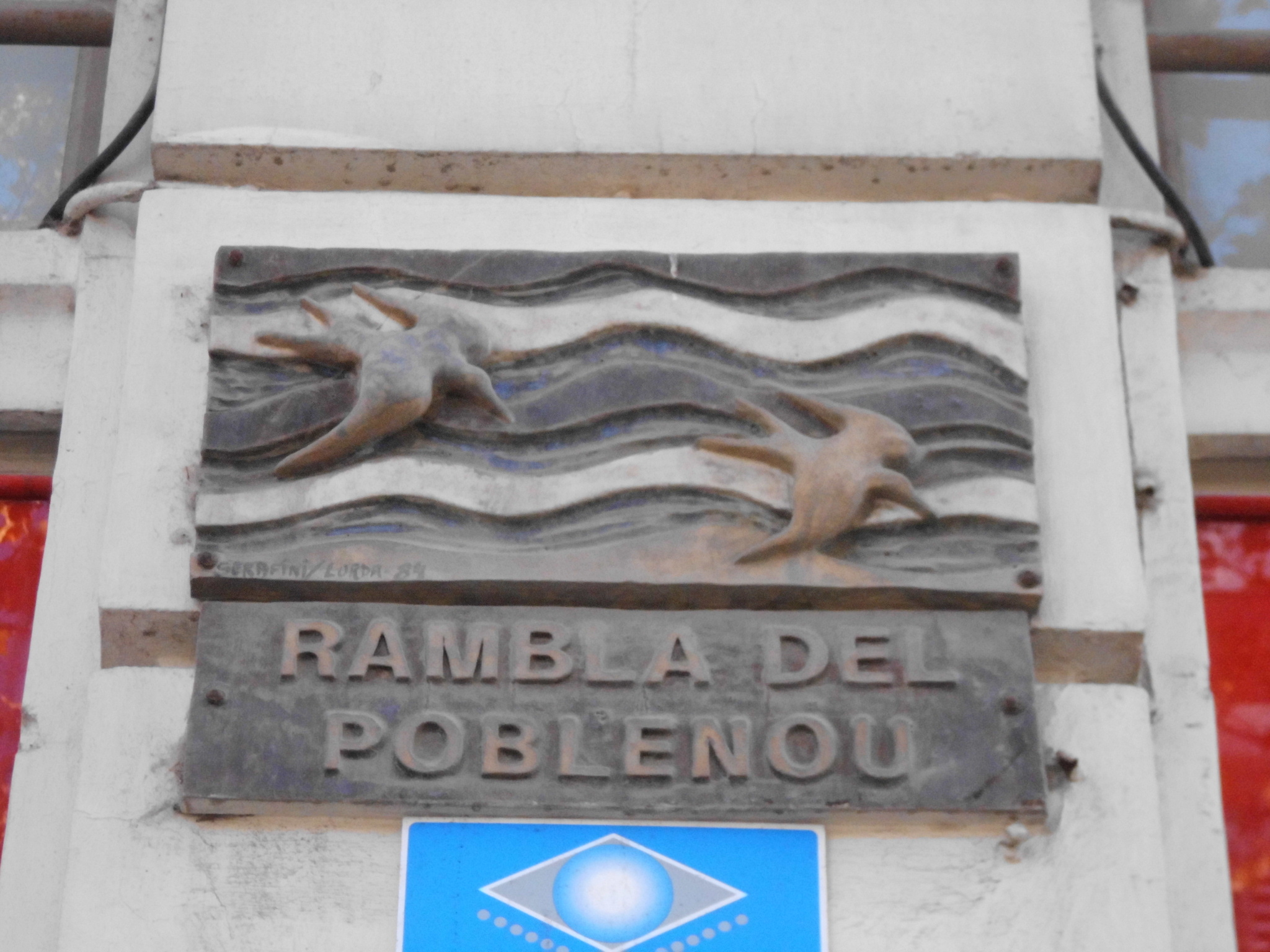
Rambla del Poblenou.